# Claude Gellée
Pour les articles homonymes, voir Gellée et Gelée.
Claude Gellée ou Gelée, dit « le Lorrain », Claude Lorrain ou traditionnellement juste Claude, né à Chamagne vers 1600 et mort à Rome le 23 novembre 1682, est un peintre, dessinateur et graveur lorrain. Il passe la majeure partie de sa vie en Italie et est l'un des premiers artistes importants, à l'exception de ses contemporains de l'âge d'or de la peinture néerlandaise, à se concentrer sur la peinture de paysage. Ses paysages sont généralement rattachés au genre plus prestigieux de peintures d'histoire par l'ajout de quelques petits personnages représentant fréquemment une scène de la Bible ou de la mythologie gréco-romaine. Actif pendant la période du baroque, il s’inscrit dans le courant du classicisme français. Aujourd’hui 51 gravures, 1 200 dessins et environ 300 tableaux subsistent de sa vaste production.
À la fin des années 1630, Claude s'impose comme le principal peintre paysagiste d'Italie et bénéficie d'honoraires importants pour son travail. Ses paysages deviennent progressivement plus grands, avec moins de personnages, peints avec plus de soin et produits à un rythme moins soutenu. Il n'est généralement pas un innovateur dans la peinture de paysage, sauf lorsqu'il  introduit le soleil et sa lumière dans de nombreuses peintures, ce qui était inusité avant lui. Il est aujourd'hui considéré comme un peintre français, mais il est né dans le duché de Lorraine, alors indépendant et rattaché au Saint-Empire romain germanique ; presque toute son œuvre est réalisée en Italie et avant la fin du XIXe siècle, il est considéré comme un peintre de « l'école romaine ». Ses clients sont également pour la plupart italiens, mais après sa mort, il devient très populaire auprès des collectionneurs anglais et le Royaume-Uni conserve nombre de ses œuvres, qui ont même influencé le jardin à l'anglaise.

## Biographie
La vie de Claude Lorrain est surtout connue par ses deux premières biographies : la Teutsche Academie de Joachim von Sandrart (1675) et la Notizie de' professori del disegno da Cimabue in qua de Philippe Baldinucci (1682-1728). Sandrart et Baldinucci ont connu personnellement le peintre, mais à une cinquantaine d'années d'intervalle, respectivement au début de sa carrière et peu avant sa mort. Sandrart a vécu avec lui pendant un certain temps, tandis que Baldinucci n'est probablement pas un de ses intimes et tire une grande partie de ses informations des neveux de Claude, qui vivaient avec lui.

### Jeunesse
Claude Gellée naît à Chamagne, village de l'actuel département des Vosges, près de Lunéville, au sud de Nancy, qui fait alors partie du duché de Lorraine, un État indépendant. Sa pierre tombale indique 1600 comme année de naissance, mais des sources contemporaines indiquent une date ultérieure, vers 1604 ou 1605. Il est le troisième des cinq fils et des sept enfants de Jean Gellée et Anne Padose, d’origine paysanne et peu fortunés.
Selon Baldinucci, les parents de Claude meurent tous deux quand il a douze ans, en 1612 ; il vit alors à Fribourg avec un frère aîné, Jean Gellée. Jean est artiste en marqueterie et enseigne à Claude les rudiments du dessin. Claude se rend ensuite en Italie, travaillant d'abord à Naples pour Goffredo Wals, un peintre de paysages mal connu originaire de Cologne, avant de rejoindre l'atelier d'Agostino Tassi à Rome.
Le récit de Sandrart sur les premières années de Claude est cependant tout à fait différent ; les érudits modernes préfèrent généralement celui-ci, ou tentent de combiner les deux. Selon Sandrart, Claude ne réussit pas bien à l'école du village et est apprenti chez un pâtissier. Avec une compagnie de collègues cuisiniers et boulangers (la Lorraine a alors une grande réputation en matière de pâtisserie), il se rend à Rome et est finalement employé comme domestique et cuisinier par Tassi. C’est à cette époque qu'il aurait inventé la pâte feuilletée. En plus des travaux domestiques, Claude est chargé de broyer les couleurs de son maître et a ainsi l’occasion de le voir peindre. Il s’essaie lui-même à la peinture et étonne Tassi, au point que celui-ci commence son éducation dans l’art pictural. Wals et Tassi sont tous deux paysagistes, le premier très obscur et produisant des vues à petite échelle qui ont influencé Claude, tandis que Tassi — connu comme le violeur d'Artemisia Gentileschi — possède un grand atelier spécialisé dans les fresques des palais.
Il n’est pas possible d'accréditer si sa première formation est avec Tassi puis avec Wals, ou vice versa, étant donné les rares données conservées sur l’artiste au cours de ces années.

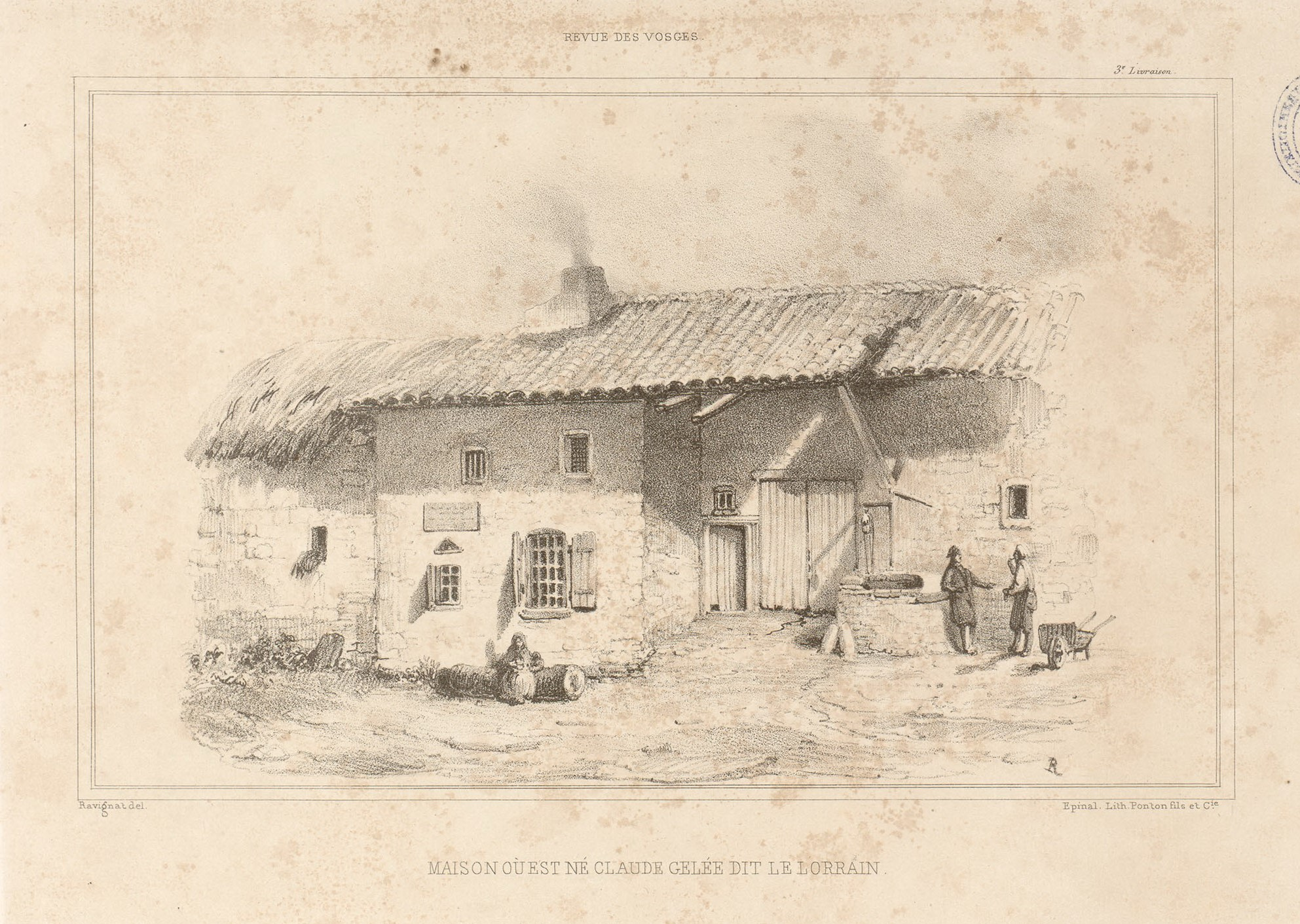
Estampe de Charles Pensée représentant la maison où est né Claude Gellée à Chamagne.

### Éclosion
Bien que les détails de la vie de Claude avant 1620 restent flous, la plupart des érudits modernes s'accordent à dire qu'il est apprenti chez Wals vers 1620-1622 et chez Tassi entre 1622/23 et vers 1625. Baldinucci rapporte qu'en 1625, Claude entreprend un voyage à Lorette, à Venise, au Tyrol et en Bavière et retourne à son lieu d’origine, s’installant à Nancy pendant un an et demi, où il collabore comme assistant avec Claude Déruet, peintre de la cour ducale, à l’église des Petits-Carmes de Nancy, et travaillant sur les fonds d'un projet de fresque perdue. Il quitte son atelier relativement vite, en 1626 ou 1627, à la suite de quoi toute sa carrière se déroulera à Rome. Il s'installe dans une maison de la Via Margutta, dans le quartier des artistes, près de la Piazza di Spagna et l'église et couvent de la Trinité-des-Monts, demeurant dans ce quartier pour le reste de sa vie,. Il ne se marie pas, et vit simplement parmi ses amis.
Au cours de ses voyages, Claude séjourne brièvement à Marseille, Gênes et Venise et a l'occasion d'étudier la nature en France, en Italie et en Bavière. Sandrart rencontre Claude à la fin des années 1620 et rapporte que l'artiste a alors l'habitude de dessiner à l'extérieur, particulièrement à l'aube et au crépuscule, réalisant sur place des études à l'huile. À la fin des années 1620, il demeure un artiste indépendant ; sa première toile datée est un sujet pastoral peint en 1629, Paysage avec bétail et paysans (Philadelphia Museum of Art), qui montre déjà un style et une technique bien développés ; La Tempête figure dans les toutes premières œuvres.
Il forge son propre style, influencé par les grands paysages d’Annibale Carracci. Peu à peu, l’effet de la lumière devient sa préoccupation majeure.
Dans les années 1630, il commence à consolider sa réputation comme peintre, exécutant des paysages inspirés de la campagne romaine, aux impressions bucoliques et pastorales. Il signe ses tableaux « le Lorrain », de sorte qu’il commence à être connu sous le nom de Claude Lorrain. Il est en contact avec Joachim von Sandrart et d’autres étrangers établis à Rome comme Herman van Swanevelt, Cornelis van Poelenburgh et Bartholomeus Breenbergh, avec lesquels il s'initie à la peinture de paysage. Il se lie également d’amitié avec Nicolas Poussin, un autre Français basé à Rome. Peu à peu, sa situation s'améliore, de sorte qu’il peut prendre à son service un assistant, Gian Domenico Desiderii, qui travaille avec lui jusqu’en 1658.
Vers 1630, il peint plusieurs fresques dans les palais Muti et Crescenzi de Rome, technique qu’il n’utilise plus ensuite. Sa réputation ne cesse de croître, comme en témoignent les commandes de l'ambassadeur de France à Rome (1633) et du roi d'Espagne (1634-1635). Baldinucci rapporte qu'une commande particulièrement importante lui vient du cardinal Guido Bentivoglio, qui a été impressionné par les deux paysages peints par Claude pour lui, Paysage avec danse paysanne (1637) et Vue du port (1637), et qui recommande l'artiste au pape Urbain VIII. Claude réalise quatre tableaux pour le pape en 1635-1638, deux grands et deux petits sur cuivre. Il commence à jouir d’une certaine renommée dans les cercles artistiques de Rome. Les cardinaux Fabio Chigi et Giulio Rospigliosi, qui deviendront les papes Alexandre VII et Clément IX, sont également ses mécènes.
Admis à l’Accademia di San Luca de Rome, où se trouve aujourd'hui une de ses Marine de 1633, il peint de nombreux ports imaginaires, invitations au voyage, à l’architecture néo-classique de la Renaissance italienne, baignés par la lumière rasante d’un soleil couchant situé dans la ligne de fuite du tableau. On y retrouve souvent des scènes d’embarquement grouillant de débardeurs affairés (Marine, 1634 ; Port de mer au soleil couchant, 1639 ; Le Débarquement de Cléopâtre à Tarse, 1642).

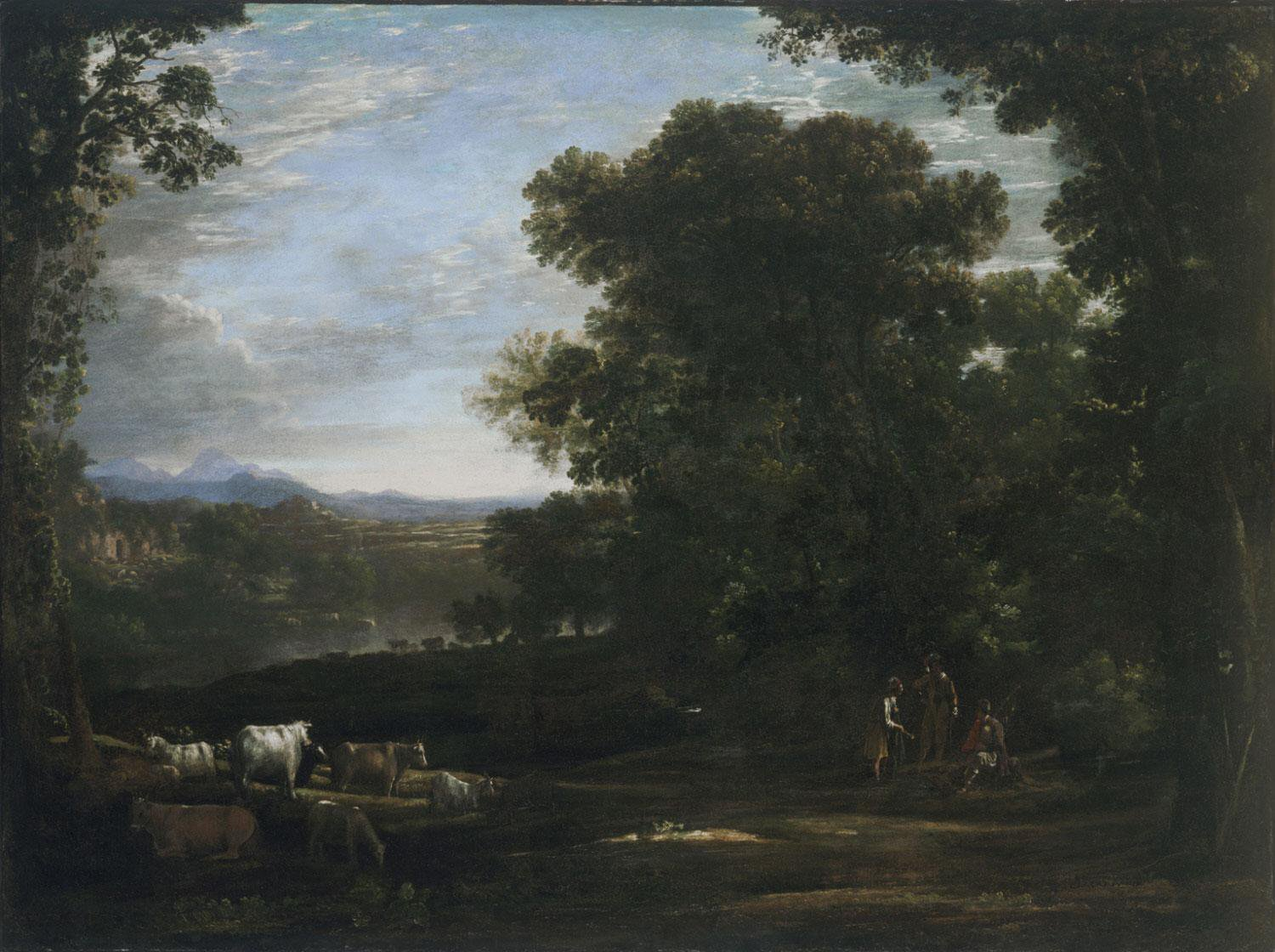
Paysage avec bétail et paysans, 1629, Philadelphia Museum of Art.
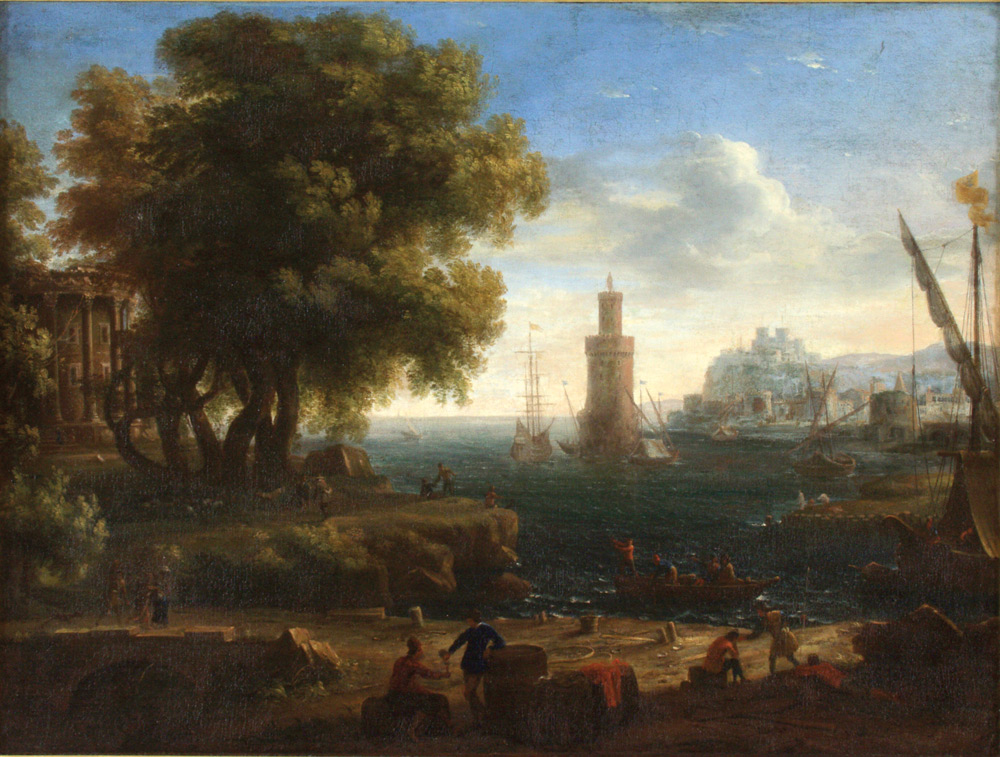
Paysage de port, 1633, musée d'Art de Ponce.
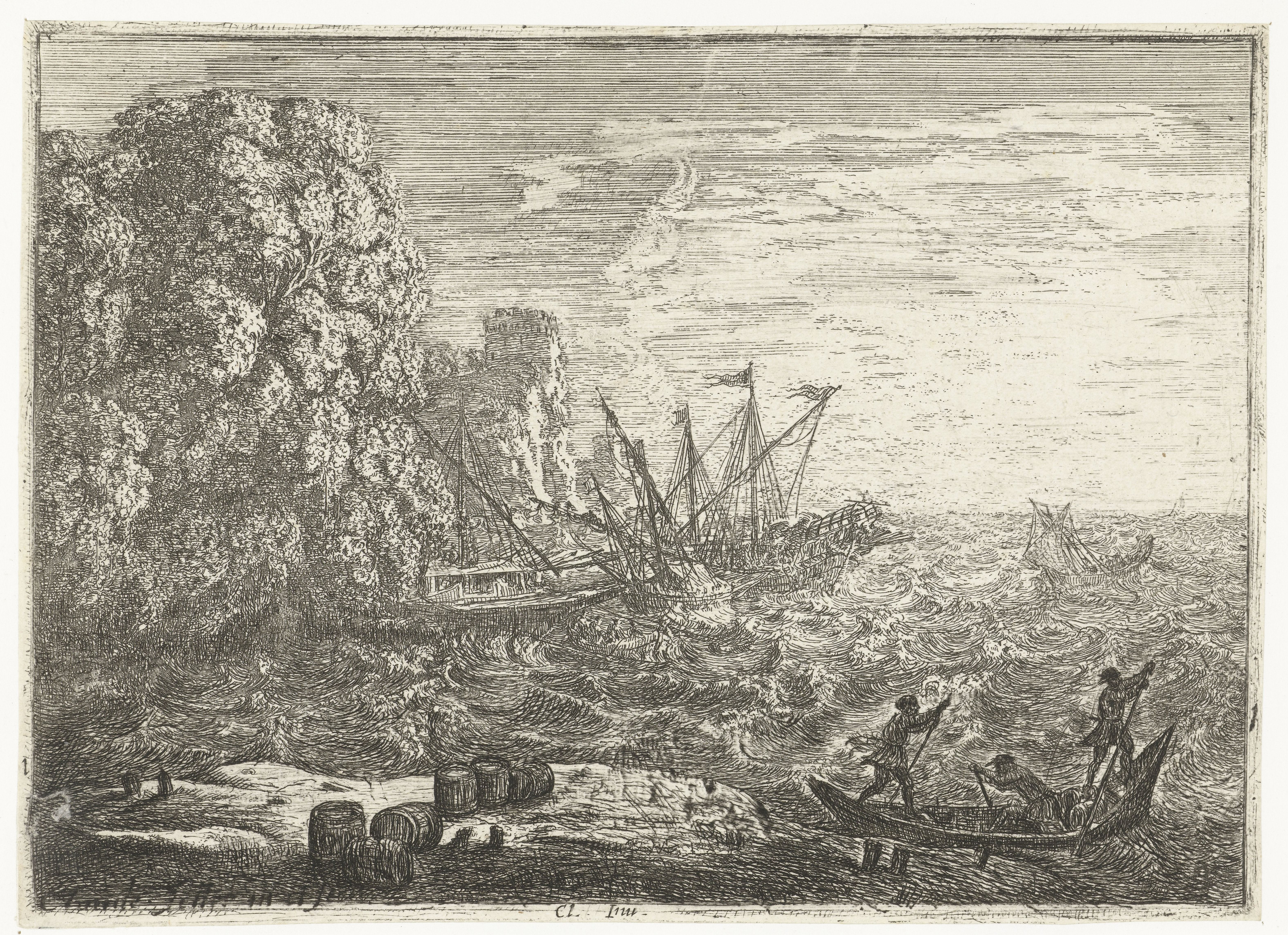
La Tempête, 1630-1631.

### Consécration

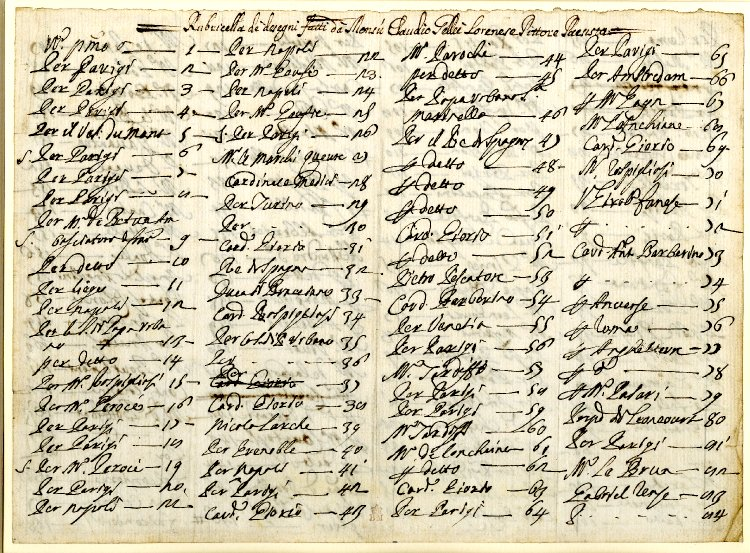
Page du Liber Veritatis, British Museum.

À partir de 1635, le travail de Claude est reconnu et ses toiles très demandées. À compter de cette date, il ne peint presque plus que sur commande. Il réalise ensuite de nombreuses commandes importantes, tant italiennes qu'internationales, dont certaines pour le roi Philippe IV d'Espagne. En conséquence de quoi, des faux à son nom commencent à être produits et vendus. Ainsi, en 1634, Sébastien Bourdon s’amuse à contrefaire une de ses œuvres. Ceci n’est pas du tout au goût du Lorrain qui, ne souhaitant pas que des copies puissent être prises pour ses originaux, met en œuvre un procédé original et efficace pour lutter contre ces contrefaçons en reproduisant en dessin chacune de ses œuvres dans un recueil appelé Liber Veritatis ou Livre de la Vérité, commencé en 1635 et composé de 195 dessins. Il réalise des dessins à la plume et au lavis de presque tous ses tableaux dès qu'ils sont terminés, bien qu'avec parfois des variantes ; au dos de la plupart des dessins, il précise le titre, la date, ainsi que le nom du commanditaire et les honoraires encaissés, mais pas toujours suffisamment clairement pour permettre aujourd'hui d'identifier l'œuvre avec exactitude. Il y répertorie toutes ses œuvres jusqu’à sa mort, soit près de 200 tableaux. Le Livre est acquis par le duc de Devonshire, qui l’inclut dans sa collection de sa résidence de Chatsworth House. Il est publié pour la première fois en 1777 par l’éditeur John Boydell, sous forme de gravures, réalisées par Richard Earlom. Ce livre unique, actuellement conservé à Londres au British Museum, est très précieux pour les historiens d’art car il leur permet notamment d’étudier les œuvres disparues du peintre.

Liber Veritatis
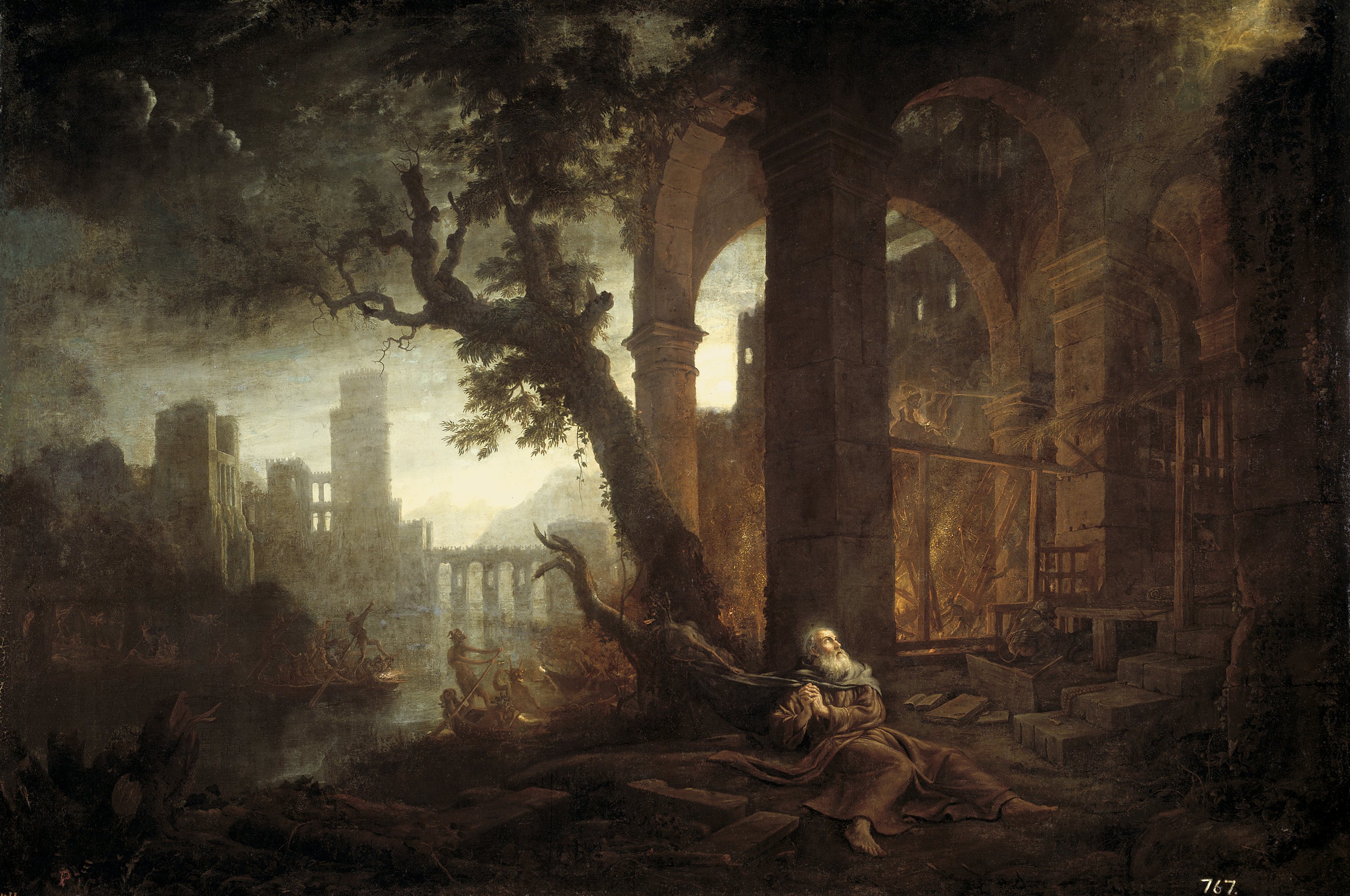
Paysage avec les tentations de saint Antoine, entre 1635 et 1638, musée du Prado
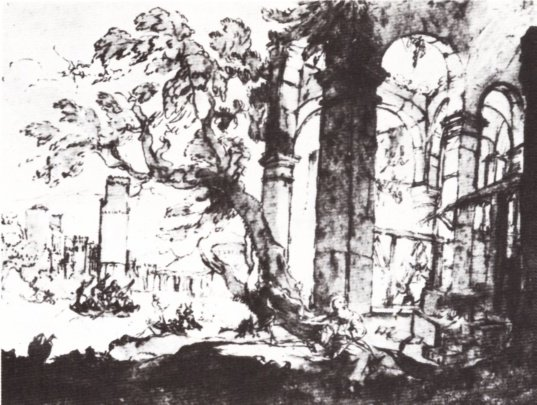
même œuvre reprise dans le Liber Veritatis

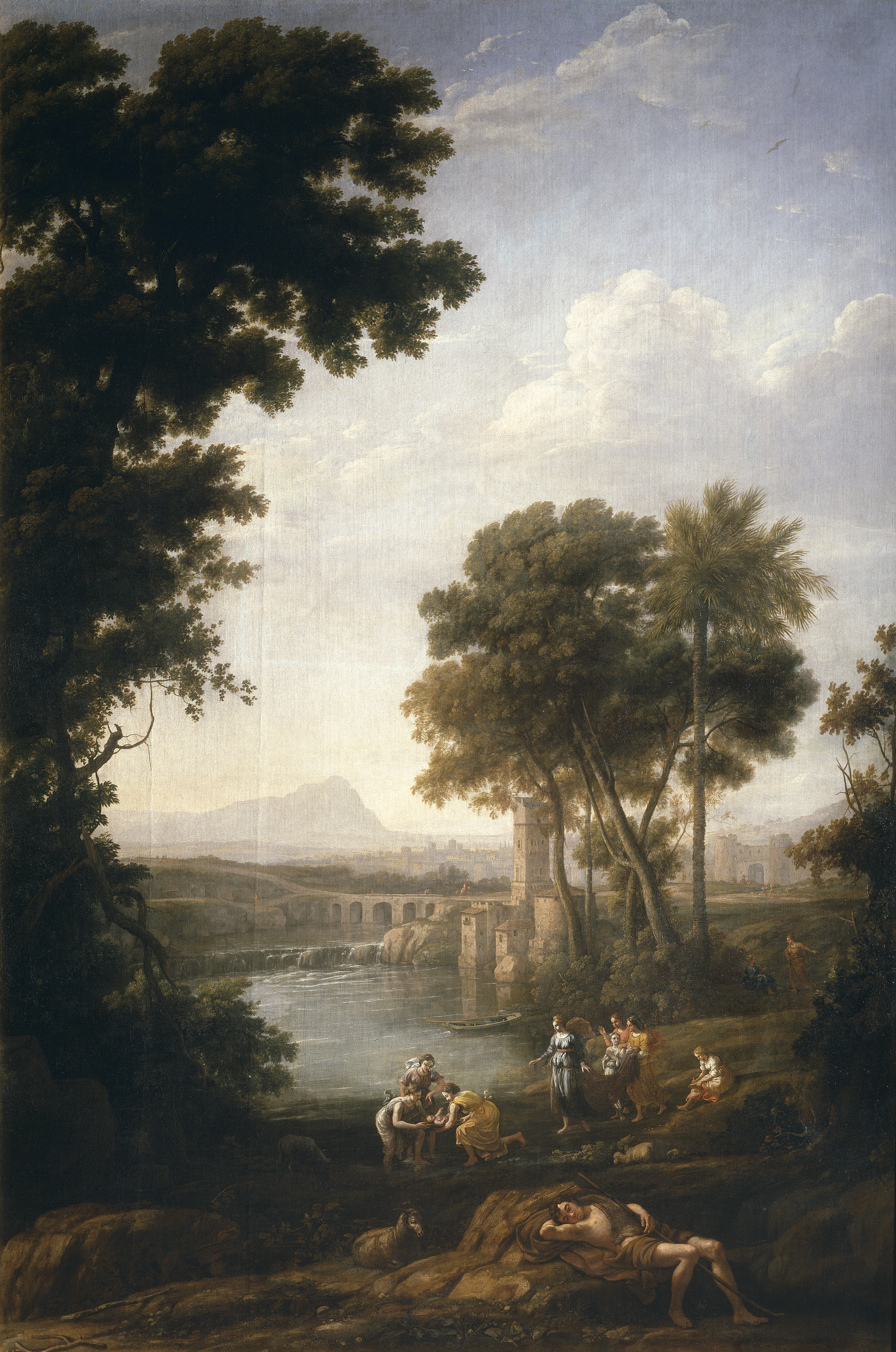
Paysage avec la découverte de Moïse, 1939, Musée du Prado.

En 1636, Claude entreprend un nouveau voyage à Naples. L’année suivante, il reçoit une commande de l’ambassadeur d’Espagne à Rome, le marquis de Castel Rodrigo, d’une série de gravures, intitulée Feux d’artifice. Peut-être sur recommandation de ce dernier, il reçoit une commande de Philippe IV pour le palais du Buen Retiro à Madrid, pour décorer la Galerie des Paysages avec des œuvres d’artistes contemporains comme Nicolas Poussin, Herman van Swanevelt, Jan Both, Gaspard Dughet et Jean Lemaire. Claude Lorrain réalise huit tableaux monumentaux, en deux groupes : quatre au format longitudinal (1635-38) et quatre au format vertical (1639-41). Le programme iconographique, tiré de la Bible et des histoires des Saints, a été choisi par Gaspar de Guzmán, qui dirige les travaux.
À partir de 1640, l’influence des œuvres d'Annibale Carracci et du Dominiquin se fait sentir ; à partir de 1645, il s’oriente vers des œuvres plus apaisées, à la lumière uniforme, d’inspiration mythologique ou biblique (Bord de mer avec Apollon et la sibylle de Cumes, 1647 ; Mariage d’Isaac et Rebecca, 1648), mais, comme toujours chez Claude, ces scènes ne sont que des prétextes à l’exploration de l’espace infini du paysage : les œuvres du Lorrain « naissent de la distance ».
En 1643, il entre à la Académie pontificale des beaux-arts et des lettres des virtuoses au Panthéon, la Congregazione dei Virtuosi, académie littéraire fondée en 1621 par le cardinal Ludovico Ludovisi.
Durant toute sa vie, il peint principalement pour la noblesse et le clergé, et reçoit des commandes de toute l’Europe, avant tout de France, d'Espagne, d'Angleterre, de Flandre, de Hollande et du Danemark. La demande d’œuvres de Lorrain est telle qu’en 1665, un marchand dut avouer au collectionneur Antonio Ruffo, commanditaire de plusieurs œuvres de Rembrandt, qu’« il n’y a pas d’espoir d’obtenir une œuvre de Claude ; une vie ne lui suffirait pas pour satisfaire ses clients».

### Fin de carrière

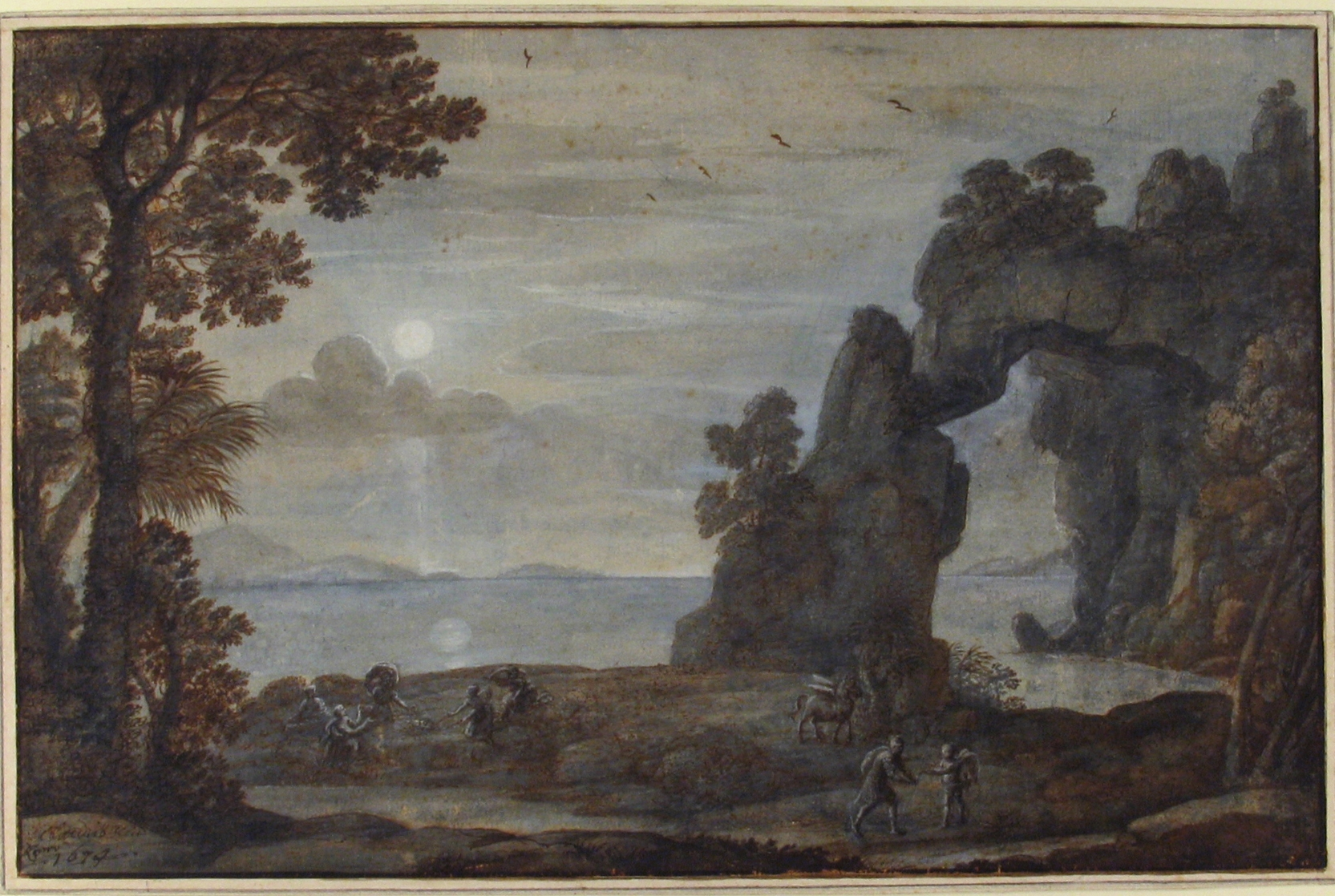
Vue de la côte avec Persée et l'origine du corail, 1674.

En 1650, Claude s'installe dans une maison voisine de la via Paolina (aujourd'hui Via del Babuino), où il réside jusqu'à sa mort. L'artiste ne s'est jamais marié, mais a adopté une enfant orpheline, Agnese, en 1658 ; il se pourrait bien qu'elle soit la propre fille de Claude avec une servante du même nom. Les fils des frères de Claude rejoignent la maison, Jean, fils de Denis Gellée en 1662, et Joseph, fils de Melchior Gellée, vers 1680.
En 1654, il refuse le poste de recteur principal de l’Accademia di San Luca pour vivre pleinement sa profession.
À la fin de sa carrière, le Lorrain retrouve son inspiration première dans des sujets plus symboliques qui lui permettent d’explorer à nouveau le travail de la lumière, dérivant vers un style plus serein, personnel et poétique (Paysage avec Tobie et l’ange, 1663 ; Paysage avec Énée chassant sur la côte de Libye, 1672).
En 1663, Claude, qui souffre beaucoup de goutte, tombe gravement malade, son état devenant si grave qu'il rédige un testament, mais il parvient à se rétablir. Il peint moins après 1670, mais les œuvres achevées après cette date comprennent des tableaux importants tels que Vue de la côte avec Persée et l'origine du corail (1674), peints pour le cardinal Camillo Massimi, le célèbre collectionneur, et Paysage avec Ascagne abattant le cerf de Silvia, son dernier tableau, commandé par le prince Lorenzo Onofrio Colonna (1637-1689), son mécène le plus important de ses dernières années,.
Dans ses dernières années, il ne vit que pour l’art. Bien qu’il soit délivré des soucis financiers, il mène une vie modeste et soutient beaucoup les pauvres. Hormis le pape Urbain VIII, il peint pour des personnages très importants de son temps, tels que le roi d’Espagne ou des cardinaux de la Curie romaine.
Il ne réalise que deux peintures en 1669 et une seule en 1670, un Paysage pastoral (Munich, Alte Pinakothek), et en 1671, peut-être éprouvé par la maladie, ainsi qu'une petite trentaine de feuilles au cours des trois années, ce qui renforce l'idée que sa santé déclinante impacte alors considérablement son rythme de travail
L'artiste meurt dans sa maison le 23 novembre 1682. Il est d'abord enterré à l'église de la Trinité-des-Monts ; ses restes sont transférés en 1840 à l'église Saint-Louis-des-Français de Rome sous un monument édifié en son honneur par Paul Le Moyne. Dans son testament, il demande qu’on dise des messes dans son village de naissance : malgré son admiration pour la nature d’Italie et sa grande fortune, Claude Gellée est toujours resté attaché à Chamagne.
À sa mort, il ne possède que quatre de ses tableaux, mais la plupart de ses dessins. Outre le Liber Veritatis, beaucoup d'entre eux sont en volumes reliés, l'inventaire mentionnant 12 livres reliés et une grande « caisse » ou dossier de feuilles volantes. Cinq ou six grands volumes reliés sont laissés à ses héritiers, dont un Livre Tivoli, un Livre Campagna, un premier carnet de croquis et un album animalier, tous maintenant démantelés et dispersés, bien que, les feuilles étant numérotées, leur contenu ait été en grande partie reconstitué par les chercheurs,.

### Caractère
Claude Lorrain est décrit par ses contemporains comme une personne de caractère paisible, gentil avec ses élèves et un travailleur totalement dévoué à son métier. D’origine modeste, presque dépourvu d’éducation, il fait lui-même sa fortune, dans une atmosphère de grande rivalité professionnelle, qui, cependant, l’amène à traiter avec les nobles, cardinaux, papes et rois.

## Style et sujets

### Influences

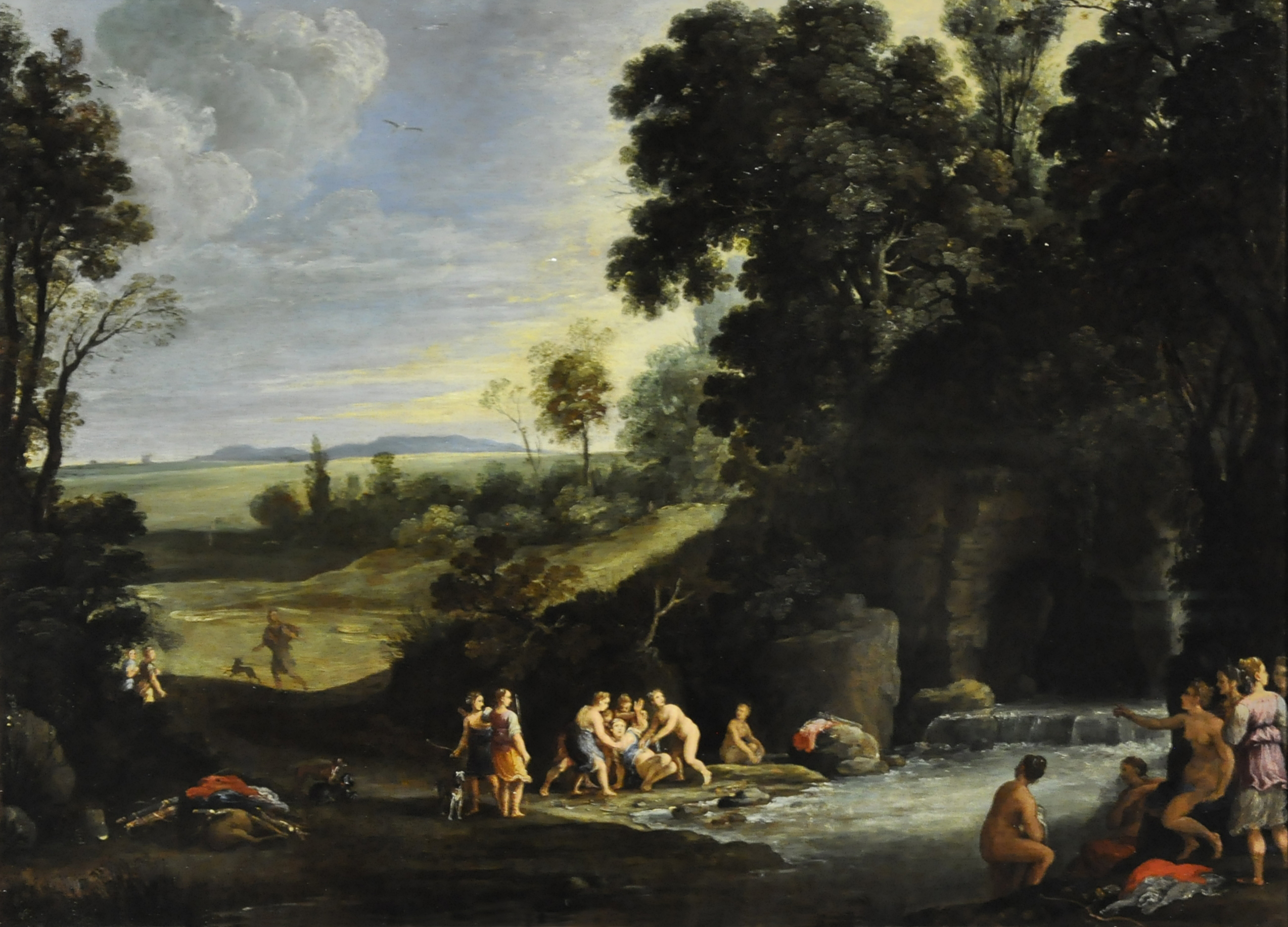
Paul Bril (1554-1626), Diane et Callisto, vers 1620, National Gallery, Londres.

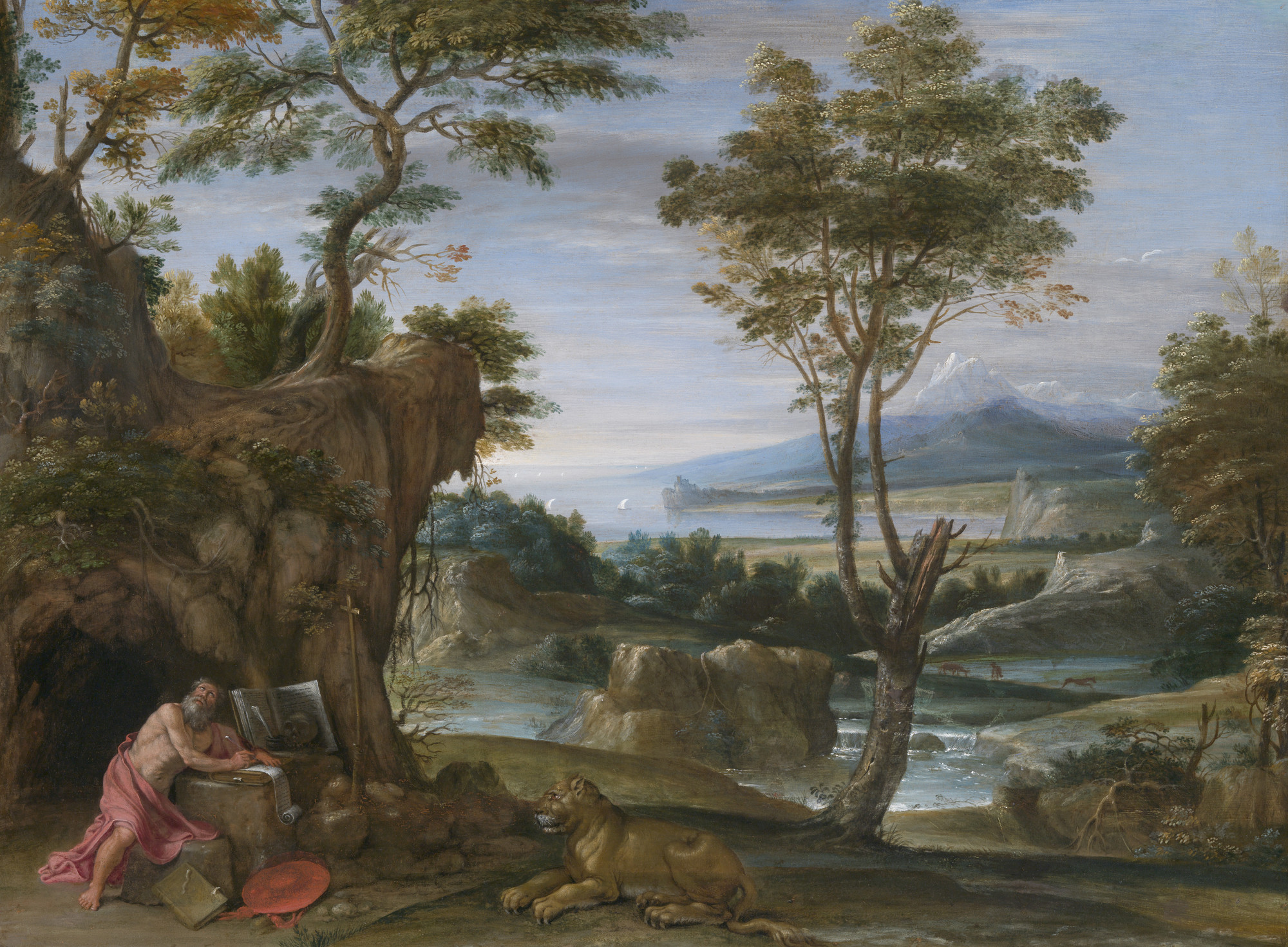
Le Dominiquin, Paysage avec saint Jérôme, vers 1610, Kelvingrove Art Gallery and Museum.

Le choix de Claude en matière de style et de sujet est né d'une tradition de peinture de paysage présente en Italie, principalement à Rome, portée par des artistes formés dans le style du maniérisme du Nord comme Matthijs Bril, qui est arrivé à Rome en provenance d'Anvers vers 1575, bientôt rejoint par son frère Paul. Tous deux se spécialisent dans les paysages, d'abord comme arrière-plans de grandes fresques, une voie également empruntée par Claude quelques décennies plus tard. Matthijs décède à 33 ans, mais Paul est actif à Rome jusqu'après l'arrivée de Claude, bien qu'aucune rencontre entre eux ne soit documentée. Hans Rottenhammer et Adam Elsheimer sont d'autres paysagistes du Nord associés à Bril, qui ont cependant quitté Rome bien avant l'arrivée de Claude.
Ces artistes ont introduit le genre des petits tableaux de cabinet, souvent sur cuivre, où les personnages sont dominés par leur environnement paysager, très souvent une forêt dense placée non loin derrière les personnages au premier plan. Paul Bril commence à peindre des tableaux plus grands où la taille et l'équilibre entre les éléments, ainsi que le type de paysage utilisé, sont plus proches du futur travail de Claude, avec une vaste vue dégagée à l'arrière, sur une grande partie de la largeur du tableau.
Avec d'autres artistes du XVIIe siècle travaillant à Rome, Claude est également influencé par le nouvel intérêt pour le genre du paysage qui émerge entre le milieu et la fin du XVIe siècle en Vénétie, à commencer par le peintre d'origine vénitienne Domenico Campagnola et l'artiste hollandais résidant à Padoue et à Venise, Lambert Sustris. L'intérêt pour le paysage apparait pour la première fois à Rome dans le travail de leur élève brescien Girolamo Muziano, surnommé dans la ville « Il giovane dei paesi » (« le jeune homme des paysages »). En Italie, plusieurs points de repère s’offrent ainsi à la vision de Claude ; une première voie vers une interprétation poétique et idéalisée de la nature apparait à Venise avec des artistes comme Giorgione, Titien et Paul Véronèse, qui se nourrissent des sources classiques pour créer une première vision classique du paysage.
À la suite de l'intégration de cette tradition avec d'autres sources du Nord, des artistes bolognais comme Le Dominiquin, qui est à Rome à partir de 1602, peignent un certain nombre de « Paysage avec… », tirés de la mythologie, de la religion et de la littérature, ainsi que des scènes de genre, qui présentent généralement une vue dégagée dans une partie de la composition et une colline escarpée dans une autre. Même lorsque l'action entre les quelques petits personnages est violente, le paysage donne une impression de sérénité. Les compositions sont soignées et équilibrées. Le paysage de La fuite en Égypte d'Annibale Carracci (v. 1604) est l'un des meilleurs paysages italiens du début du siècle,, mais peut-être plus précurseur de Nicolas Poussin que de Claude. Annibale Carracci, Le Dominiquin et d’autres artistes de l'académie bolonaise des Incamminati, ainsi que des concepts rafalésques, apportent à Claude une vision exaltée de l’Antiquité.
Plus tard, Salvator Rosa en viendra à esquisser une première tentative de transcription romantique de la nature. Aux Pays-Bas, l’aménagement paysager varie entre les interprètes d’un certain réalisme et les adeptes du style italien, aux côtés des compositions personnelles de Gerard Seghers et Rembrandt. Toujours en Flandre, la figure de Pierre Paul Rubens offre un puissant point d’attraction, avec ses paysages de vues panoramiques et sa riche figuration.

### Premières œuvres

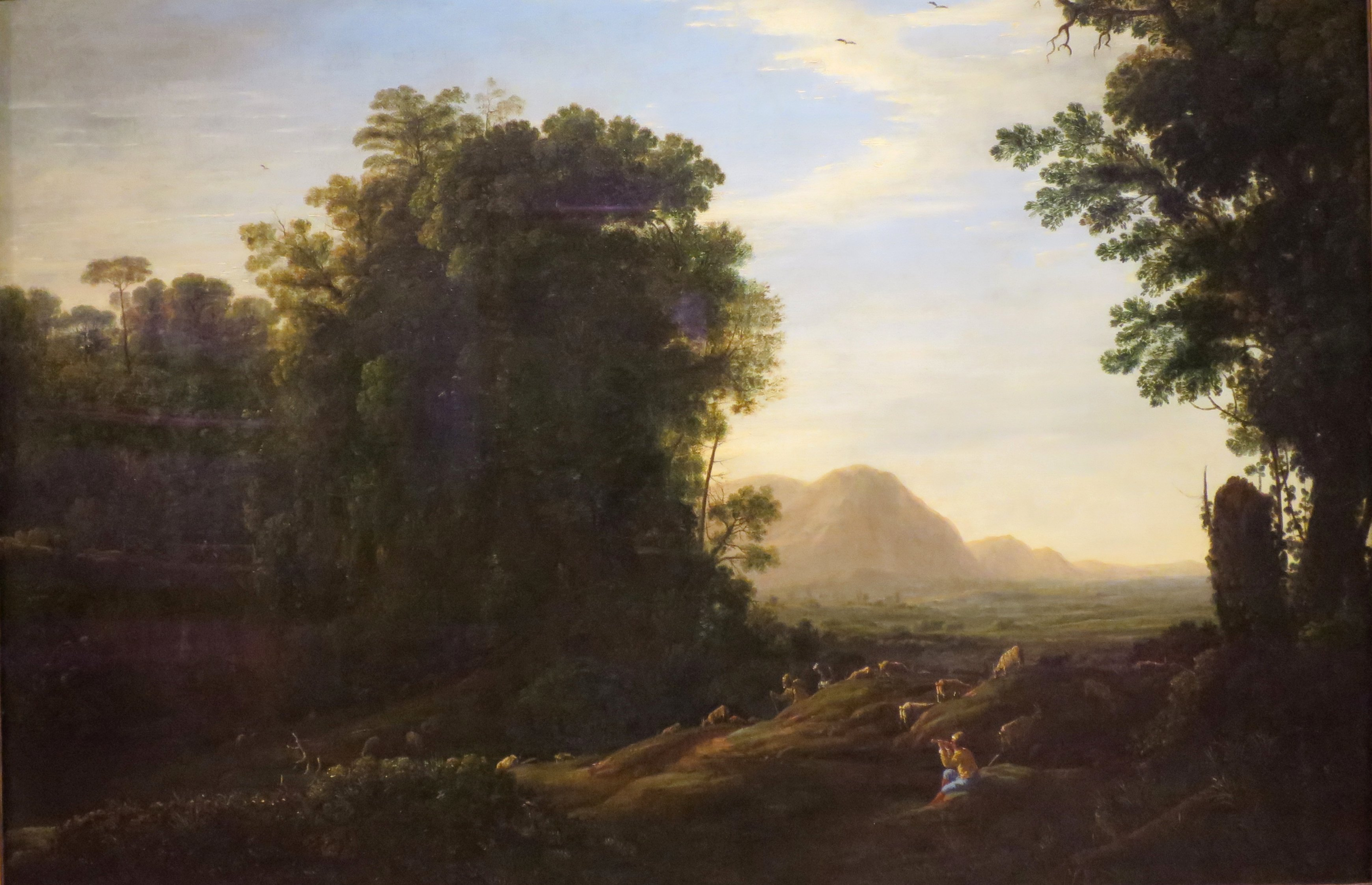
Paysage avec un berger siffleur, v. 1629-1632, Norton Simon Museum.

L'influence Agostino Tassi, qui a peut-être été un élève de Paul Bril, est particulièrement évidente dans les premières œuvres de Claude de grande taille, tandis que quelques petites œuvres, d'environ 1631, rappellent Adam Elsheimer. Au début, Claude inclut souvent plus de figures que ses prédécesseurs, bien que ses dessins de personnages soient généralement reconnus comme « notoirement faibles », comme le dit Roger Fry.
Plus tard, les personnages ne sont souvent que de simples staffages de genre : bergers, voyageurs et marins, selon les besoins de la scène. Au début des années 1630 apparaissent les premiers sujets religieux et mythologiques, avec une Fuite en Égypte, probablement de 1631, et un Jugement de Pâris, deux sujets très courants dans le genre « Paysage avec… ». La paire avec ce dernier est une scène portuaire très ancienne, déjà avec de grands bâtiments classiques, un type de composition que Claude utilisera tout le reste de sa carrière,.
Il peint des fresques au début de sa carrière, qui jouent un rôle important dans la construction de sa réputation, mais qui sont aujourd'hui presque toutes perdues.
À partir de ses premières influences (Brill, Elsheimer, classiques bolognais et l’école vénitienne du Cinquecento), Claude Lorrain commence une carrière personnelle, expérimentant et renouvelant, jusqu’à atteindre un style propre, imité et admiré jusqu’à aujourd'hui. Il est en contact étroit avec des artistes français et hollandais tels que Poussin, Pieter van Laer, Jacques Callot, Sandrart, Swanevelt et Breenbergh, avec lesquels, selon Sandrart, il va peindre des paysages tirés du naturel.
S'ils sont constamment comparés, Poussin et Lorrain sont assez différents : Poussin est un peintre intellectuel, avec des connaissances en théorie de l'art, philosophie et Antiquité ; en revanche Claude, illettré à l’origine, est autodidacte, peu cultivé, mais avec une extraordinaire perception visuelle et une grande sensibilité. Outre ses inscriptions dans le Liber Veritatis, on ne conserve que trois lettres manuscrites de Claude adressées à l’agent du comte Johann Friedrich von Waldstein à Vienne, où l’on constate sa difficulté à écrire. Ses différences sont perceptibles aussi chez leurs commanditaires : Poussin a beaucoup de clients de la bourgeoisie française et italienne ; Lorrain est plus lié au cercle ecclésiastique et aux familles nobles de l’aristocratie romaine. Il est attesté que Claude et Poussin se sont connus dans les années 1630, tissant de profonds liens d'amitié dans les années 1660-1665.

### Paysage

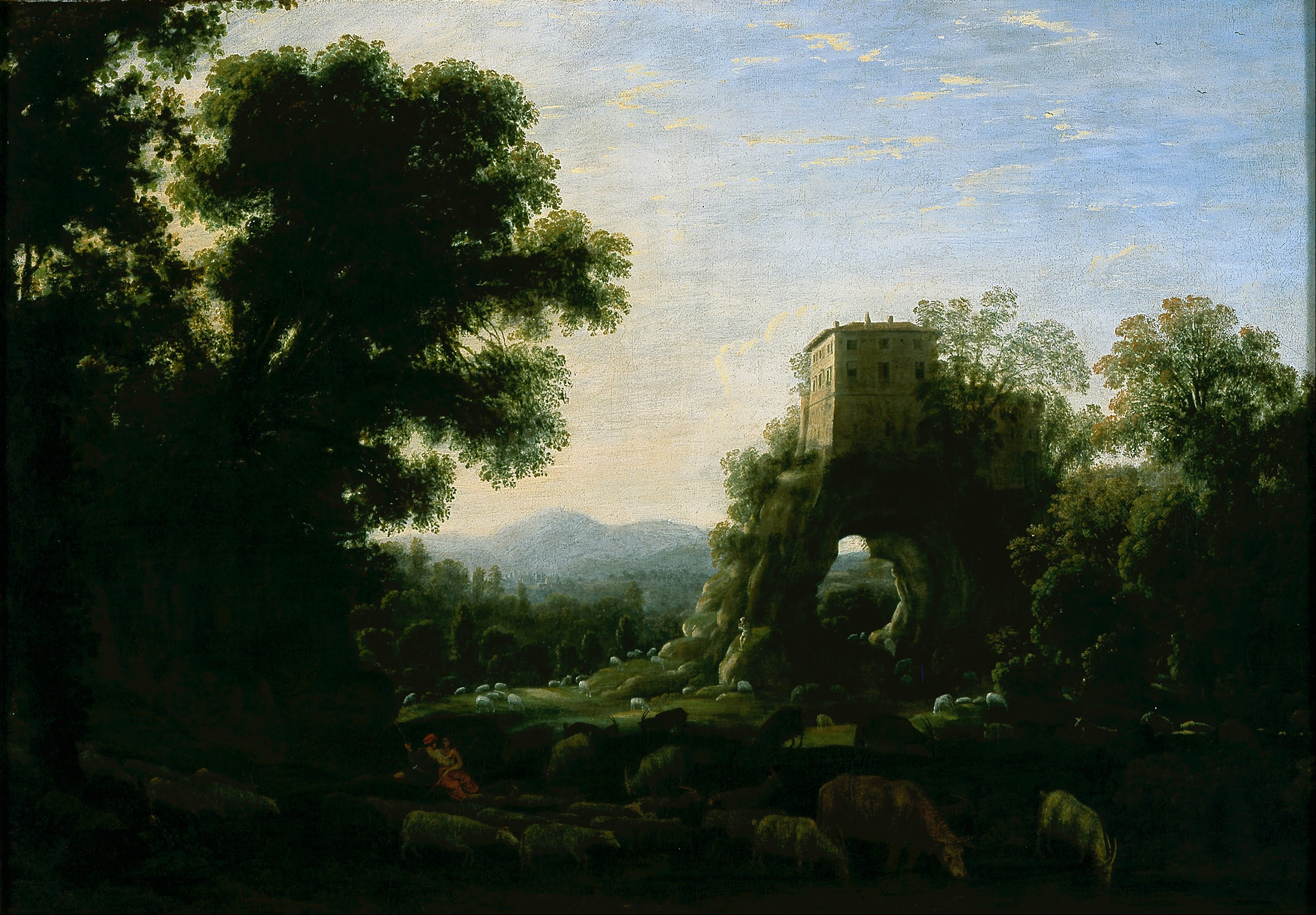
Paysage pastoral, 1929, Musée d'Art Blanton.

À Rome, Paul Bril, Girolamo Muziano et Federico Zuccari, puis plus tard Adam Elsheimer, Annibale Carracci et Le Dominiquin donnent une place prédominante aux paysages dans certains de leurs dessins et peintures (ainsi que Léonard de Vinci dans ses dessins privés ou Baldassarre Peruzzi dans ses fresques de décoratives vedutes) ; mais on pourrait affirmer que ce n'est qu'à l'époque de Claude que le paysage reflète pleinement un point de vue esthétique considéré comme complètement autonome dans sa finalité au sein du monde culturel romain.
La spécialité incontestée de Claude Lorrain est le paysage, souvent religieux ou mythologique. Il en a une vision idéalisée, alliant le culte de l’Antiquité classique à une attitude de profonde révérence envers la nature, qui montre à tout moment une sérénité et une placidité qui reflètent un esprit évocateur, l’idéalisation d’un passé mythique perdu, mais recréé par l’artiste avec un concept de perfection idéale. Initié dès sa jeunesse à la peinture de paysage par ses maîtres Tassi et Wals, il reçoit aussi l’influence de deux autres peintres nordiques installés à Rome : Adam Elsheimer et Paul Brill. Les deux artistes ont créé à Rome l’intérêt pour le paysage terrestre et marin, auxquels on donne toute la place dans l'œuvre, tandis que les personnages jouent un rôle secondaire. Claude reçoit de ses maîtres une préférence pour le paysage lyrique, avec des panoramas larges et des ruines ou des architectures mettant l’accent sur un environnement classique, où l’étude de la lumière a une grande importance. Son premier tableau dans ce genre est Paysage pastoral (1629), signé et daté « CLAVDIO I.V ROMA 1629 ».

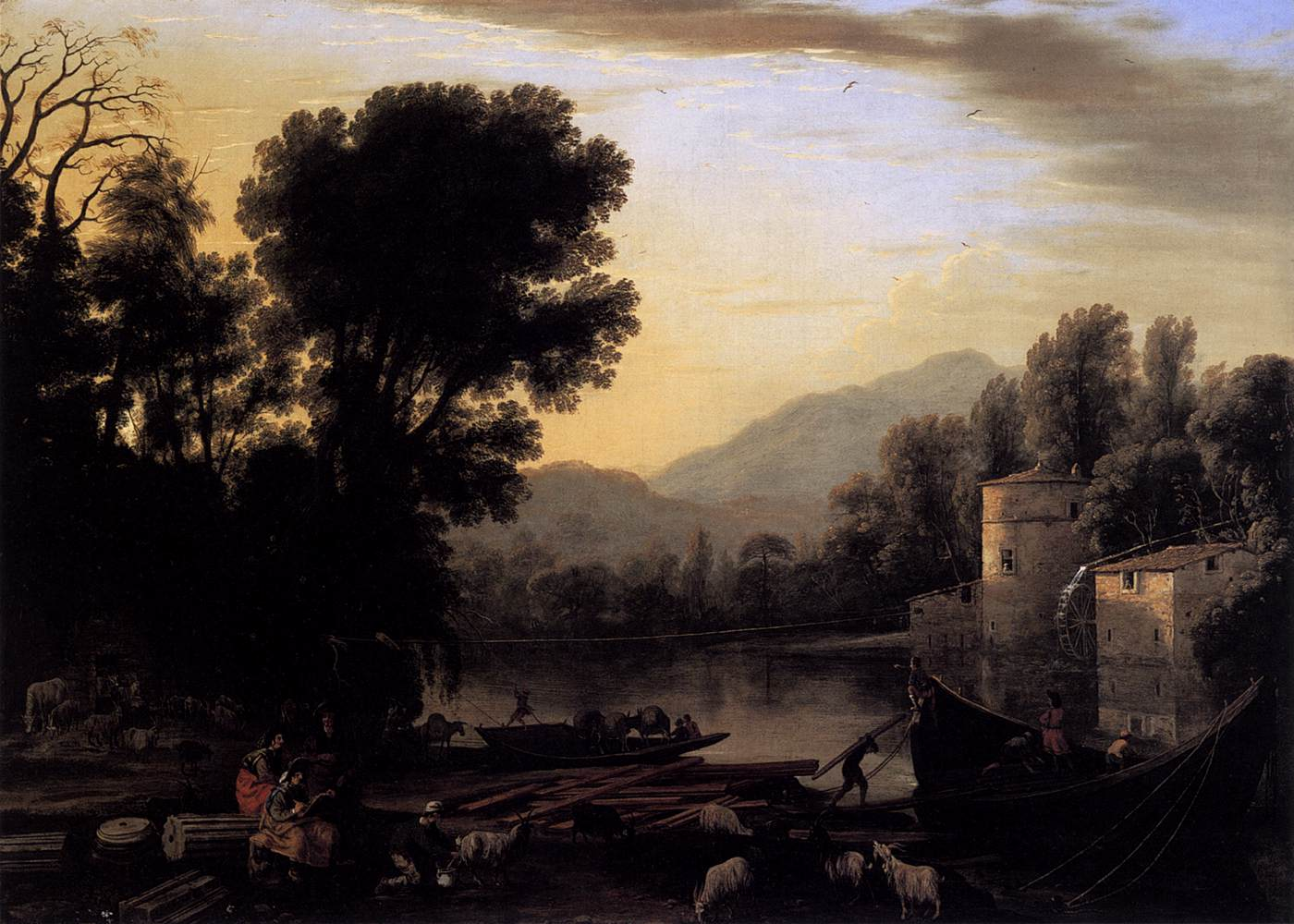
Le Moulin, 1631, Musée des Beaux-Arts (Boston).

Brill et Tassi ont développé à Rome un style de paysage manieriste tardif, avec un premier plan en brun foncé, un arrière-plan en vert plus clair et un horizon peuplé généralement de collines d’une couleur bleuâtre, dans une composition presque théâtrale, dans laquelle figure un arbre sombre en premier plan. La composition est conçue avec l’intention de générer une sensation d’éloignement, de distance infinie. Elsheimer a introduit différemment ce style d'inspiration maniériste dans le paysage en exploitant les ressources poétiques offertes par la lumière illuminant tout un paysage, ainsi que les effets sensationnels de l’aube et du crépuscule. Claude développe ces effets, non pas à travers de forts clairs-obscurs, comme le faisait le peintre allemand, mais en enrichissant l’atmosphère d’un brouillard doré produit par la lumière du soleil. Dans ses premières peintures, il imite ces modèles, comme dans Le Moulin de 1631, avec l’arbre sombre sur la gauche, des personnages au premier plan, dans le style de Brill, une tour à droite, des arbres en second plan et des montagnes au fond.
Alors que ses contemporains ne considèrent pas les paysans dansant ou les vaches comme des sujets dignes, ni le paysage comme un genre indépendant important, Claude est prémonitoire sur la question de l'importance du paysage. Vivant à une époque préromantique, il ne représente pas les panoramas inhabités qui seront appréciés au cours des siècles suivants, comme avec Salvator Rosa. Il peint un monde pastoral de champs et de vallées non loin des châteaux et des villes. L’océan est représenté depuis le décor d’un port très fréquenté. Peut-être pour nourrir le besoin du public de peintures aux thèmes nobles, ses tableaux incluent des demi-dieux, des héros et des saints, même si ses nombreux dessins et carnets de croquis prouvent qu'il s'intéressait davantage à la scénographie.

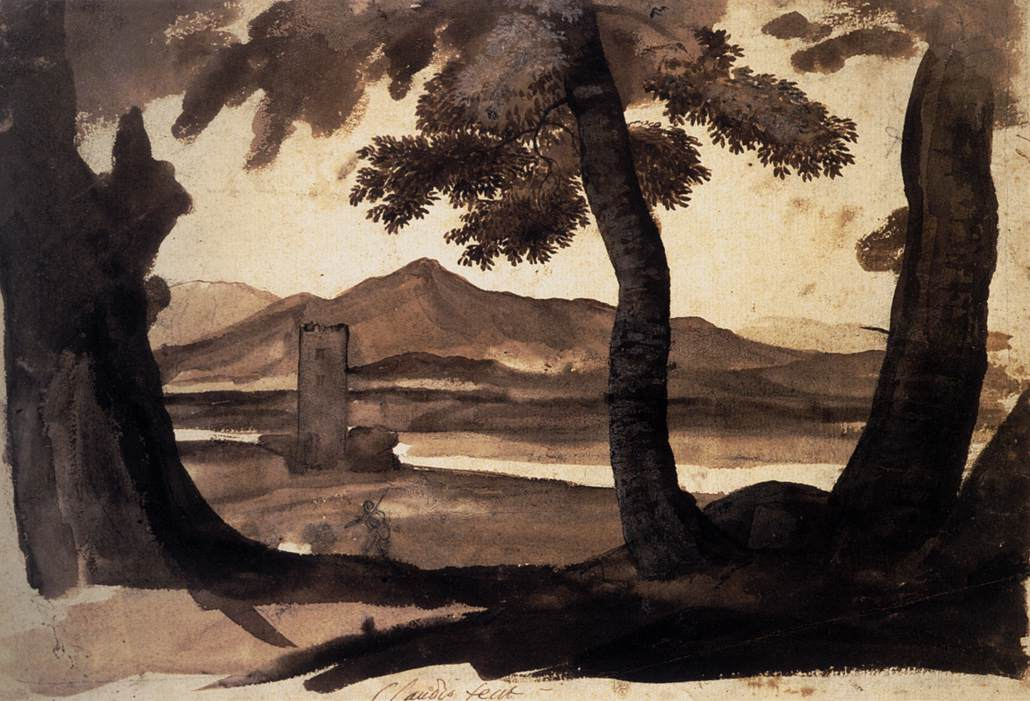
Vue de la Campagna, Lavis, British Museum.

Dans sa jeunesse, sur les traces de Tassi, ses paysages sont agréables et dynamiques, de genre pastoral, riches en détails, avec notamment des personnages et des animaux du monde rural. Les plus grands travaux sont réalisés avec des touches rapides, tandis que les plus petits, généralement sur cuivre, sont plus fins et plus intimes. On peut reconnaître des sites et des localités existantes dans plusieurs œuvres, ce qui laisse penser possiblement à des commandes ; dans d’autres, les ruines, l’architecture, sont des créations fantastiques dans un paysage imaginaire. Dans ses paysages, les ruines marquent la fugacité du temps, de sorte qu’ils peuvent être considérés comme un élément comparable au genre de la vanité, un souvenir du transitoire de la vie, et constituent un antécédent de l'« esthétique de la ruine » qui a fleuri pendant le romantisme.
Claude utilise les troupeaux en marche pour insuffler une dynamique et un mouvement aux paysages qu'ils traversent. Ses paysages ne font pour la plupart que l'objet de brèves traversées ; la dimension passagère de ses compositions est une caractéristique constante de sa production.
La malaria sévissant dans les plaines de la campagne romaine durant l'été, peu de meules de foin apparaissent dans ses dessins, qui comptent à l'inverse de nombreux moutons et chèvres, les bergers redescendant au début de l'hiver, période où il est probable qu'il effectuait ses excusions dans la campagne romaine.
En quelques années, Claude Lorrain devient l’un des plus célèbres paysagistes, honoré par des souverains comme Urbain VIII et Philippe IV : les œuvres peintes pour le monarque espagnol sont les plus monumentales jamais réalisées par l’artiste ; leur conception solennelle et majestueuse marque le point culminant de sa maturité. Dans les années 1640, il est influencé par Raphaël à travers les gravures de Marcantonio Raimondi, en particulier pour les personnages.

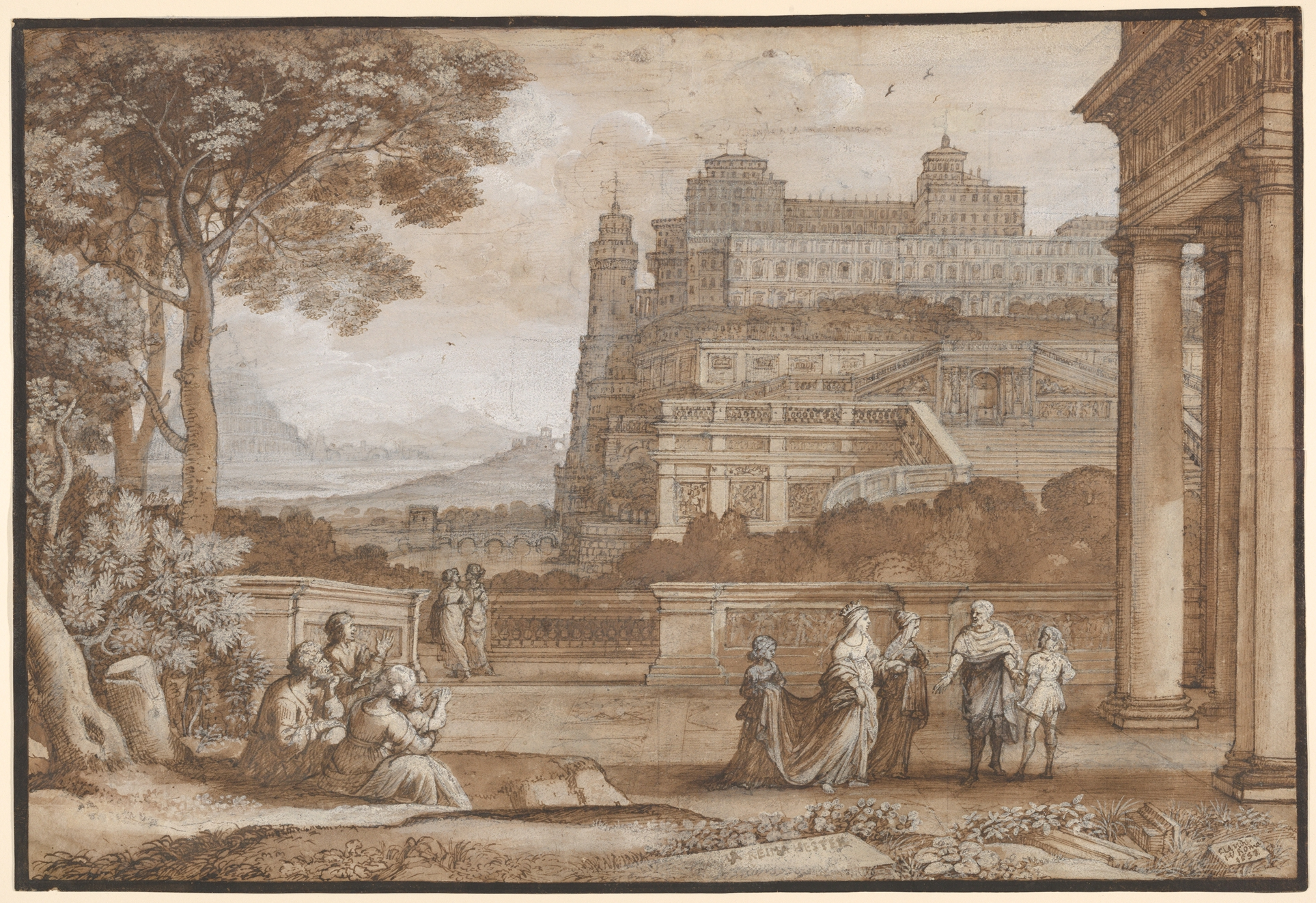
Paysage avec Esther entrant dans le palais d’Assuérus, 1658, stylo et encre brune, lavis brun sur craie noire rehaussé de blanc, Metropolitan Museum of Art.

À partir de 1650, Claude dérive vers un style plus serein, plus classique, avec une influence plus forte du Dominiquin. Les vues fantastiques et les compositions pittoresques, les magnifiques levers et couchers de soleil, les petites figures anecdotiques, laissent place à des scènes plus réfléchies, où les thèmes pastoraux ont une plus forte influence ovidienne. Il acquiert un caractère plus scénographique, avec une composition plus complexe et élaborée, le paysage s’inspire de plus en plus de la campagne romaine, et trouve de nouveaux répertoires thématiques dans les représentations bibliques. Il se détourne désormais des effets lumineux propres à un moment précis de la journée et peint de subtils éclairages aussi indéterminés qu'irréels.
Claude emploie des tailles plus monumentales, dans des œuvres comme Paysage avec Apollon et les muses (1652), la plus grande de toute sa production (186 x 290 cm) ; ou Paysage avec Esther entrant dans le palais d’Assuérus (1659), selon Baldinucci « le plus beau jamais sorti de sa main, une opinion partagée par les vrais connaisseurs, pas tant pour la beauté du paysage que pour quelques merveilles architecturales qui l’ornaient ».
Dans les années 1660, il abandonne la sévérité classique et s’engage dans un terrain plus personnel et subjectif, reflétant un concept de la nature que certains chercheurs qualifient de « romantique » avant-la-Lettre,. Pendant ces années, ses principaux mécènes sont le duc Lorenzo Onofrio Colonna, pour lequel il réalise des œuvres comme Paysage pastoral avec la fuite en Égypte (1663) et Paysage avec Psyché hors du palais d'Éros (1664), et le prince Paolo Francesco Falconieri, pour lequel il réalise Paysage avec Herminie et les bergers (1666) et Marine avec l'embarquement de Carlo et Ubaldo (1667), deux scènes de l'épopée La Jérusalem délivrée de Le Tasse.
Au cours des vingt-cinq dernières années de son existence, le format monumental se poursuit dans les scènes de l’Ancien Testament, tandis que les thèmes mythologiques sont réinterprétés avec plus de simplicité : l’Énéide devient sa principale source d’inspiration, à l’origine d’une série d’œuvres d’une grande originalité et de vigueur, avec des paysages majestueux mettant en scène des lieux mythiques déjà disparus comme Pallantium, Delphes, Carthage et le mont Parnasse. Les figures humaines se réduisent, devenant presque de simples marionnettes, entièrement dominées par le paysage qui les entoure. Dans des cas comme Paysage avec Ascagne tirant sur le cerf de Silvia (1682), la petitesse des figures est évidente, placées à côté d’une architecture grandiose qui, avec l’infinité du paysage, les réduit à l’insignifiance.
L’œuvre de Claude Lorrain exprime un sentiment presque panthéiste de la nature, noble et ordonnée comme celle des références classiques dont se nourrit son œuvre, mais néanmoins libre et exubérante comme la nature sauvage. Il recrée un monde parfait étranger au temps, mais de nature rationnelle, pleinement satisfaisant pour l'esprit et l'âme. Il suit cet idéal ancien de l'ut pictura poesis, dans lequel le paysage, la nature, traduit un sens poétique de l’existence, une conception lyrique et harmonisée de l’univers.
Il revient systématiquement aux mêmes motifs ; son répertoire de formes est particulièrement stable. Certains sujets traversent toute sa carrière, comme le repos de la Sainte Famille pendant la fuite en Égypte. Il reprend souvent le même paysage, le traitant dans une atmosphère différente et semble éprouver des difficultés à dessiner des sujets dont il n'est pas familier.
Il mélange souvent la topographie de la campagna romana avec des arbres dessinés dans les parcs des villas romaines afin de créer artificiellement des paysages pastoraux luxuriants et idylliques qui subliment la réalité des plaines dénudées qui entourent Rome : depuis plusieurs siècles, l'aménagement du territoire à grande échelle, particulièrement par les papes, a entrainé, notamment au nord de la ville, la déforestation d'une vaste zone.
Lorrain utilise souvent une grille de lignes médianes et diagonales pour placer des éléments dans le paysage afin de créer une composition dynamique et harmonieuse dans laquelle le paysage et l'architecture s'équilibrent avec l'espace vide. Le point de vue élevé et relativement solitaire constitue l'une de ses caractéristiques.
John Constable décrit Claude comme « le peintre paysagiste le plus parfait que le monde ait jamais vu », et déclare que dans le paysage de Claude « tout est beau – tout aimable – tout est agrément et repos ; le calme soleil du cœur ».

### Importance de la lumière

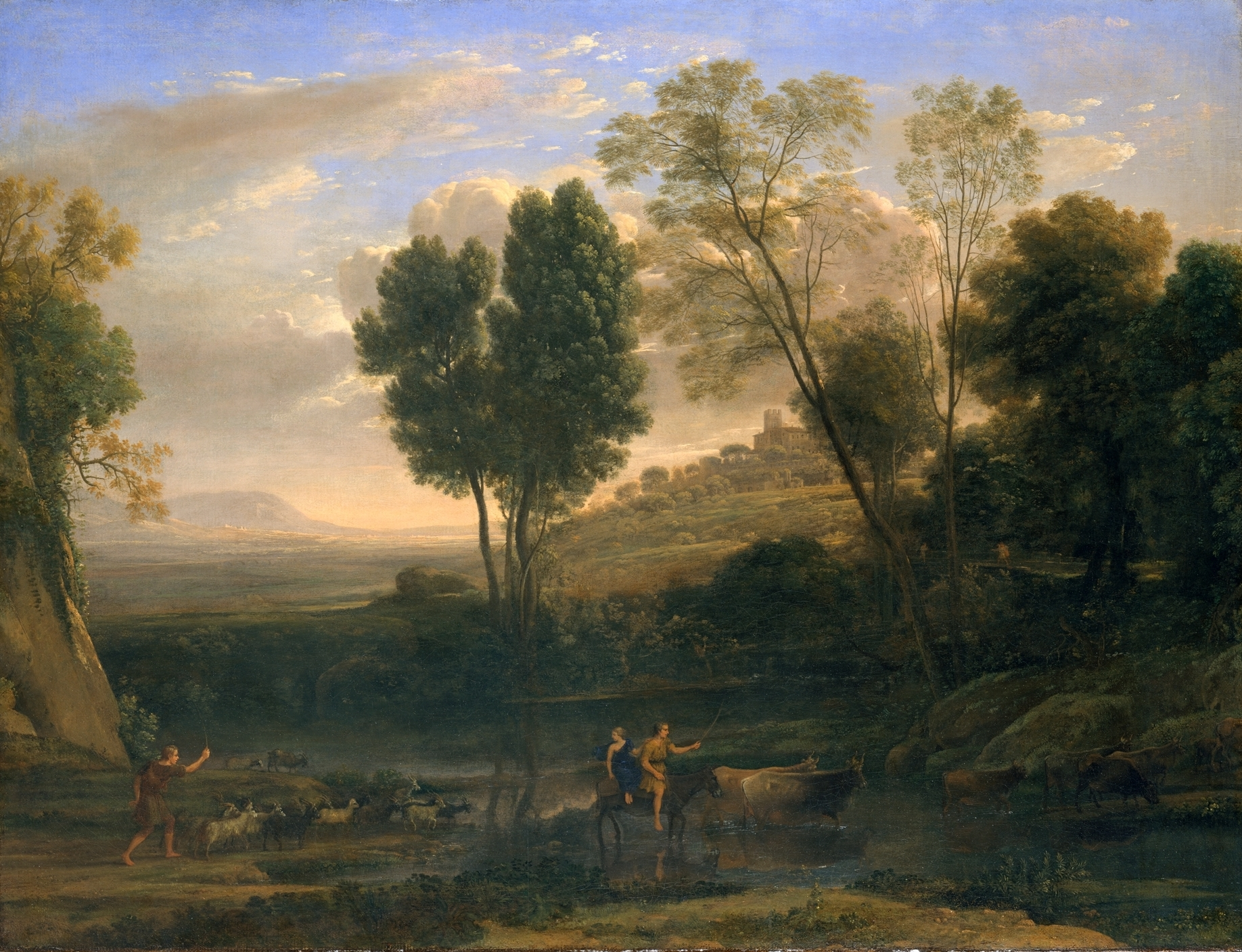
Amanecer, 1646–47, Metropolitan Museum of Art.

Comme le montre son tableau L'Embarquement de la reine de Saba, Claude innove en incluant le soleil lui-même comme source de lumière dans ses peintures : l’un des éléments les plus significatifs de son œuvre  est l’utilisation de la lumière, à laquelle il accorde une importance primordiale lors de la conception du tableau. La composition lumineuse sert en premier lieu de facteur plastique, la base avec laquelle il organise la composition, avec laquelle il crée l’espace et le temps, et avec laquelle il articule les figures, les architectures, les éléments de la nature ; elle est aussi un facteur esthétique, comme l'élément perceptible principal, comme le milieu qui attire et enveloppe le spectateur et le conduit dans un monde de rêve, un monde idéal recréé par l’atmosphère de sérénité totale et de calme qu'il crée avec sa lumière.
Son utilisation de la lumière est caractéristique, non pas une lumière diffuse ou artificielle comme dans le naturalisme italien (Le Caravage) ou le réalisme français (Maurice-Quentin de La Tour, frères Le Nain), mais une lumière directe et naturelle, provenant du soleil, qu’il place au milieu de la scène, dans des levers ou des couchers de soleil qui illuminent en douceur toutes les parties du tableau, parfois en plaçant dans certaines zones des contrastes intenses de lumières et d’ombres, qui frappent un élément particulier pour le souligner.
Claude Lorrain constitue un point culminant dans la représentation de la lumière dans la peinture, qui acquiert des sommets dans la peinture baroque avec des artistes comme Velázquez, Rembrandt ou Vermeer, en dehors de Claude lui-même. Au XVIIe siècle, la représentation picturale de la lumière atteint son maximum, la forme tactile étant diluée en faveur d’une plus grande impression visuelle, obtenue en donnant plus d’importance à la lumière et en perdant la forme exacte de ses contours. Dans le baroque, pour la première fois la lumière est étudiée comme système de composition, en l’articulant comme élément régulateur du tableau : la lumière remplit plusieurs fonctions - symbolique, de modélisation et d’éclairage - et commence à être dirigée comme élément emphatique, sélectif de la partie de l’image que l'artiste souhaite mettre en évidence, ce qui rend la lumière artificielle plus importante, qui peut être manipulée à la libre volonté de l’artiste.

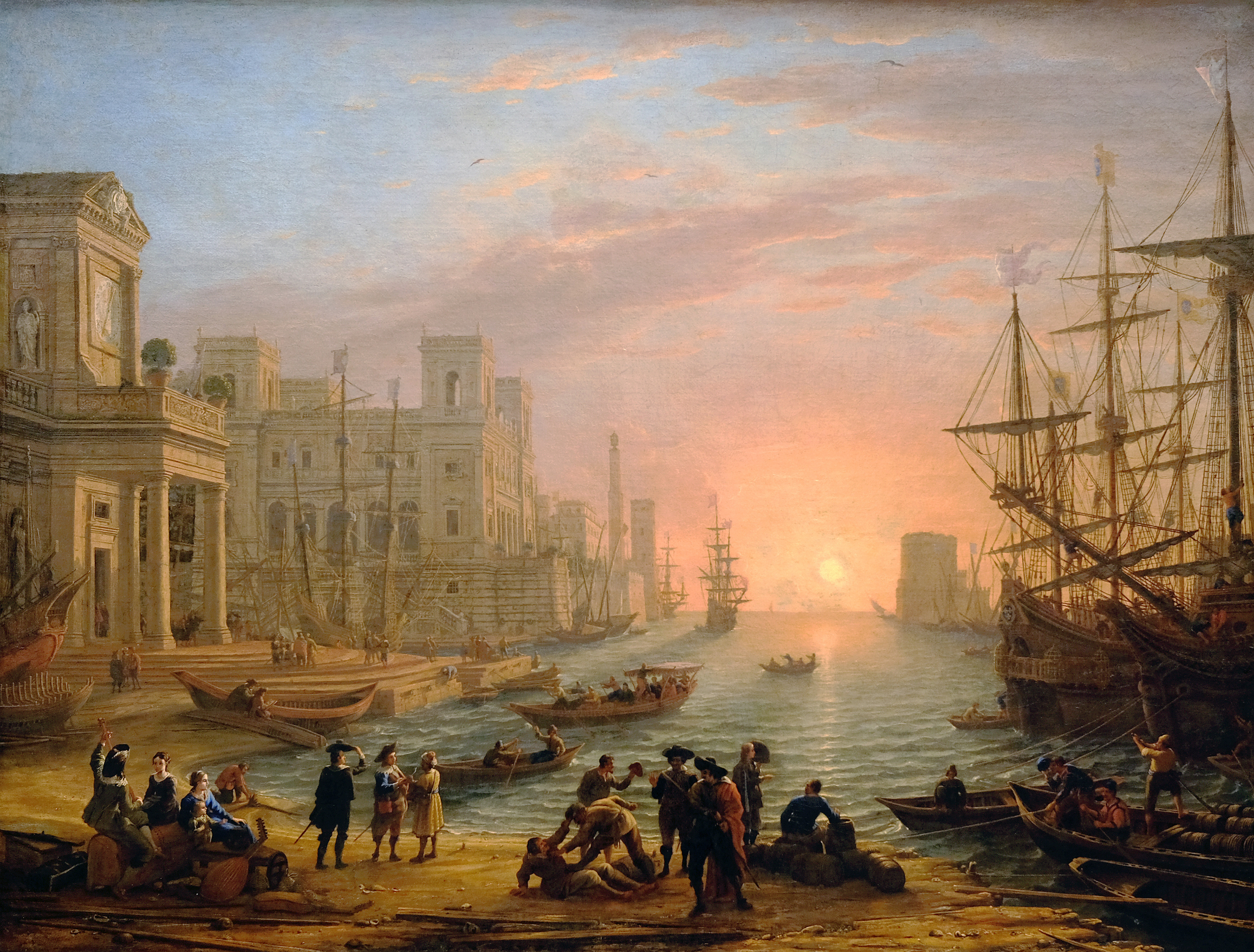
Port de mer au soleil couchant, 1639, musée du Louvre.

Dans le courant classique, l’utilisation de la lumière est primordiale dans la composition du tableau, mais avec de légères nuances selon l’artiste. Depuis l'académie bolonaise des Incamminati (frères Carracci), le classicisme italien s’est scindé en plusieurs courants, l’un s’est orienté davantage vers le décor, avec l’utilisation de tons clairs et de surfaces brillantes, où l’éclairage s’articule en grands espaces lumineux (Guido Reni, Giovanni Lanfranco, Le Guerchin), et un autre s’est spécialisé dans l’aménagement paysager et, partant de l’influence des Carracci (principalement les fresques du Palazzo Aldobrandini), s’est développé en deux lignes parallèles : la première s’est concentrée davantage sur la composition de forme classique, avec un certain caractère scénographique dans la disposition des paysages et des figures (Poussin, Le Dominiquin) ; l’autre est celle représentée par Claude Lorrain, avec une composante plus lyrique et une plus grande préoccupation pour la représentation de la lumière, non seulement comme facteur plastique, mais comme élément agglutinant d’une conception harmonieuse de l’œuvre.
Claude souligne la couleur et la lumière sur la description matérielle des éléments, ce qui précède largement les recherches lumineuses de l’impressionnisme, comme dans Arrivée d’Énée à Pallanteum (1675) ou dans Paysage avec saint Philippe baptisant l’eunuque (1678).

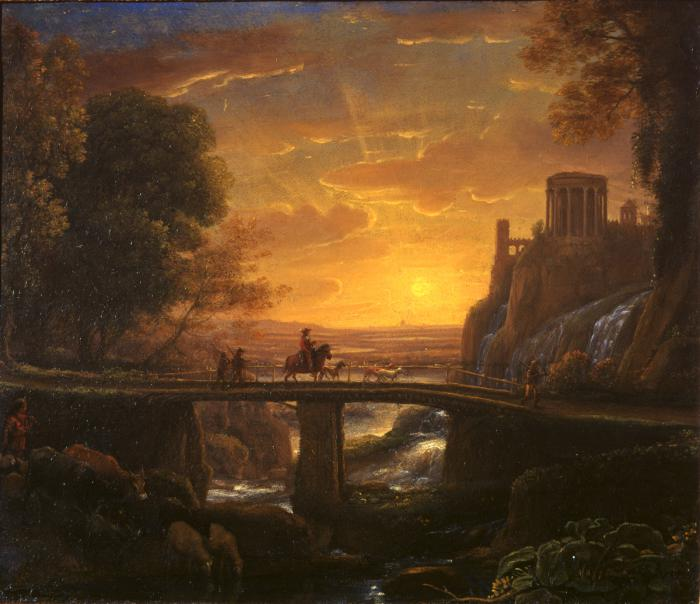
Paysage avec une vue imaginaire de Tivoli, 1642, Institut Courtauld.

La présence directe du soleil est un autre point novateur de Lorrain : avant lui seul un peintre européen, Albrecht Altdorfer, a osé placer directement le soleil dans un tableau, La Bataille d'Alexandre, mais c’est un soleil d’aspect irréel, qui semble éclater dans le ciel, tandis que Claude montre pour la première fois la lumière diaphane du soleil, s’intéressant à sa réfraction dans les nuages et à la qualité de l’atmosphère. Aucun de ses contemporains ne l'a imité : dans les paysages de Rembrandt ou de Jacob van Ruisdael, la lumière a des effets plus dramatiques, perçant les nuages ou s’écoulant en rayons obliques ou horizontaux, mais de façon ciblée, et dont la source peut être facilement localisée. En revanche, la lumière de Lorrain est sereine, diffuse ; contrairement aux artistes de son époque, elle lui donne plus d’importance s’il faut opter pour une certaine solution stylistique. Son premier tableau sur lequel apparaît le soleil est une marine peinte pour l’évêque du Mans (1634) ; à partir de là, il le représente fréquemment, notamment dans ses scènes dans les ports peintes entre 1636 et 1648.
Claude donne le rôle principal à la lumière, principal protagoniste de ses tableaux, qui conditionne même la composition de l’œuvre qui, comme pour Poussin, provient d’une profonde méditation et est conçue selon des paramètres rationalistes. Il utilise souvent la ligne d’horizon comme point de fuite, y disposant un foyer de clarté qui attire le spectateur : cette luminosité presque aveuglante agit comme un élément focal qui rapproche le fond du premier plan. La lumière se diffuse depuis le fond du tableau, et en s’élargissant, suffit à créer une sensation de profondeur, en estompant les contours et en dégradant les couleurs pour créer l’espace du tableau. En général, Lorrain dispose la composition dans des plans successifs, où les contours s’estompent progressivement, jusqu’à se perdre dans la luminosité ambiante, produisant une sensation de distance presque infinie où l’on finit par perdre le regard. Il a l’habitude d’introduire le disque solaire dans les marines, dans ses scènes typiques situées dans les ports, qui servent de prétexte pour donner de l’action à la thématique figurative ; en revanche, les paysages situés dans les champs ont une lumière plus diffuse, provenant des côtés du tableau, qui baigne la scène en douceur, moins directement que dans les ports.
La lumière est l’élément qui crée l’espace, mais est aussi le facteur qui révèle le temps dans le tableau, qui explicite l’heure du jour, à travers les subtiles nuances du coloré. Lorrain parvient à refléter comme personne les différentes heures de la journée, à travers une subtile variation des différentes qualités tonales de la lumière du matin et du soir. Il est possible de distinguer entre le matin et l’après-midi selon l’orientation de la lumière : la lumière venant de la gauche correspond au matin, avec des tons froids pour le paysage et le ciel (vert, bleu), et l’horizon entre le blanc et le jaune ; la lumière venant de la droite est pour l’après-midi, avec des tons chauds et une profusion de couleur brune dans le paysage, ainsi que des cieux variables, allant du rose à l’orange. Sa capacité dans les effets de lumière, sa sensibilité à saisir le moment fugace à n’importe quelle heure de la journée, n’est pas réalisée sans l’étude la plus minutieuse de la réalité naturelle, bien que son œuvre ne soit pas une description réaliste de la nature, mais une idéalisation fondée sur une observation détaillée du paysage.

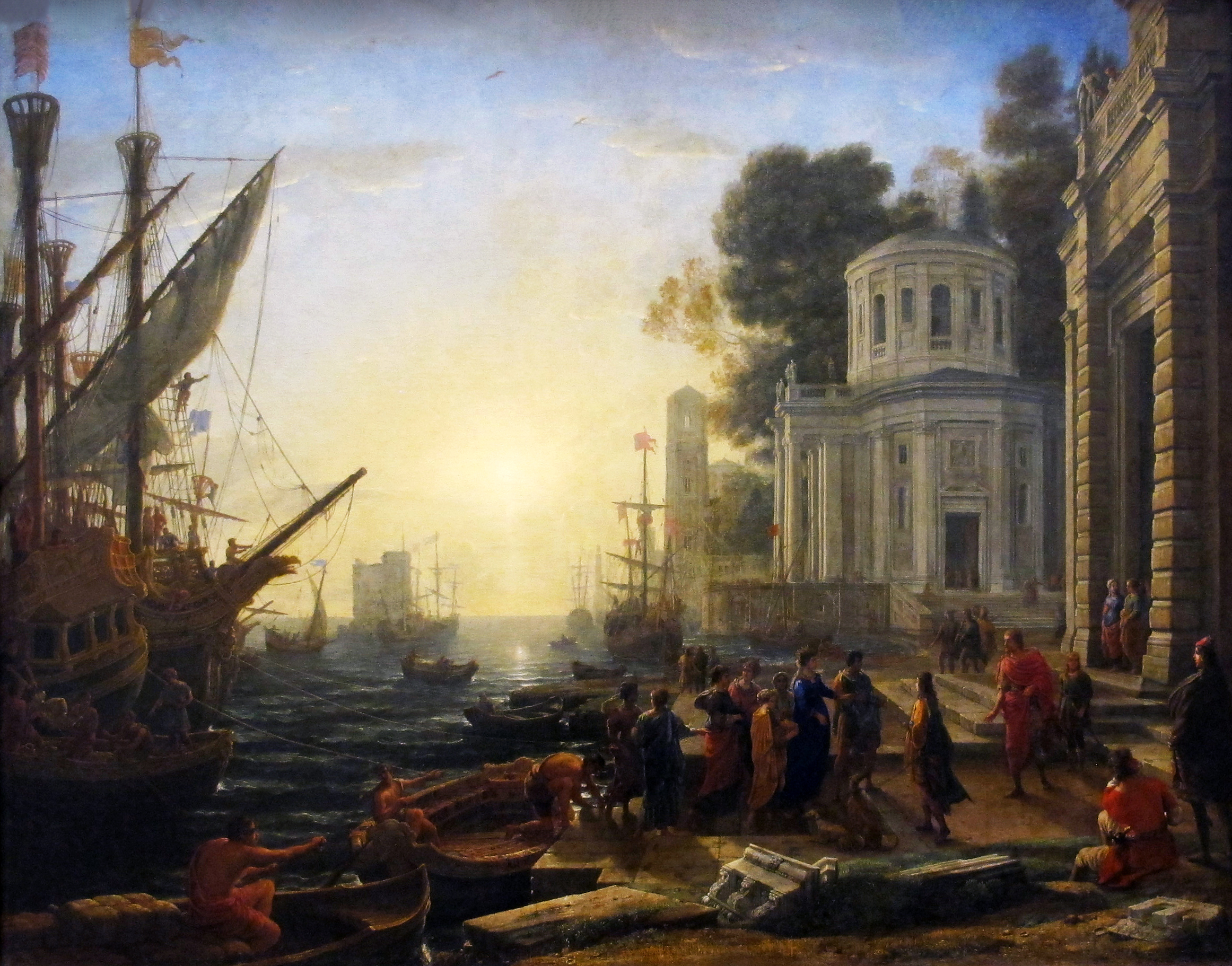
Le Débarquement de Cléopâtre à Tarse, entre 1642 et 1643, musée du Louvre.

Claude préfère la lumière sereine et placide du soleil, directe ou indirecte, mais toujours à travers un éclairage doux et uniforme, évitant des effets sensationnels tels que les clairs de lune, les arcs-en-ciel ou les tempêtes, qui sont utilisés par d’autres peintres de paysages de son époque. Son référent de base dans l’utilisation de la lumière est Elsheimer, mais il diffère de celui-ci dans le choix des sources lumineuses et des horaires représentés : l’artiste allemand préférait les effets de lumière exceptionnels, les ambiances nocturnes, la lumière de la lune ou du crépuscule. Au lieu de cela, Claude préfère des environnements plus naturels, la lumière limpide de l’aube ou la lueur d’un coucher de soleil chaud. Il ne réalise que quelques éclairages nocturnes, dans des œuvres comme Marine avec Persée et l'origine du corail (1674) ou Paysage avec la tentation de saint Antoine (1638). Les paires de pendants, séries de tableaux appariés que l’artiste utilise avec des compositions symétriques, constituent une autre source d’information sur la représentation du temps dans son œuvre, qui reçoivent la lumière de côtés opposés et représentent donc le matin et l’après-midi, avec le soleil dans les deux ou dans un seul des tableaux.
Pour Claude Lorrain, la lumière a également une composante symbolique, qui se traduit par une ambiance lumineuse différente pour chaque scène qu’elle représente : les thèmes tragiques et héroïques se déroulent dans une matinée fraîche et sereine, tout comme les thèmes religieux ; les scènes calmes et joyeuses, généralement sur le thème pastoral, sont représentées au coucher du soleil, avec des couleurs intenses. Ce symbolisme est particulièrement visible dans son chromatisme : le bleu représente la divinité et la sérénité ; le rouge, l’amour ; le jaune, la grandeur ; le violet, la soumission ; le vert, l’espérance.
Pour Claude, l’heure du matin et l’après-midi rappellent, comme aucune autre tout au long de la journée, l’avance inexorable du temps. Son œuvre porte un voile nostalgique qui peut être interprété comme une manifestation d’une nostalgie élégiaque pour le passé splendide de l’antiquité gréco-latine, l’écho d’une Arcadie, d’un Âge d'or primitif serein et raffiné. Claude accorde plus d’importance au sentiment poétique de l’œuvre qu’aux effets picturaux, malgré une grande capacité de perception qui le fait incarner comme personne les qualités de la nature, reflétant ainsi une harmonie complète entre l’homme et celle-ci, mais avec une certaine nostalgie, comme s’il était conscient de l’éphémère d’une telle perfection.
Joachim von Sandrart, cité par Röthlisberger, explique que l'artiste « a essayé par tous les moyens de pénétrer la nature, couché dans les champs avant le lever du jour et jusqu'à la nuit pour apprendre à représenter très exactement le ciel rouge matin, le lever et le coucher du soleil. Son observation et transcription de la lumière tombant sur le paysage étaient uniques en son temps ».
Il unit également le monde classique mythologique aux idées de paix, d’ordre et d’équilibre que transmet la religion, en combinant les idéaux païens et les préceptes chrétiens dans une vision humaniste synthétique, reflétée dans un idéal d’harmonie universelle. Dans son œuvre, la mort et le péché sont absents, ainsi que les caractéristiques catastrophiques de la nature, pour créer un monde harmonieux et serein, où tout donne un sentiment de tranquillité et de paix.

### Personnages

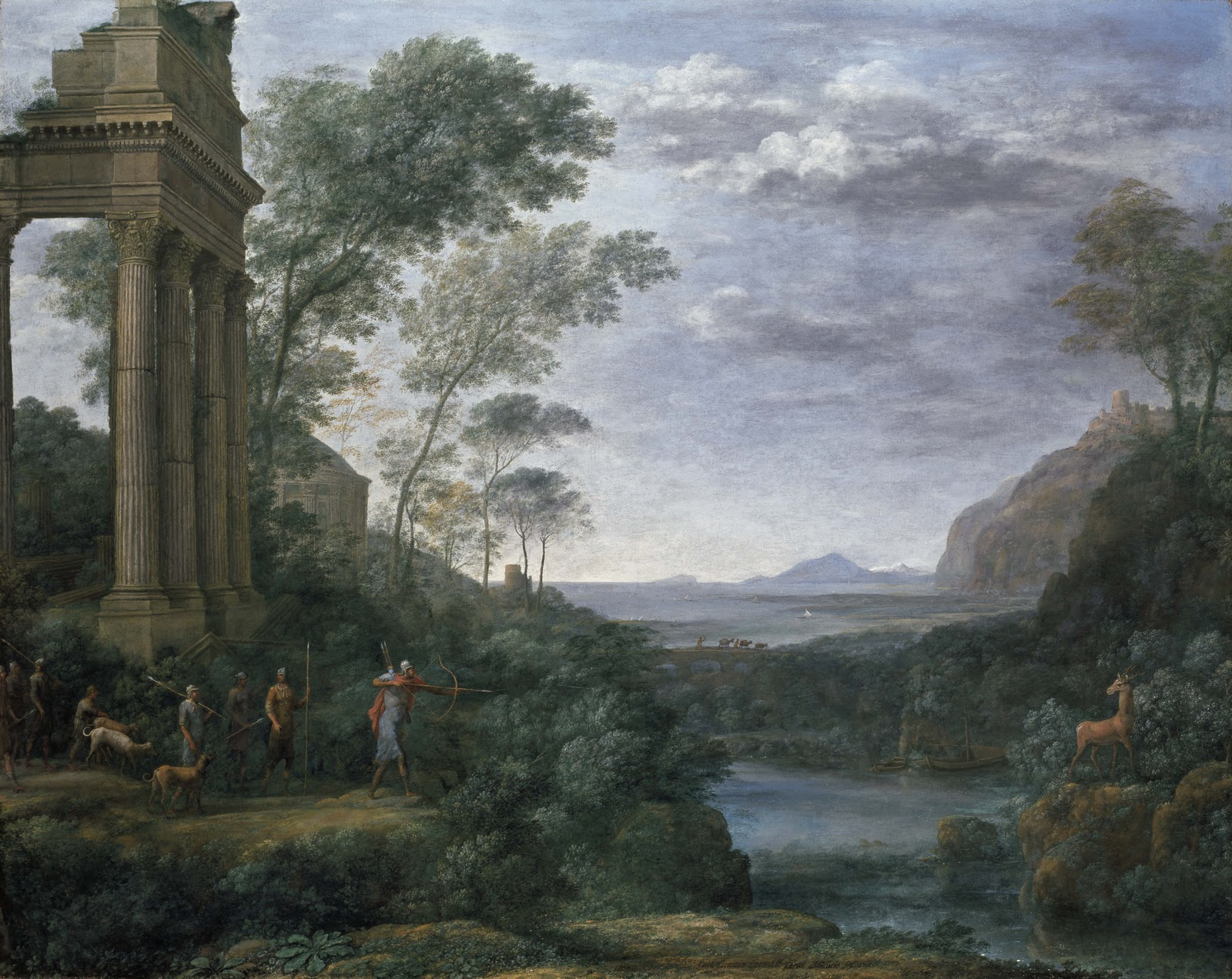
Ascagne abattant le cerf de Silvia, 1682, Ashmolean Museum.

Bien que presque tous les tableaux contiennent des personnages, ne serait-ce qu'un berger, leur faiblesse a toujours été reconnue, notamment par Claude lui-même ; selon Baldinucci, il plaisantait en disant qu'il facturait ses paysages, mais qu'il donnait les personnages gratuitement. Selon Sandrart, il a fait des efforts considérables pour s'améliorer, mais sans succès ; il existe de nombreuses études parmi ses dessins, notamment pour des groupes de personnages. On a souvent pensé qu'il confiait la réalisation des personnages de certaines œuvres à d'autres, mais il est désormais généralement admis que de tels cas sont rares. Baldinucci mentionne les interventions de Filippo Lauri, mais il est né en 1623 et ne peut avoir entrepris un tel travail au mieux qu'à partir des années 1640,,. Jan Miel et Jacques Courtois sont aussi mentionnés.
Le cavalier du petit Paysage avec une vue imaginaire de Tivoli de la Courtauld Gallery de Londres (LV 67, daté de 1642), est l'une des dernières de ses figures à porter des vêtements contemporains. Par la suite, tous ses personnages portent le « costume pastoral » ou le costume ancien caractéristique du XVIIe siècle.
Claude élargit progressivement son répertoire de la mythologie classique à l’iconographie chrétienne, à l’hagiographie et aux scènes bibliques. Pourtant, il accorde peu d’importance au caractère narratif de l’œuvre, qui n’est qu’un prétexte pour situer les figures dans un large panorama, un paysage aménagé comme une scène où, généralement de petite taille, elles lui servent à souligner sa vision exaltée de la nature, qui par son immensité absorbe le drame humain. Dans ses tableaux, le récit ne sert généralement qu’à donner un titre au tableau.
Dès ses premiers paysages pastoraux des années 1630, son œuvre est traversée par le motif du dessinateur accompagné d'une personne qui lui désigne quelque chose, induisant une dialectique entre les actes de regarder et de consigner, rappelant aux regardeurs, selon Richard Rand, que la conciliation de l'observation et le représentation de la nature soulève des enjeux complexes, sinon inconciliables. Claude attire l'attention sur l'acte d'interprétation lui-même en incluant un artiste au travail dans ses compositions, soulignant l'habileté requise par le transposition d'un paysage en peinture et le degré d'abstraction inhérent à ce processus. Ces dessinateurs sont aussi en partie des autoportraits. La présence d'un compagnon revêt une certaine importance, sa présence impliquant que le dessin d'après nature n'est pas une activité solitaire.

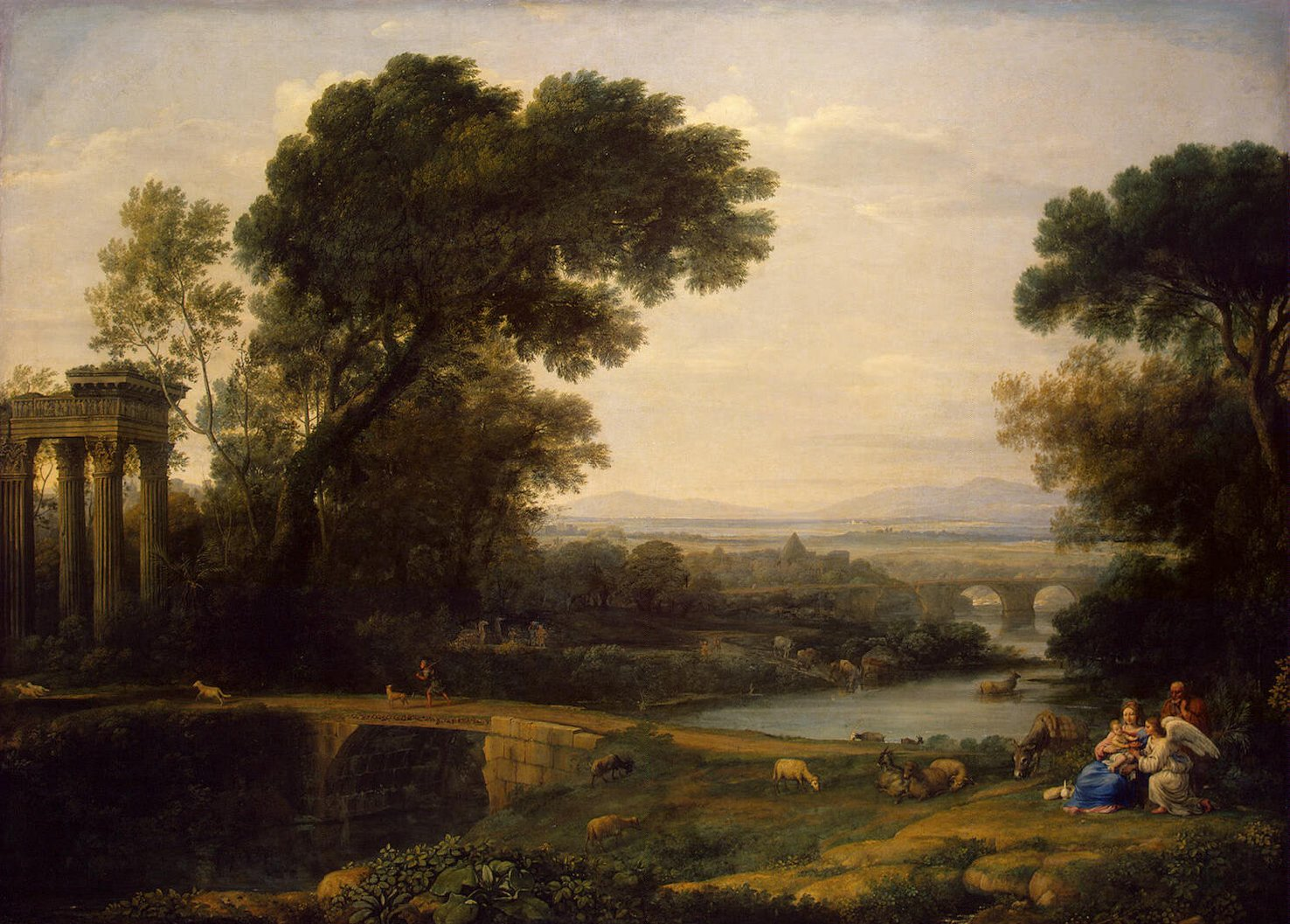
Paysage avec le repos pendant la fuite en Égypte.

Dès les années 1630, Claude développe un canon idéalisé qui se distingue des personnages plus naturalistes auxquels il donne les traits de bergers ou de musiciens dans des scènes pastorales. Il copie des personnages de Raphaël qui, plus idéalisés, classiques et raffinés, exercent une influence importante sur la manière dont il représente la figure humaine, comme les protagonistes du Paysage avec le repos pendant la fuite en Égypte (1661, Saint-Pétersbourg, musée de l'Ermitage). Parfois réduites à de simples silhouettes, ses figures sont ainsi dérivées de modèles empruntés à d'autres artistes ou à la statuaire antique pour pallier les carences de son dessin en la matière.
Au cours de ses dernières années, ses personnages ont tendance à devenir de plus en plus allongés, un processus poussé à l'extrême dans son dernier tableau, Ascagne abattant le cerf de Silvia, dont même son propriétaire, l'Ashmolean Museum, dit : « Les chasseurs sont incroyablement allongés - Ascagne, en particulier, est absurdement lourd ». Son pendant, Vue de Carthage avec Didon et Enée (1676, Kunsthalle de Hambourg), présente des figures presque aussi extrêmes. Avec la mode du milieu du XXe siècle pour le diagnostic médical par l'art, il a été suggéré que Claude avait développé des anomalies optiques expliquant ces effets, mais cette hypothèse a été rejetée par les médecins et les critiques.

### Architecture
Claude ne peint que rarement des scènes topographiques montrant l'architecture romaine de la Renaissance et du baroque, encore en cours de réalisation de son vivant, mais il en emprunte souvent des éléments pour élaborer des bâtiments imaginaires. La plupart des bâtiments situés au premier plan de ses peintures sont de grands temples et palais imaginés dans un style généralement classique, mais sans la rigueur archéologique observée dans les équivalents de Nicolas Poussin. Les éléments sont empruntés et travaillés à partir de bâtiments réels, à la fois anciens et modernes, et, en l'absence de grande connaissance de l'apparence d'une façade de palais antique, ses palais ressemblent davantage aux palais romains de la fin de la Renaissance dans lesquels vivent nombre de ses clients. Les bâtiments moins clairement visibles, comme les tours qui émergent souvent au-dessus des arbres dans ses arrière-plans, ressemblent souvent davantage aux bâtiments vernaculaires et médiévaux qu'il aurait vus autour de Rome.
Une vue de Rome (1632, NG 1319) est un exemple de peinture semi-topographique avec des bâtiments « modernes » (il existe un peu plus de dessins de ce type), qui semble représenter la vue depuis le toit de la maison de Claude, comprenant son église paroissiale et son lieu de sépulture initial de la Trinité-des-Monts, et d'autres bâtiments tels que le palais du Quirinal. Cette vue occupe le côté gauche du tableau, mais à droite, derrière un groupe de personnages de genre en costume moderne (uniquement pour Claude, ceux-ci représentent une scène de prostitution dans la tradition hollandaise de la Joyeuse Compagnie), se trouve une statue d'Apollon et un portique de temple romain, tous deux totalement imaginaires ou du moins non situés à leur emplacement réel. Cette vue Ifigure avec le Campo Vaccino, le Colisée et la Basilique Sainte-Marie-Majeure parmi les rares sites dont il représente la topographie exacte, ayant résidé entre 1627 et 1650 dans la Via Margutta, à proximité de l'Église et couvent de la Trinité-des-Monts .
Dans un Port maritime générique de la National Gallery (1644, NG5), une façade de palais s'étendant sur la porte construite vers 1570 entre les jardins Farnèse et le Forum romain se trouve à côté de l'Arc de Titus, faisant ici apparemment partie d'un autre palais. Derrière, Claude reprend un palais qu'il avait utilisé auparavant, qui emprunte à plusieurs bâtiments de Rome et des environs, dont la villa Farnesina et le palais sénatorial. Il est inutile de se demander comment Ascagne trouve dans le Latium un grand temple en pierre d'ordre corinthien pleinement développé, qui est visiblement en ruine depuis plusieurs siècles.

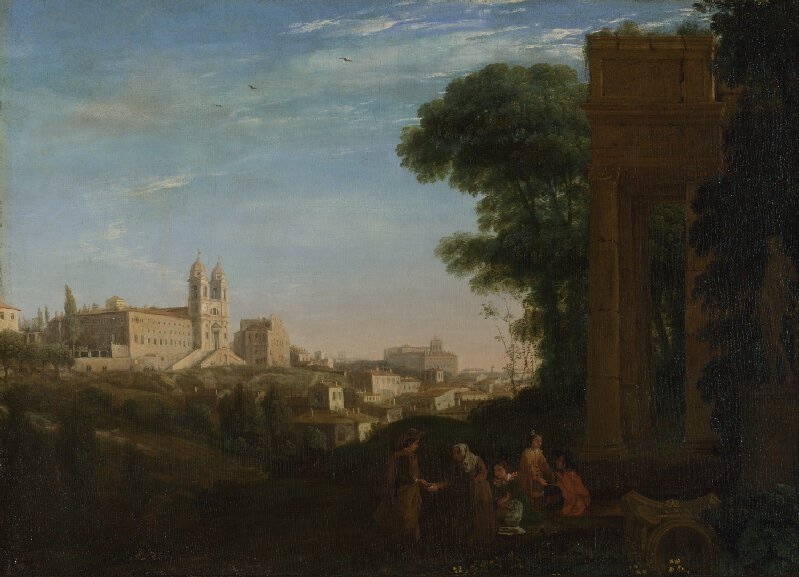
Une vue de Rome, 1632, NG1319, National Gallery
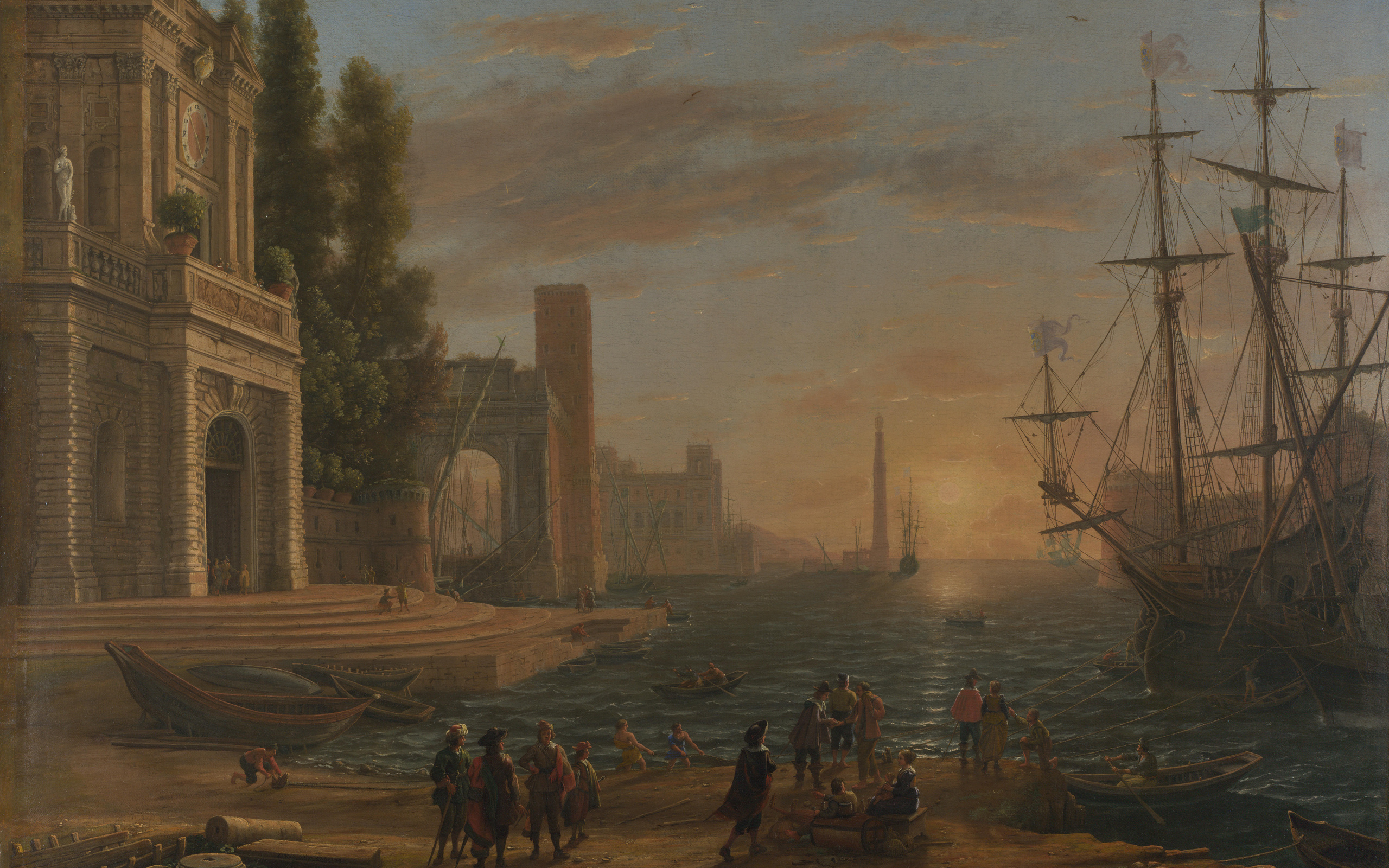
Port maritime, 1644, NG5, National Gallery

### Scènes portuaires, scènes de tempêtes ou de naufrage

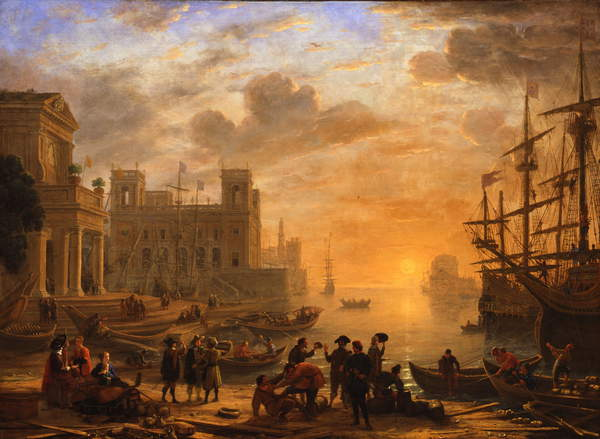
Paysage de port au coucher du soleil, 1637, château d'Alnwick.

Claude ne cherche pas à éviter l'anachronisme, comme cela se voit peut-être le plus clairement dans les navires de ses scènes portuaires. Que le sujet et la tenue des personnages soient censés être contemporains, mythologiques ou issus de l'histoire romaine ou médiévale, les grands navires sont généralement les mêmes navires de commerce modernes. Il représente quelques grandes galères à rames, comme dans Paysage avec l'arrivée d'Énée devant la ville de Pallanteum (l'un des « Altieri Claudes », Anglesey Abbey), où le texte de Virgile précise la présence des galères. Les navires en arrière-plan sont plus susceptibles de tenter de figurer un décor ancien ; dans le L'Embarquement de la reine de Saba (1648, NG 14), le navire au centre de la composition est moderne, les autres le sont moins.
Les scènes de tempêtes ou de naufrage se rattache à sa première période et, tant par leur style que par leur iconographie, au milieu artistique dans lequel Claude baigne à son arrivée à Rome. Des navires analogues apparaissent dans les fresques et les toiles de Tassi. Les ouvrages de Claude révèlent des inexactitudes techniques, comme le premier mât incliné vers l'avant, comme pour contrebalancer visuellement les effets de la tempête et rééquilibrer les grandes lignes de ses dessins. Les gréements sont représentés de manière plus complexe qu'ils ne sont, apparaissant comme un enchevêtrement de lignes ; les drapeaux flottent dans des directions contraires.
Les scènes portuaires étaient une spécialité d'Agostino Tassi : John Whiteley et Martin Sonnabend pensent que Claude a assimilé les effets de perspective accélérée, qui caractérisent ses paysages de bord de mer, en observant sa technique de fresque en trompe-l'œil. Ceux-ci évoquent les décors scéniques de la Renaissance où les palais à portique, dont il n'existe que peu d'exemples réels, apparaissent souvent sur les scènes de théâtre. La production de l'artiste sur ce thème s'échelonne principalement entre 1630 et 1648, au moment de l'essor du théâtre musical et des fêtes données sous le pontificat d'Urbain VIII. Ces scènes sont essentiellement destinées au cercle restreint de la cour pontificale des Barberini et de ses alliés politiques, dont certains commanditaires français.
Claude Lorrain transforme radicalement le genre de la scène portuaire par sa maîtrise des variations de l'intensité lumineuse, qui lui permettent de représenter les moments précis de la journée. Il s'inspire probablement des effets par lesquels Le Bernin et Pierre de Cortone créent une lumière d'apparence divine à l'aide de sources lumineuses cachées dans leurs décors de théâtre ou leurs constructions accompagnant les prières des Quarante-Heures, une pratique populaire en Italie au cours de la première moitié du XVIIe siècle, où une source lumineuse émerge des profondeurs de la perspective et disperse ses rayons pour unifier un espace baigné de lumière. Claude met l'accent sur le soleil couchant, expression de l'importance du symbole solaire pour Urbain VIII, qui s'identifie à cet astre, et qui aurait pu percevoir sa présence dans les tableaux de Claude comme une référence à sa propre personne.

## Technique

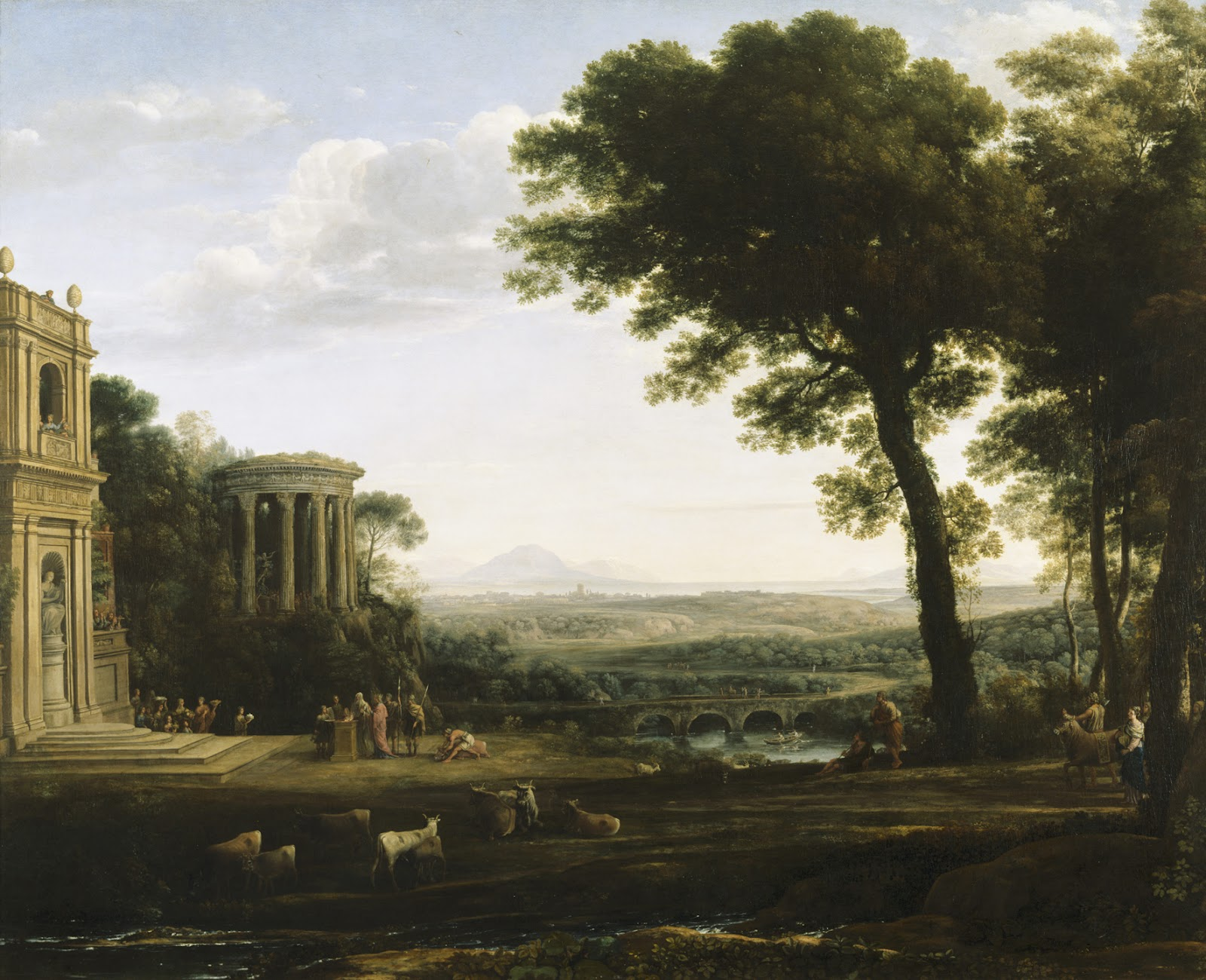
Paysage avec le père de Psyché sacrifiant au temple d'Apollon, 1663, National Trust, abbaye d'Anglesey, Lode (Cambridgeshire).

Claude Lorrain s’appuie sur l’observation directe de la nature : il se lève tôt le matin et part à la campagne, parfois jusqu’à l’arrivée de la nuit. Là, il prend des notes, exécute des croquis au crayon, et, de retour à l’atelier, il retranscrit ses trouvailles dans un tableau. Sa technique la plus employée est le dessin à la plume ou à l’eau, souvent sur une esquisse rapide réalisée à la pierre noire. Pour ses dessins, il utilise fréquemment des papiers encrés, surtout en bleu. Claude est un dessinateur au trait spontané, qui aime les effets immédiats du pinceau sur le papier. Il utilise de fait toutes sortes de techniques : plume et encre diluée, solution aqueuse, fusain, sanguine, généralement sur papier blanc, bleu ou coloré. Une fois sa carrière établie, le succès de sa production lui permet de travailler avec des matériaux précieux, comme l'outremer véritable extrait du lapis-lazuli, non disponible pour n’importe quel artiste.
Il abandonne la fresque au profit de l’huile, car cette technique lui permet d’exprimer plus efficacement les qualités esthétiques de la lumière sur l’atmosphère. Son œuvre repose sur une exécution soignée, avec des détails subtils grâce à une touche compacte, riche en matière chromatique, où l’on remarque le trait du pinceau malgré un haut degré de poli. Il maîtrise parfaitement la tonalité, où il met en évidence l’éclairage des couleurs dans des gammes infinies, créant une perspective aérienne par superposition de plans qui sont toujours dissimulés par la virtuosité dans le détail, marque de sa maîtrise dans la composition et dans l’exécution chromatique.

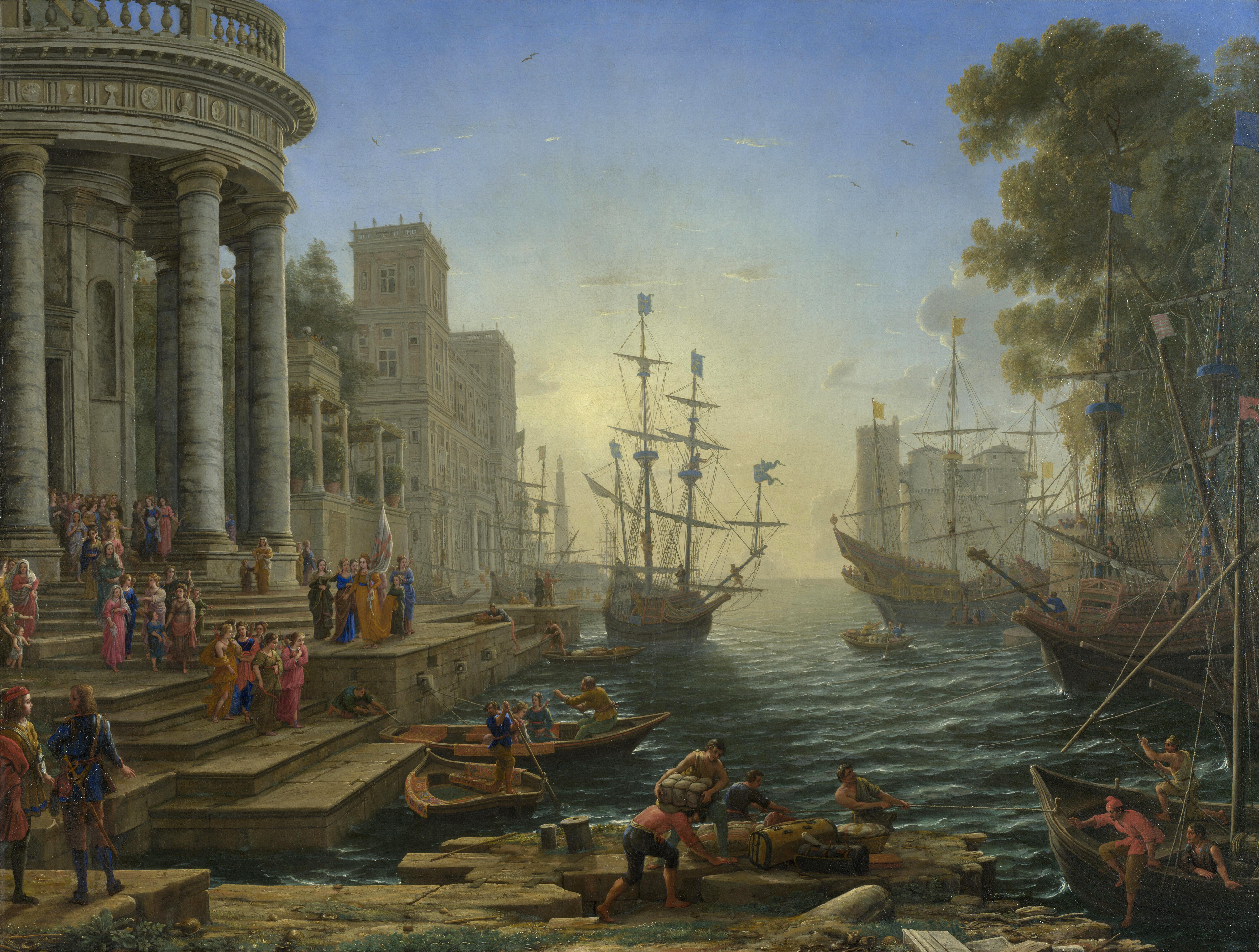
Port de mer avec l'embarquement de sainte Ursule, 1641, National gallery.

Son tableau prototypique ressemble à une scène où l’artiste aurait disposé avec soin tous les éléments indispensables à une représentation dramatique : les coulisses situées des deux côtés du tableau introduisent le spectateur par une scène où, malgré le complément narratif formé par les figures qui se déplacent sur la scène, il remarque surtout l’aube ou le crépuscule, qui se relaient dans les différents actes de la représentation théâtrale. Comme scénographe, son travail consiste à changer les décors et la situation des figures. Sa composition comprend généralement une coulisse généralement plus sombre, qui projette une ombre sur l’avant du tableau, un plan médian où se trouve le motif principal et, au fond, deux plans consécutifs, où le second lui sert à placer le fond lumineux si caractéristique de son œuvre.
La composition peut varier en fonction des dimensions du cadre : plus la composition scénique est large, plus l’espace est complexe, avec un grand angle visuel, un premier plan de grande profondeur et un arrière-plan composite sur plusieurs plans. En revanche, une œuvre plus petite a un premier plan plus proche, les détails et les figures occupent plus d’espace, l’arrière-plan est plus simple et occupé par un espace libre d’une côté et une architecture fermant la vue de l'autre. À partir de ces éléments, Claude réalise une mise en scène en distribuant les différents motifs qui jalonnent ses œuvres dans une infinité de possibilités.
Il réalise généralement de quatre à huit dessins préliminaires, où il trace la composition de la peinture. Il utilise parfois un quadrillage pour régler l’exactitude des proportions. Travaillant sur le tableau, il calcule chaque ligne et fixe les limites des formes et des volumes, ainsi que la position des figures et autres éléments de l’œuvre, le tout selon des proportions géométriques, notamment en utilisant le nombre d'or, souvent en subdivisant la largeur et la hauteur en tiers et quarts. En général, il détermine d’abord la ligne d’horizon, qu’il a l’habitude de placer à deux cinquièmes de hauteur de la toile.
La disposition est orthogonale, avec le point de fuite à l’horizon, où se situe généralement le soleil, qui est souvent l’axe de la composition, puisque la diffraction de ses rayons définit l’espace et indique les différents plans dans lesquels l’œuvre est divisée. Cette alternance de plans, marquant symétriquement la composition par étapes, rappelle la méthode utilisée par Poussin. Cependant, leurs méthodes de composition sont différentes : alors que Poussin compose ses tableaux à partir d’un espace cubique creux, avec des objets qui reculent par étapes bien délimitées, Claude recrée un espace plus libre et dynamique, en s’efforçant généralement de diriger le regard du spectateur vers l’infini, où il situe un horizon tracé d'un trait.
En vieillissant, il a de plus en plus recours dans ses dessins aux rehauts blancs pour distribuer les lumières et masquer ses nombreux repentirs, ce qui rend ses feuilles plus picturales et ambitieuses. De même, dans ses peintures, la matière devient plus épaisse et le chromatisme dense et saturé.

## Dessins

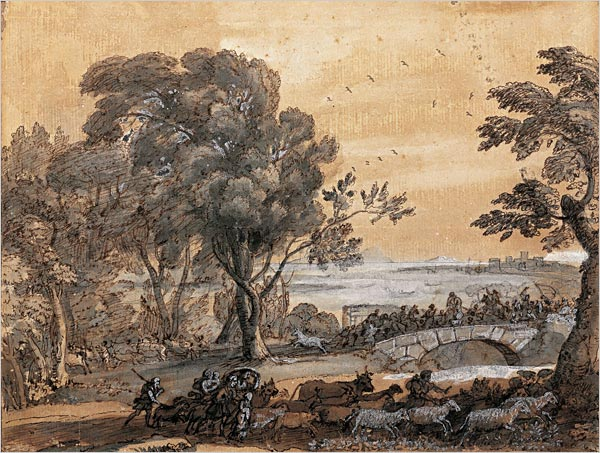
Paysage côtier avec une bataille sur un pont, vers 1655, encre et lavis.

Claude est un créateur prolifique de dessins à la plume et très souvent de lavis d'aquarelle monochromes, généralement bruns mais parfois gris. Il utilise aussi quelquefois la craie pour le dessin sous-jacent et le surlignage blanc sur divers supports, beaucoup moins souvent d'autres couleurs comme le rose. Aujourd'hui, plus de 1250 dessins de Lorrain sont conservés.
Bien que ses dessins soient prisés, il réserve la grand majorité d'entre eux à son usage personnel, qui constituent son fonds d'atelier, seuls quelques uns étant destinés à des intimes. Il en fait toutefois parvenir à des commanditaires pour leur présenter une composition avant sa transposition sur toile ou leur proposer un choix de compositions. Il réalise aussi des copies et variantes sur demande qu'il commercialise.
Ses dessins répartissent en trois groupes assez distincts. Il existe d'abord un grand nombre de croquis, pour la plupart des paysages, apparemment très souvent réalisés sur place, qui ont été grandement admirés et ont influencé d’autres artistes. Ensuite, des études de peintures, avec différents degrés de finition, sont clairement réalisées avant ou pendant le processus de peinture, mais d'autres peut-être après,,. C'est certainement le cas des 195 dessins relatant des peintures terminées rassemblées dans son Liber Veritatis. Il ne commence à conserver systématiquement ses feuilles qu'à partir de 1630, quand sa carrière décolle, et constitue dès lors des albums avec certaines d'entre elles. Au fil du temps, le Liber Veritatis constitue un extraordinaire répertoire de motifs et de thèmes picturaux pour l'artiste dans lequel il puise pour concevoir de nouvelles compositions, sans courir le risque de se répéter.
Douze livres de dessins figurent dans l'inventaire réalisé après son décès. Celui dit Livre de la Campagna, réalisé vers 1638-1640, comprenait une soixantaine d'études réalisées dans les environs de Rome. Ces différents livres obéissent à une logique thématique, Claude constituant ainsi des répertoires de motifs rationalisés. Ses études, tout comme ses paysages, ne sont presque jamais reprises à l'identique dans ses peintures. L'historien d'art Carel van Tuyll van Serooskerken en déduit que la répétition du dessin est un moyen pour Claude de l'assimiler, d'intérioriser les formes et d'en créer de nouveaux lorsqu'il peint.
L'un de ses plus importants albums, baptisé Album Wildenstein, réalisé par Claude lui-même ou son entourage et démantelé dans les années 1950 et 1980, constituait une sorte d'« anthologie de son art » en une soixantaine de dessins. Il comportait quatre-vingt feuilles à l'origine, dont des croquis de figures et des études en lien avec des compositions connues, la plupart des feuilles consacrées aux animaux représentant des bovidés.
En 1957, un album provenant de la collection Odelcalchi est réapparu sur le marché de l'art, probablement constitué par les héritiers de Claude et relié à la fin du XVIIIe siècle ou au début du XIXe siècle, qui compilait soixante-quatre petits dessins au crayon, à la plume et au lavis, réalisés probablement vers 1635-1645, que Marcel Roethlisberger baptisa Album des animaux. Cet album était varié dans la représentation des espèces animales. Il a été acquis la même année par le marchand Hans M. Calmann qui le démembra.

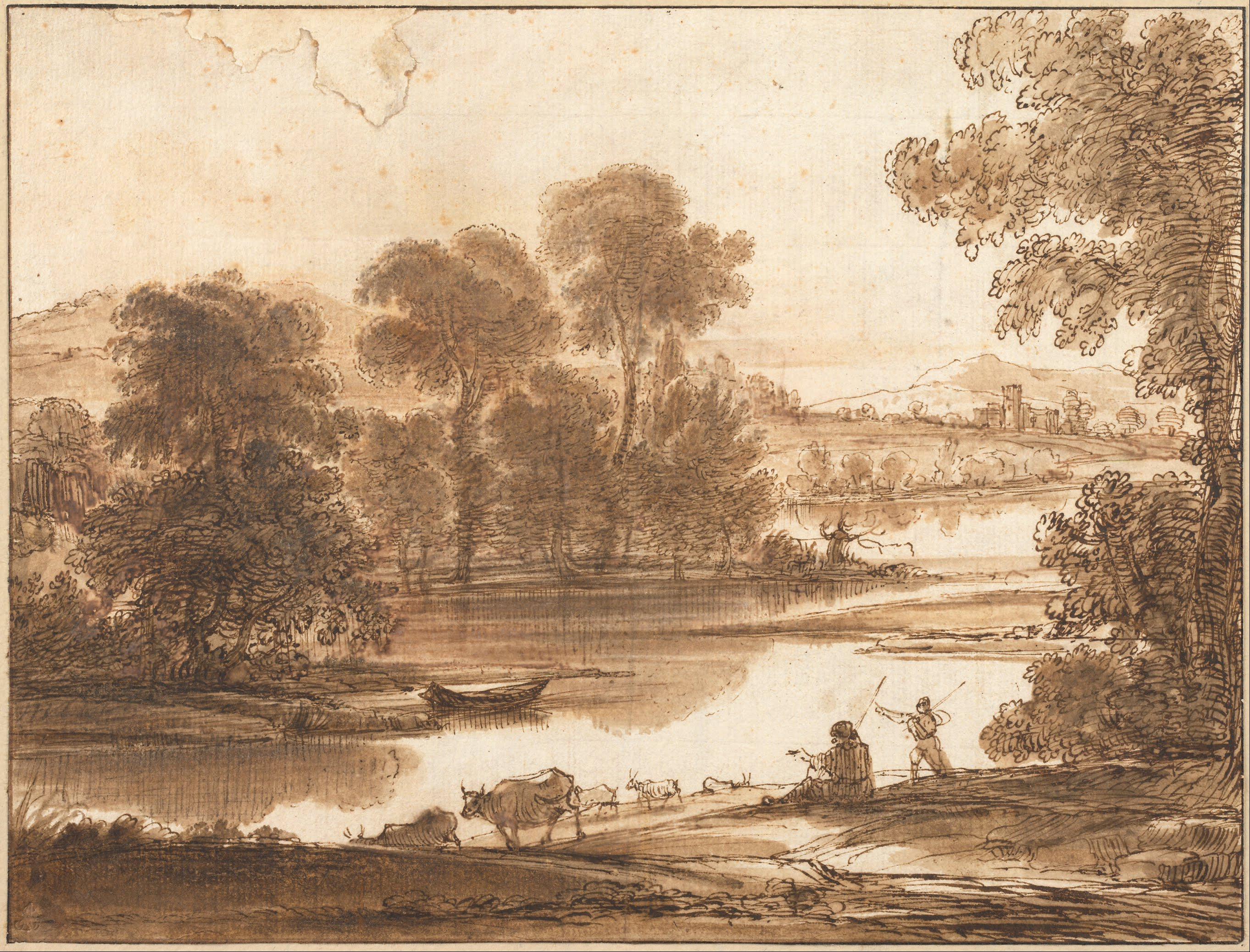
Plaine inondée avec un abreuvoir, v. 1640, plume et lavis d'encre, Albertina (musée).

Les premières feuilles datées des années 1630 sont des croquis à la plume, des notations rapides avec des cadrages atypiques. La décennie suivante, Claude réalise des lavis en plein air et des études préparatoires à ses peintures. Après 1645, ses dessins gagnent en autonomie, sophistication et artificialité. Plus il avance en âge, plus il dessine et moins il peint. Il traite de nombreux sujets qu'en dessin, comme les forges de Vulcain, la vie de saint Jean-Baptiste ou les messagers de Canaan, qui sont autant d'œuvres autonomes. Ses feuilles présentent un degré de détail toujours plus accentué, une évolution inhabituelle selon John Whiteley.
Claude adapte ses instruments de travail à la finalité de ses dessins : la pierre noire, la sanguine et la plume pour ses études préparatoires ; les rehauts et les lavis lui permettent de travailler les effets de lumière. La mise en espace de ses paysage s'appuie sur des schémas récurrents. Des traits d'encadrement lui permettent de délimiter l'espace de ses compositions sur sa feuille et de leur imposer un cadre ; il aborde de la même manière ses études d'après nature et ses dessins de composition.
La mise en page de ses dessins est soignée. Claude utilise du papier de bonne qualité et isole ses motifs sans saturer l'espace de ses feuilles. Il utilise de moyens complexes et couteux, avec des papiers de différentes couleurs, et combine souvent plusieurs techniques.
La spécificité de Claude se situe dans son attention portée à des sujets en apparence banal, alors que ses condisciples choisissent des motifs pittoresques. L'arbre est un de ses thème par excellence, dont il travaille l'insertion dans le paysage, et sur lequel il cherche à rendre les effets de la lumière.
Alors qu'il les mêle sur ses toiles, dans ses dessins, Claude ne représente qu'exceptionnellement des espèces différentes sur une même feuille ; ses bovins sont essentiellement des bœufs et non des vaches.
Claude revient à de très nombreuses reprises sur un même motif, considérant aucune formulation comme définitive. Ses compositions sont constamment modifiées et réagencées. Il préfère généralement développer sur des feuilles distinctes ce que d'autres artistes concentrent sur un même dessin ; ses dessins présentant ainsi que très peu de repentirs.
À partir de 1635, ses dessins gagnent en complexité ; il les reprend souvent en atelier. Avançant en âge et sans doute souffrant de la goutte, il pratique de moins en moins le dessin de plein air à partir de 1645, et privilégie dès lors les seules notations à la plume.
Ses dessins ont fait l'objet de nombreuses critiques, leur trait étant jugé incertain et manquant de virtuosité. Leur qualité spécifique n'est que progressivement reconnue à partir de la seconde moitié du XIXe siècle. Aujourd'hui, les lavis réalisés d'après nature de Claude s'imposent par leur nombre même comme une contribution sans équivalent dans l'histoire du dessin.

## Gravures

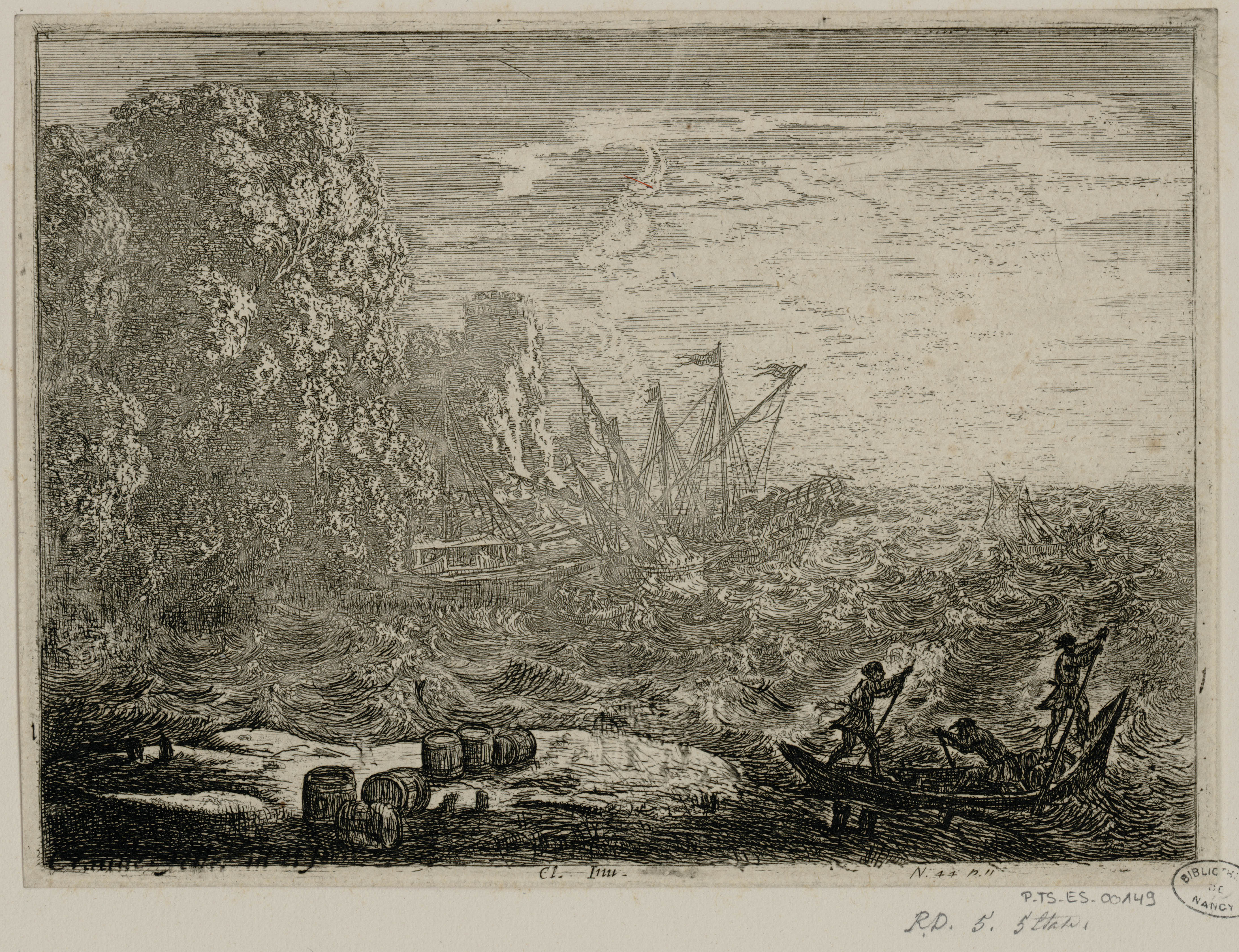
La tempête, 1630, eau-forte, bibliothèque municipale de Nancy.

Claude a réalisé plus de 40 eaux-fortes, listées par Lino Mannocci dans son catalogue raisonné, qui souvent des versions simplifiées de peintures, principalement réalisées avant 1642. Celles-ci lui servaient à diverses fins, mais sont désormais considérés comme beaucoup moins importantes que ses dessins,.
Il réalise des études qui lui permettent de maîtriser sa technique de l'eau-forte, avant d'exécuter des compositions plus abouties. Il incise ainsi plus ou moins profondément la plaque, en jouant sur l'épaisseur du trait, en expérimentant différents temps de morsure du cuivre par le bain d'acide ou en variant les hachures pour ombrer plus ou moins les motifs. Caractéristiques du travail en série de l'artiste, elles alimentent son répertoire de formes et de motifs qu'il réutilise ensuite. Chez Claude, le dessin, la peinture et la gravure s'alimentent mutuellement.
Plusieurs de ses œuvres ont été gravées par divers artistes dont Richard Earlom et Dominique Barrière.

## Postérité

### Dans les arts plastiques
Lorrain joue un rôle essentiel dans la peinture de paysage européenne. Alors que les peintres hollandais expriment la beauté de leur terre à partir de principes réalistes, il crée un langage novateur à partir des concepts idéaux du classicisme français - à l’origine de l’école de peinture de Bologne - et des innovations paysagères des peintres nordiques, avec un grand sens lyrique de la nature. Les paysages de Lorrain sont cependant profondément éloignés des paysages Hollandais : les paysages nordiques, par les particularités de leur climatologie, ciel nuageux et lumières diffuses et variables, sont différents du monde méditerranéen, plus uniforme dans ses variations, plus serein et placide. L’évolution artistique de Lorrain est uniforme, avec des influences claires, mais avec une forte empreinte personnelle, qui caractérise son style comme l’un des plus originaux de la peinture de paysage.
Claude porte à son apogée l’étude de la lumière et de l’atmosphère comme véhicules d’expression de la composition. Sa formule a un succès immédiat : il a déjà de son vivant des imitateurs et, bien qu’il n’ait eu qu’un seul disciple, Angeluccio, son style engendre un courant dans le classicisme français et influence des artistes comme Gaspard Dughet, Jean Lemaire, Francisque Millet, Étienne Allegrain, Jacques Rousseau ou Pierre Patel. Les paysages de Lorrain sont admirés en Flandre et aux Pays-Bas, inspirant des artistes comme Jan van Goyen, Jacob van Ruisdael, Jan Frans van Bloemen, Adriaen Frans Boudewyns et Pieter Spierinckx. En Espagne, les tableaux pour le Buen Retiro ont touché Juan Bautista Martínez del Mazo et Benito Manuel Agüero, puis Antonio Palomino, Jerónimo Ezquerra et les frères Manuel, Ramón et Francisco Bayeu.
Son influence perdure au XVIIIe siècle, notamment en France avec Claude Joseph Vernet, Antoine Watteau et Hubert Robert, et au Royaume-Uni, où il inspire des artistes comme Joshua Reynolds, John Constable, Richard Wilson et Joseph Mallord William Turner. Constable a dit de lui qu’il « peut être considéré à juste titre comme le paysagiste le plus illustre que le monde ait jamais vu ».
Turner est l’un des plus grands admirateurs de Claude ; dans son tableau Didon construisant Carthage ou l'Ascension de l'Empire carthaginois (1815), il réalise une composition presque identique aux tableaux les plus typiques de Lorrain. Il consacre ses derniers tableaux au thème d’Énée mémorablement traité par Lorrain, et lègue à la National Gallery de Londres deux tableaux, Didon construisant Carthage et Soleil levant à travers la brume, à condition qu’ils soient en permanence accrochés entre deux tableaux de Claude Gellée, L'Embarquement de la reine de Saba et Paysage avec le mariage d’Isaac et Rebecca ; le visiteur sera donc surpris de voir deux tableaux britanniques du XIXe siècle dans la section dévolue aux peintres français du XVIIe siècle. Une anecdote perdure selon laquelle lorsque Turner a vu pour la première fois l’œuvre de Claude, il a fondu en larmes, et quand on lui a demandé pourquoi il pleurait, il a répondu : « Car je ne serai jamais capable de peindre quelque chose de semblable ».

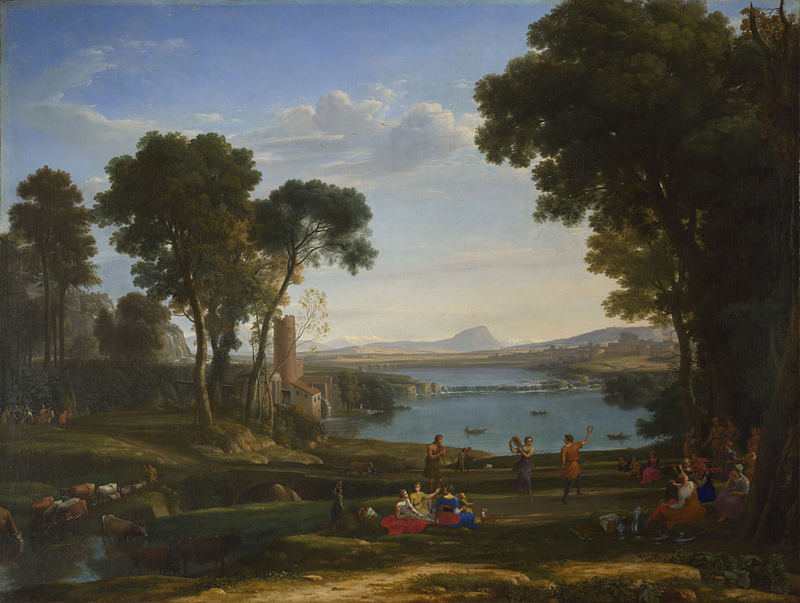
Paysage avec le mariage d’Isaac et Rebecca, 1648
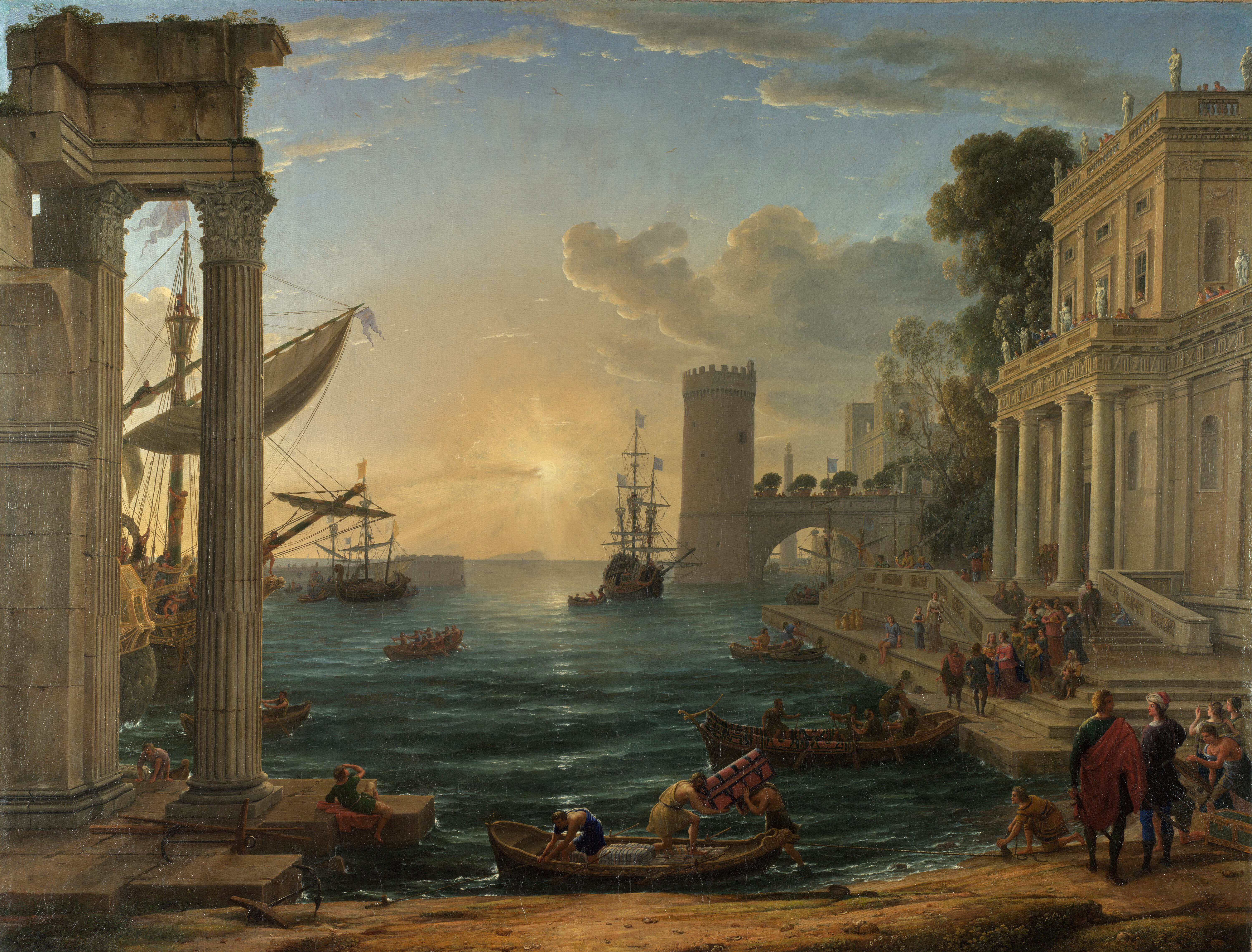
L'embarquement de la reine de Saba, 1648
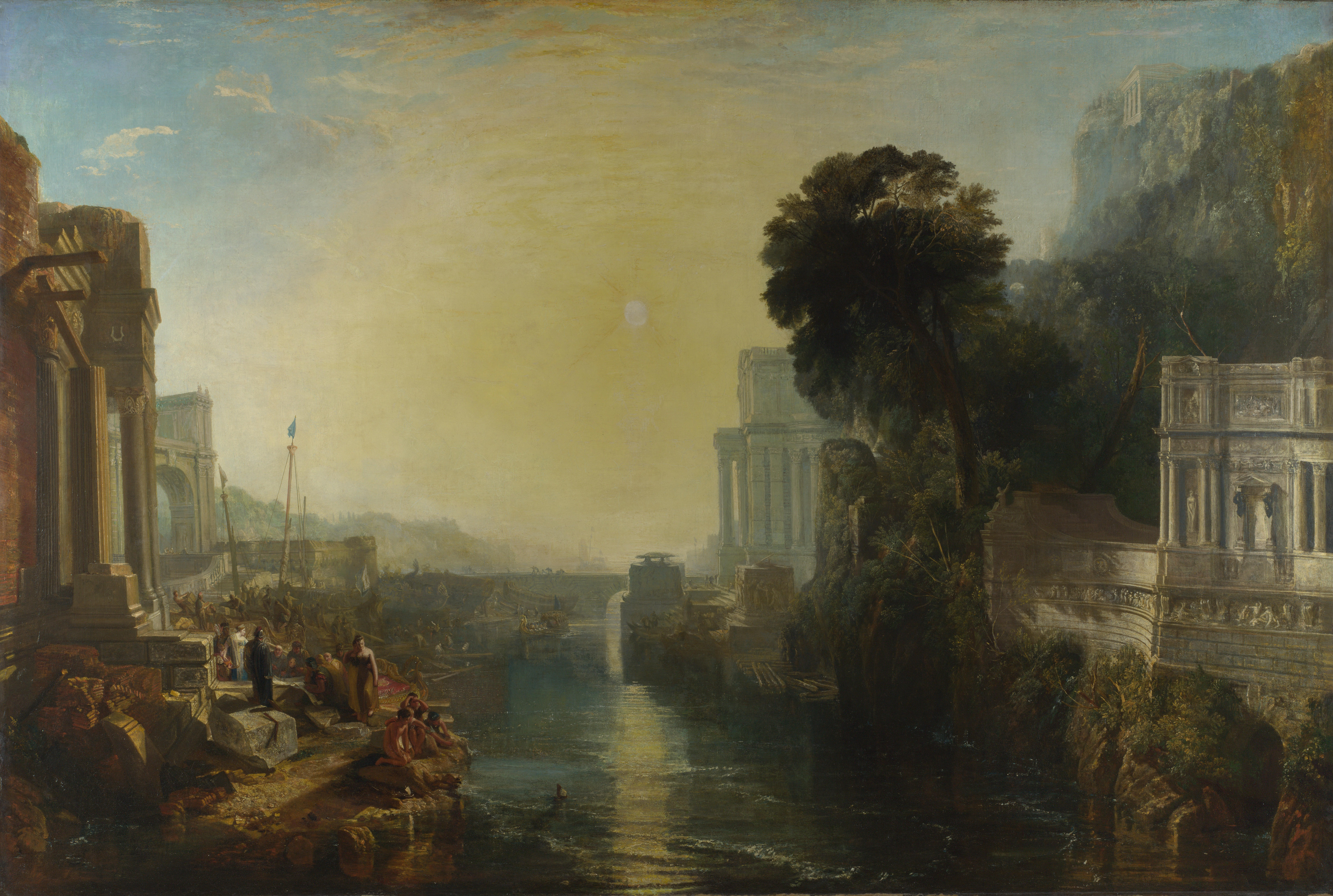
Turner, Didon construisant Carthage, 1815
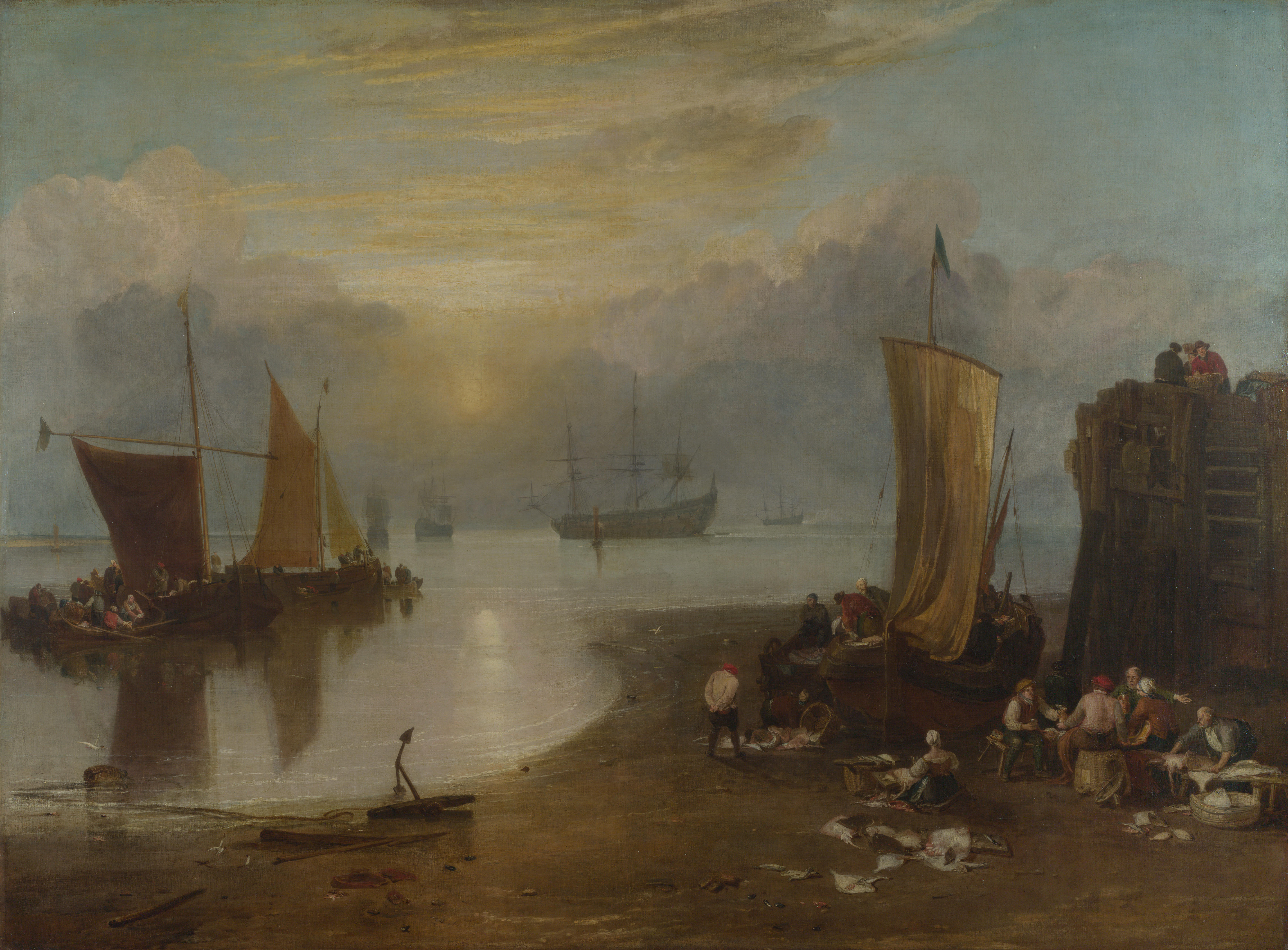
Turner, Soleil levant à travers la brume, les pêcheurs nettoient et vendent le poisson , 1807

En Angleterre, l’influence de Lorrain atteint même le domaine de l'horticulture ; de nombreux jardins sont conçus selon la vision romantique et bucolique de ses œuvres, avec un accent pittoresque marqué, où à côté d’éléments naturels sont placés architectures ou ruines - généralement réalisées ex profeso - pour recréer des atmosphères évocatrices d’un passé splendide.
La plupart des œuvres de Lorrain se trouvent au Royaume-Uni, tant dans les musées publics (National Gallery de Londres, musée national de Cardiff, musée national d'Irlande à Dublin et Galerie nationale d'Écosse à Édimbourg) comme dans les collections privées, parmi lesquelles celle du comte de Leicester à Holkham Hall, Norfolk. Les œuvres de Claude ont été très demandées par la noblesse anglaise, au point qu’en 1808, deux tableaux du Lorrain, les célèbres Altieri, deux grandes toiles, Paysage avec le débarquement d’Énée dans le Latium (1673) et Paysage avec le père de Psyché offrant des sacrifices dans le temple d’Apollon (1675), dont le commanditaire est Gasparo Altieri, cardinal-neveu du pape Clément X, acquises en 1799 par le collectionneur William Thomas Beckford pour 6500 guinées, sont vendues à Richard Hart Davis pour 12 000 guinées, soit presque le double (actuellement dans la collection Fairhaven, Anglesey Abbey, Cambridgeshire), le record jusqu’alors pour des œuvres d’art.
L’admiration que lui voue le monde anglo-saxon est telle que le Lorrain y est couramment appelé par son seul prénom : « Claude », comme on dit « Raphaël » ou « Rembrandt »…
Au XIXe siècle, son influence se fait sentir sur des paysagistes comme Camille Corot, Charles-François Daubigny, Théodore Rousseau et Hans Thoma, tandis que ses recherches dans le domaine de la lumière font écho à l’impressionnisme. En 1837,pour la première fois le catalogue raisonné complet de son œuvre est publié dans Catalogue Raisonné of the Works of the Most Eminent Dutch, Flemish and French Painters de John Smith.

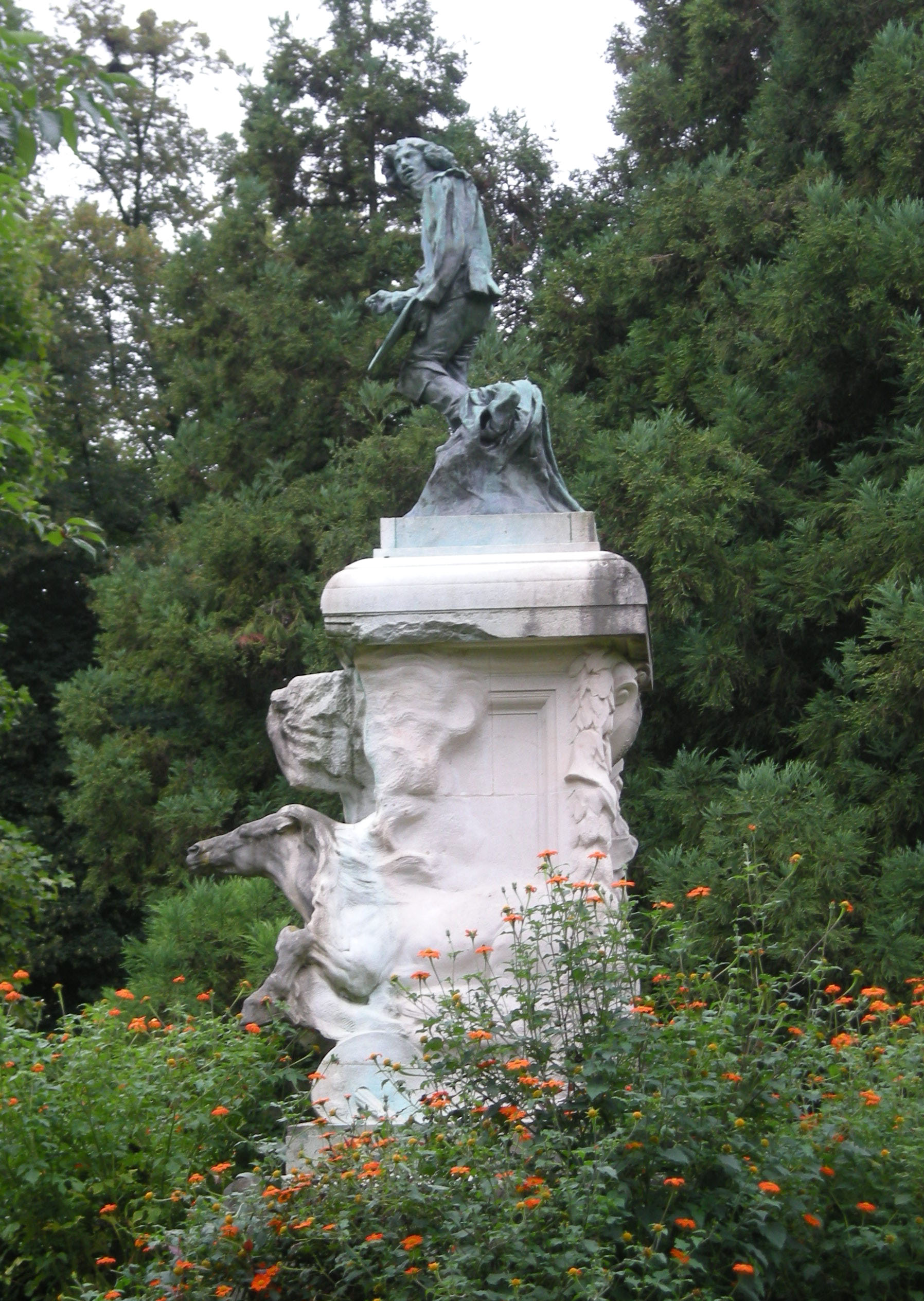
Auguste Rodin, Monument à Claude Gellée (1892), Nancy, parc de la Pépinière.

Même au XXe siècle, l’empreinte de Claude est visible dans un tableau de Salvador Dalí, La Main de Dali soulevant un voile d’or en forme de nuage pour montrer à Gala l’aurore nue, très loin derrière le soleil (1977), version surréaliste du tableau de Lorrain Paysage à l'embarquement de sainte Paula Romana à Ostie, réalisé en deux toiles pour offrir une vision stéréoscopique.
En 1892, Auguste Rodin réalise le monument en bronze dédié à Claude Gellée qui orne le parc de la Pépinière à Nancy.

### Dans la littérature et la philosophie
Le philosophe allemand Friedrich Nietzsche a eu sa seule émotion picturale (il fond en sanglots) devant un tableau de Claude Le Lorrain.

« Jamais je n'avais vu pareil automne, ni cru que chose semblable fut possible sur terre — un Claude Lorrain prolongé à l'infini, chaque jour de la même irrépressible perfection. »

— Friedrich Nietzsche, « Ecce Homo », dans Œuvres philosophiques complètes, Gallimard, 1974, p. 325.
Claude Lévi-Strauss, qui a habité pendant toute sa vie un logement situé rue de Lorraine dans le 19e arrondissement de Paris, s’est intéressé à l’artiste et a écrit sur lui.
Louis-Ferdinand Céline mentionne Claude Lorrain dans le Voyage au bout de la nuit : « Il faut croire Claude Lorrain, les premiers plans d’un tableau sont toujours répugnants et l’art exige qu’on situe l’intérêt de l’œuvre dans les lointains, dans l’insaisissable, là où se réfugie le mensonge, ce rêve pris sur le fait, et seul amour des hommes. »
Michel Houellebecq aborde les tableaux de Claude Lorrain dans Anéantir : « Claude Gellée, dit "le Lorrain", avait fait parfois aussi bien, ou pire, dans certaines toiles, installant définitivement en l'homme l'enivrante tentation du départ vers un monde plus beau, où nos joies seraient complètes. Ce départ se passait généralement au coucher du soleil, mais ce n'était qu'un symbole, le moment véritable de ce départ était la mort. »
Dans son roman The Immaculate Deception, Iain_Pears imagine le vol d'un tableau de Claude Lorrain, Paysage avec Cephalus et Procris réunis par Diane et dit qu'il s'agit du tableau connu pour être le plus volé au monde.

### Dans la toponymie
Dans le 16e arrondissement de Paris, la rue Claude-Lorrain lui rend hommage.
À Épinal, il existe une rue Claude-Gelée dès avant 1848, ainsi qu'un lycée. A Nancy, il y a un collège et le quai Claude-le-Lorrain.

### Philatélie
En 2008, un timbre est édité par La Poste, à partir de son tableau Port de mer au soleil couchant.

### Le miroir noir, dit aussi miroir de Claude Lorrain
Le miroir noir, dit aussi miroir de Claude Lorrain, ou miroir de Claude, nommé d'après Lorrain en Angleterre bien qu'il n'y ait aucune indication qu'il l'ait utilisé ou qu'il en ait eu connaissance ou quoi que ce soit de similaire, donne un reflet encadré et teinté foncé d'une vue réelle, censé aider les artistes à produire des œuvres d'art similaires à la sienne et les touristes à ajuster les vues à une formule claudienne. William Gilpin, l'inventeur de l'idéal pittoresque, préconise l'utilisation d'un miroir Claude en disant : « ils donnent à l'objet de la nature une teinte douce et moelleuse comme la coloration de ce Maître ».
Les miroirs Claude étaient largement utilisées par les touristes et les artistes amateurs, qui devinrent rapidement la cible de la satire. Hugh Sykes Davies a observé qu'ils se détournaient de l'objet qu'ils souhaitaient peindre, commentant : « Il est très typique de leur attitude envers la nature qu'une telle position soit souhaitable. »

## Critiques
Bien que la figure de Lorrain jouisse d’un grand prestige dans l’histoire de l’art et ait été appréciée par les critiques et les historiens, son œuvre n’a pas été exempte de critique : Roger de Piles a déclaré qu’il montrait « insipidité et un choix médiocre de la plupart de ses paysages » (Cours de Peinture par Principes composé par M.. de Piles, 1708); pour Pierre-Jean Mariette, « il n’a été heureux ni dans le choix des formes ni dans celui des paysages, qui semblent trop uniformes et trop répétés dans ses compositions » (Abécédaire, 1719-1774) ;  John Ruskin s’écria : « Comment sa capacité pouvait-elle être si médiocre? [… ] Aussi exquise qu’ait pu être l’attraction instinctive de Claude par l’erreur, elle n’a même pas eu la force de caractère suffisante pour commettre au moins des erreurs originales » (Modern Painters, 1856).
Cependant, on a tendance aujourd’hui à valoriser l’œuvre de Lorrain comme un jalon majeur dans la peinture de paysage, qui précède largement l’aménagement paysager romantique, tandis que son utilisation de la lumière est considérée comme une référence à l’impressionnisme. Pour Claire Pace, « chaque génération retrouve en Lorrain l’image de sa propre personnalité » (Claude the Enchanted. Interpretations of Claude in England in the Earlier Nineteenth Century, 1969). Eugenio d'Ors a déclaré que les œuvres de Lorrain « gardent un subtil tremblement de romantisme ; et bien sûr, génétiquement, on peut reconstruire (avec la chaîne Claude-Constable-Turner-les impressionnistes) combien vite on parcourt le plan incliné qui conduit toute peinture de pur paysage au naturalisme » (Tres horas en el Museo del Prado, 1951). Selon Pierre Francastel, « il est l’un des grands lyriques de la peinture, l’un des grands poètes de la civilisation moderne », et « il est rare de trouver dans l’histoire un artiste qui montre plus le pouvoir du génie ». Selon Juan José Luna, conservateur au Musée du Prado, « Au milieu de cet environnement [la peinture de paysage au XVIIe siècle] apparaît la figure incomparable de Claude Lorrain, dotée de principes esthétiques qui définiront toute une phase de l’histoire de la peinture de paysage, dont la force est projetée à travers les siècles jusqu’à aujourd’hui ».

## Principales œuvres

### Peintures

#### Formation
- 1627-1629 : Le Port de Gênes, vu de la mer, huile sur toile, 64 × 101 cm, Paris, musée du Louvre[155].
- 1628-1630 : Paysage avec une arche rocheuse et une rivière, huile sur toile, 134 × 95 cm, musée des Beaux-Arts de Houston[156].
- Vers 1630 : Idylle (paysage pastoral), huile sur toile, 65,4 × 95 cm, Lawrence (Kansas), Spencer Museum of Art.
- 1631 : Paysage fluvial avec des marchands, 97 × 143 cm, Washington, National Gallery of Art[157].
- vers 1631 : Siège de La Rochelle par Louis XIII (octobre 1628), huile sur toile, 28 × 42 cm, Paris, musée du Louvre[158].
- 1632 : Vue de Rome, huile sur toile, 59,5 × 84 cm, Londres, National Gallery.
- 1633 : Collection of the Duke of Bucchleuch, 97 × 122 cm, Selkirk, Bowhill.
- vers 1634 : Caprice avec les ruines du Forum romain, huile sur toile, 80 × 119 cm, Adélaïde (Australie), musée national d'Australie-Méridionale[159].

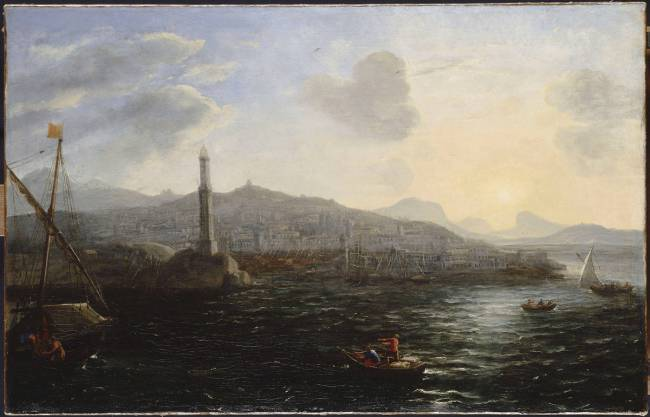
Le Port de Gênes, vu de la mer (1627-1629), Paris, musée du Louvre
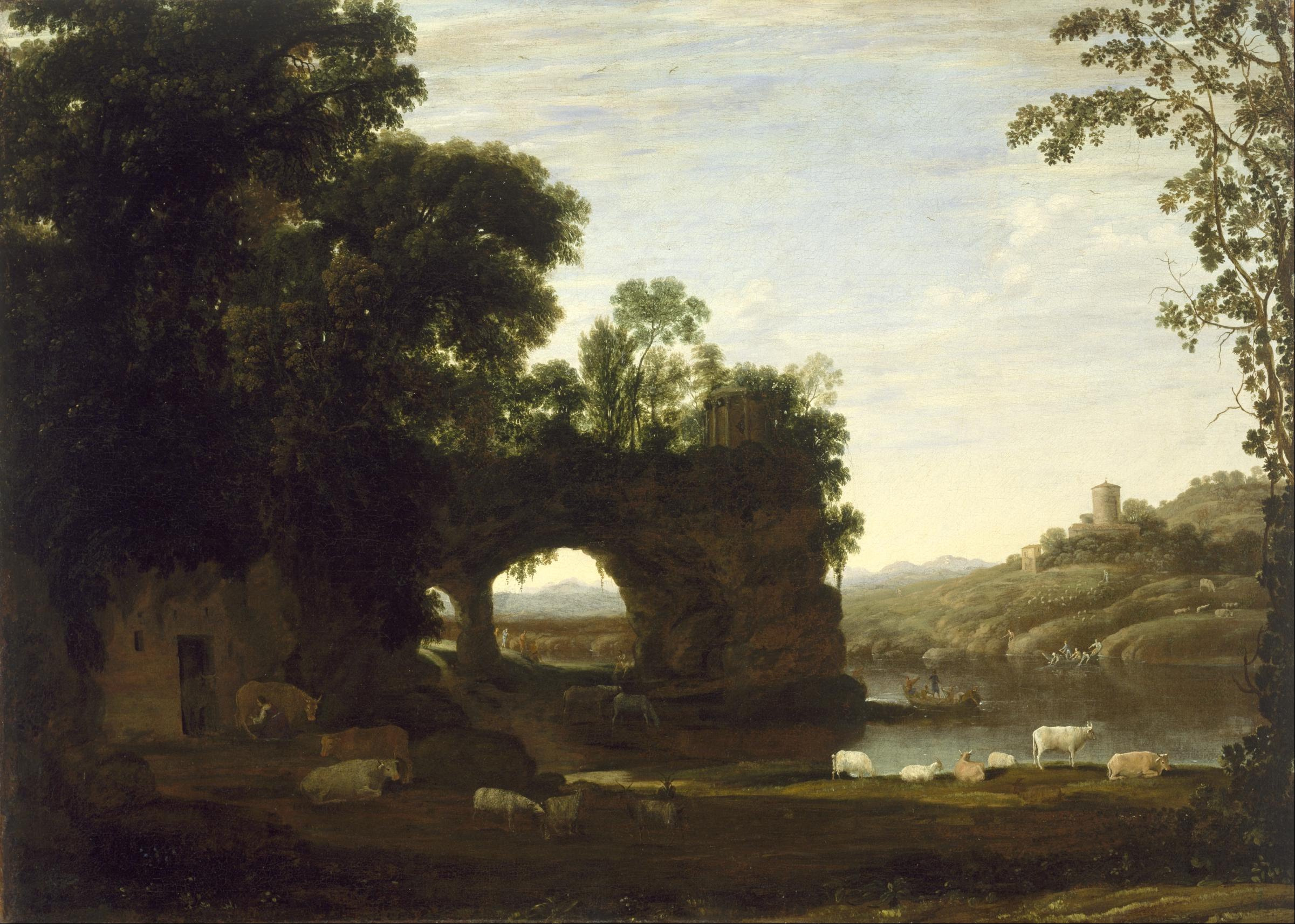
Arche rocheuse et une rivière 1626-1630), musée des Beaux-Arts de Houston
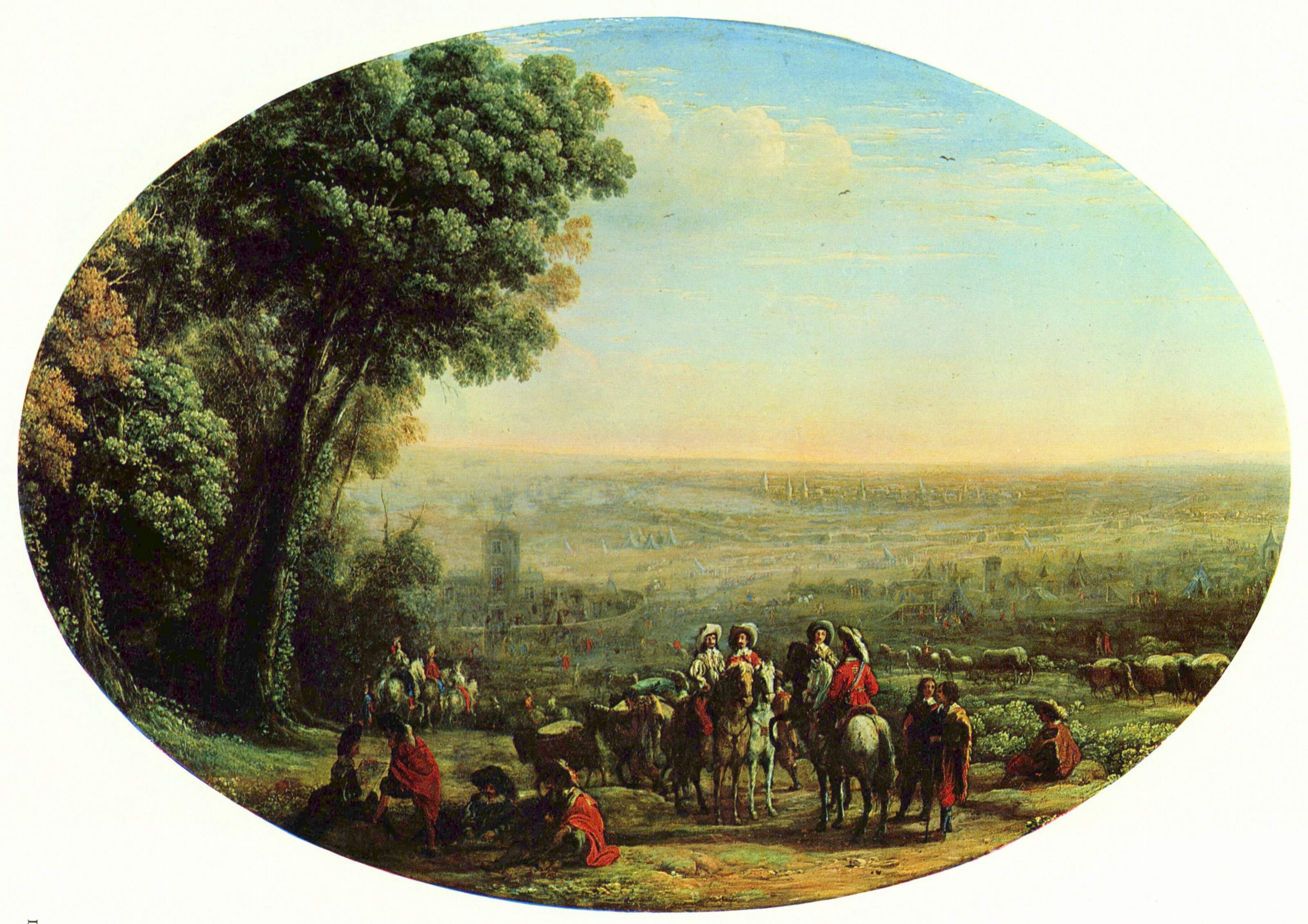
Le siège de La Rochelle (1631), Paris, musée du Louvre
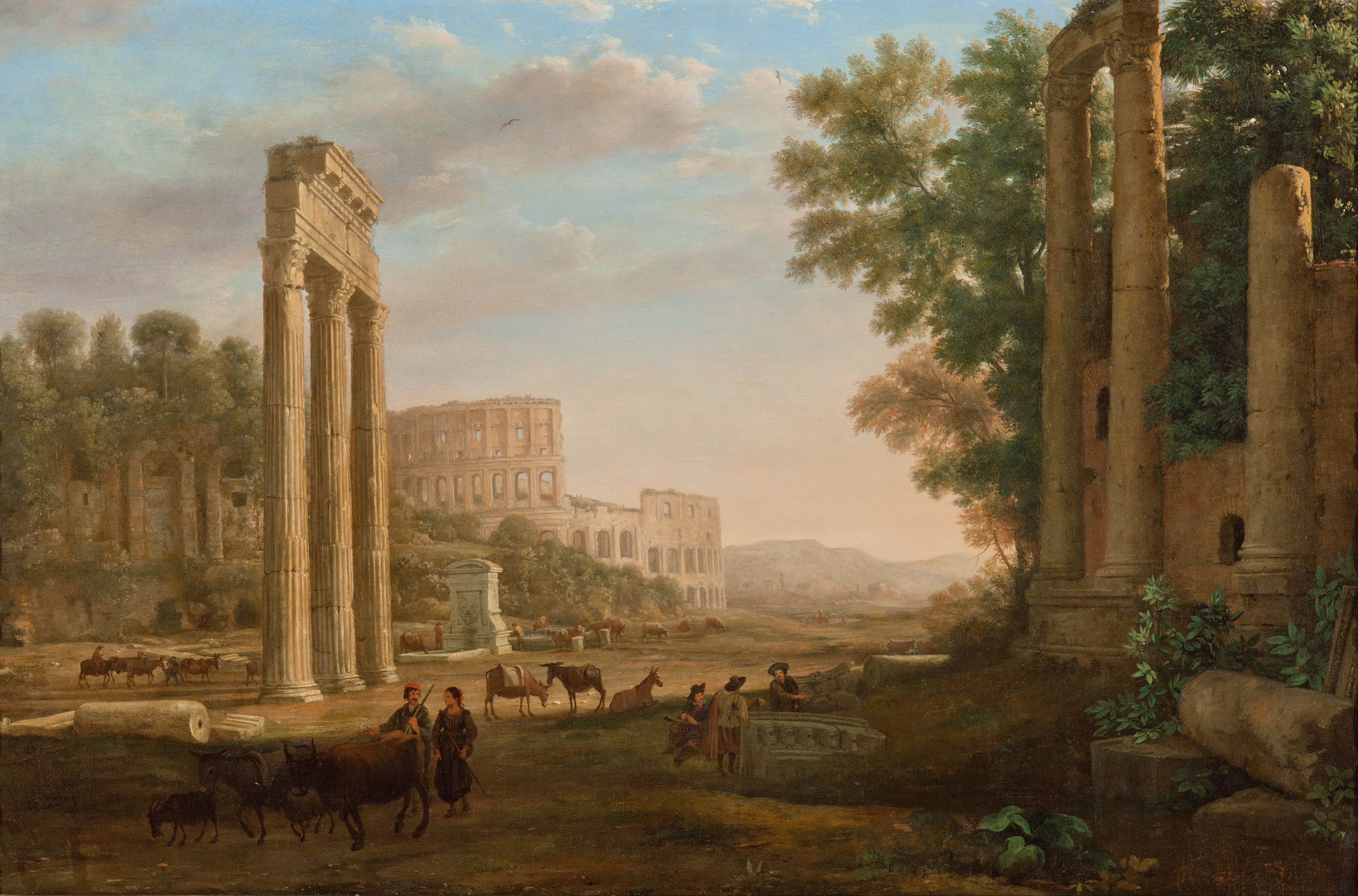
Caprice avec les ruines du Forum romain (vers 1634), Adélaïde (Australie), musée national d'Australie-Méridionale

#### Reconnaissance

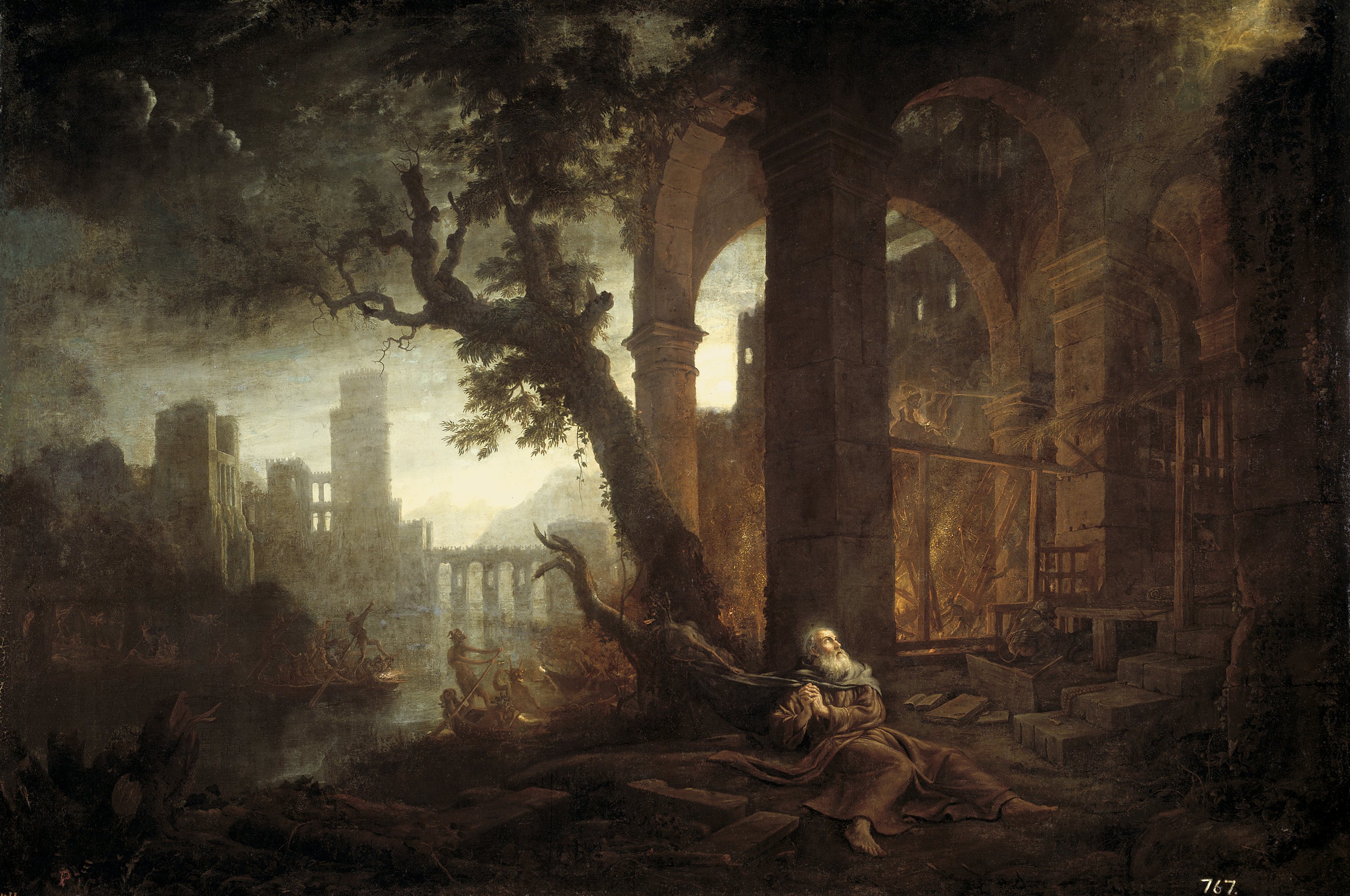
Saint Antoine (vers 1638), Madrid, musée du Prado.

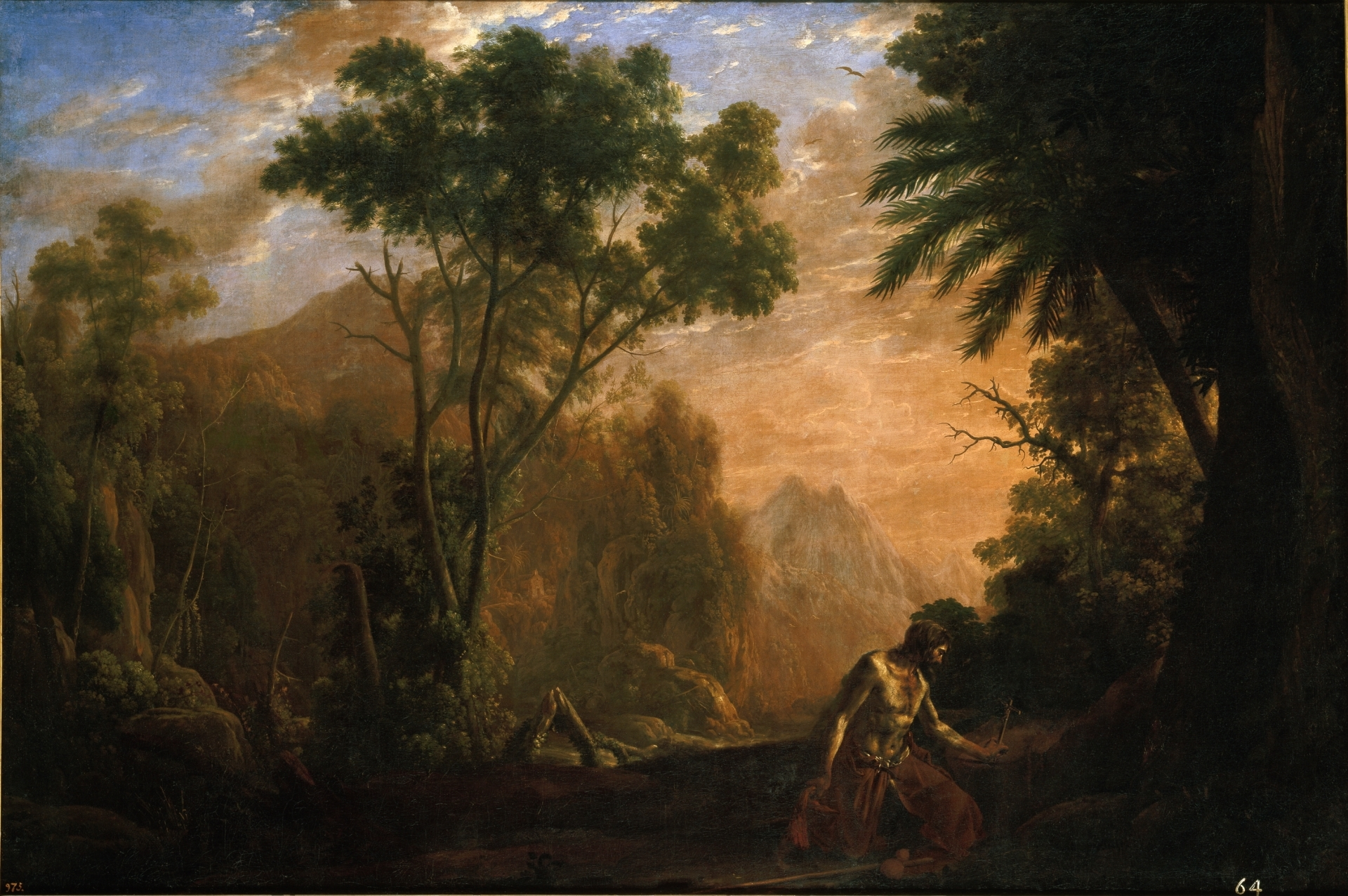
Saint Onuphre (1639), Madrid, musée du Prado.

- 1635 : La Fuite en Égypte, huile sur toile, 71,12 × 97,79 cm, musée d'Art d'Indianapolis.
- vers 1635 : Paysage avec pâtre jouant du chalumeau, huile sur toile, 49 × 39 cm, musée des Beaux-Arts de Nancy.
- 1635-1645 : Le Matin dans un port de mer, huile sur toile, 97,5 × 120,5 cm, Saint-Pétersbourg, musée de l'Ermitage[160].
- 1636 :
  - Vue d'un port avec le Capitole, huile sur toile, 56 × 72 cm, Paris, musée du Louvre, pendant de la Vue du Campo Vaccino[161] ;
  - Vue du Campo Vaccino, huile sur toile, 56 × 72 cm, Paris, musée du Louvre, pendant de la Vue d'un port avec le Capitole[162].
- Vers 1636 : Paysage avec un chevrier, huile sur toile, 52 × 41 cm, Londres, National Gallery.
- Vers 1636-1638 :
  - Paysage avec la tentation de saint Antoine, huile sur toile, 159 × 239 cm, Madrid, musée du Prado[163] [164] ;
  - Paysage avec saint Onuphrius, huile sur toile, 158 × 237,1 cm, Madrid, musée du Prado[165],[163].
- 1637 :
  - Port avec Villa Médicis, huile sur toile, 102 × 133 cm, Florence, galerie des Offices[166], pour le cardinal Léopold de Médicis[167] ;
  - Paysage avec sainte María de Cervelló, huile sur toile, 162 × 241 cm, musée du Prado, Madrid.
  - Paysage de port au coucher du soleil, huile sur toile, 73,7 × 99 cm, château d'Alnwick.
- 1639 : pendants, répétitions autographes de tableaux peints en 1637 pour le pape Urbain VIII Barberini (château d'Alnwick, collection Northumberland[168]) ;
  - Port de mer au soleil couchant, huile sur toile, 137 × 103 cm, Paris, musée du Louvre[169] ;
  - La Fête villageoise, huile sur toile, 103 × 135 cm, Paris, musée du Louvre[170] ;
  - Vue côtière (Un artiste étudiant d'après nature), 78,1 × 101 cm, Cincinnati Art Museum[171],[157].
- vers 1639 :
  - La Campagne romaine, huile sur toile, 102 × 136 cm, New York, Metropolitan Museum of Art[172] ;
  - Le Port d'Ostie avec l'embarquement de sainte Paula, huile sur toile, 210 × 145 cm, Madrid, musée du Prado[173] ;
  - Paysage avec Apollon et Marsyas, huile sur toile, Moscou, musée des Beaux-Arts Pouchkine
  - Paysage avec le port de Santa Marinella, huile sur cuivre, 28 × 35,5 cm, Paris, Petit-Palais, réalisé à la demande du pape Urbain VII[174].
- Vers 1639-1640 :
  - Paysage avec Moïse sauvé des eaux du Nil ou La découverte de Moïse, huile sur toile, 209 × 138 cm, Madrid, musée du Prado[175] et Paysage avec l’enterrement de sainte Séraphie, huile sur toile, 212 × 145 cm, Madrid, musée du Prado. Ces deux œuvres, qui forment une paire et évoquent respectivement la vie et la mort, représentent également un acte de miséricorde : Thermutis recueillant Moïse abandonné au Nil et Sabine mettant le corps de la martyre Sérapie dans le tombeau qu'elle se destinait à elle même[175].

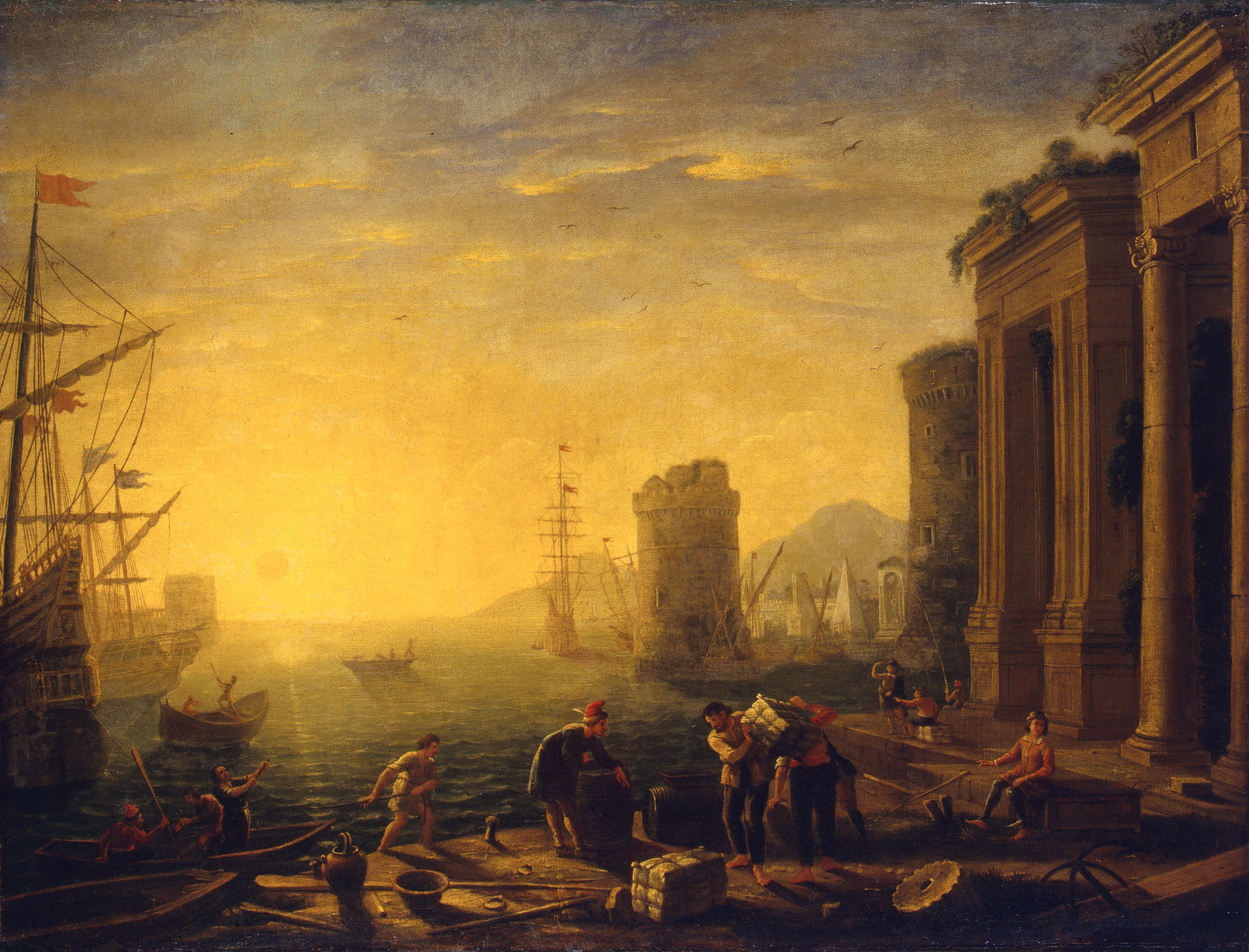
Port le matin (1635-1645), Saint-Pétersbourg, musée de l'Ermitage
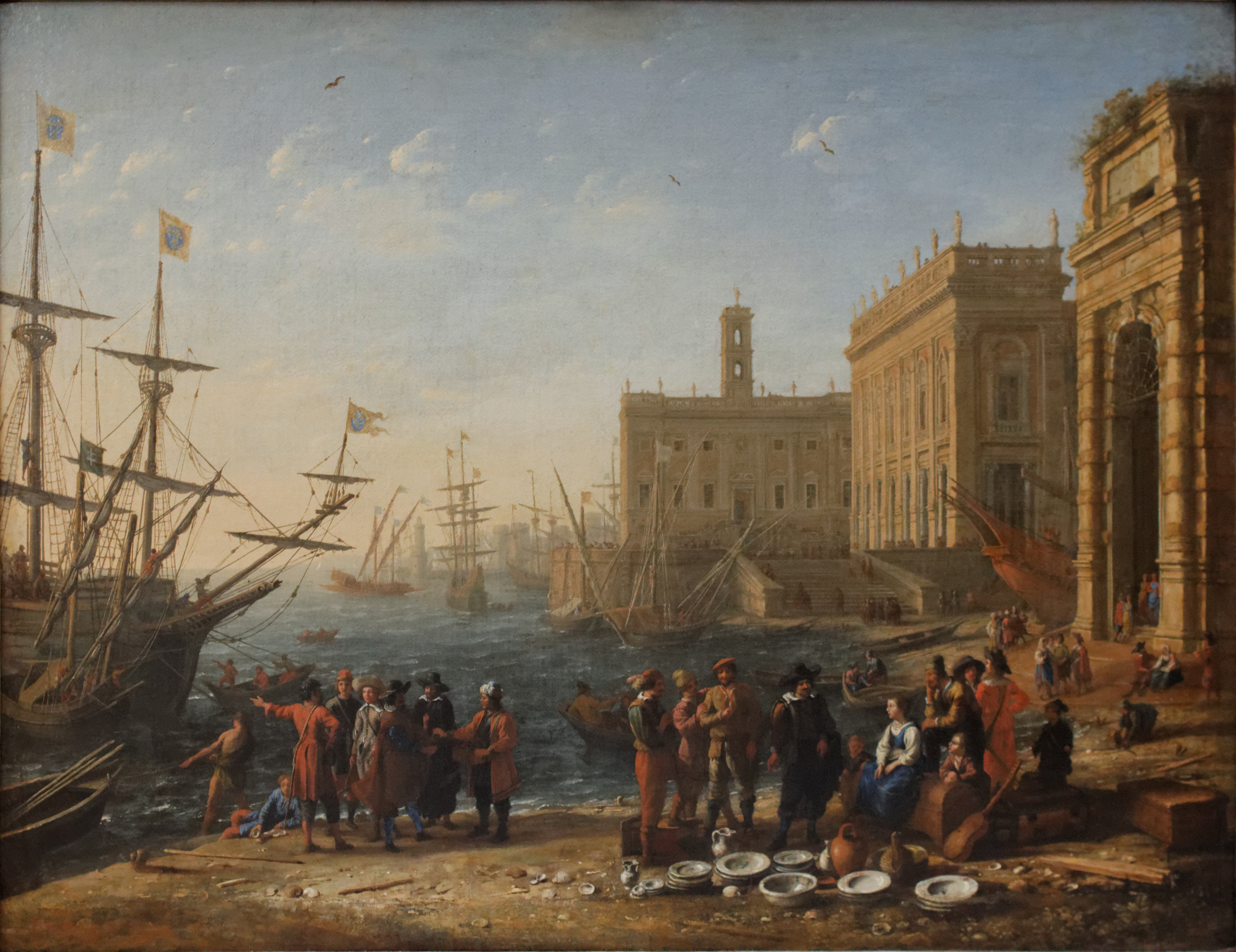
Vue d'un port avec le Capitole (1636), Paris, musée du Louvre
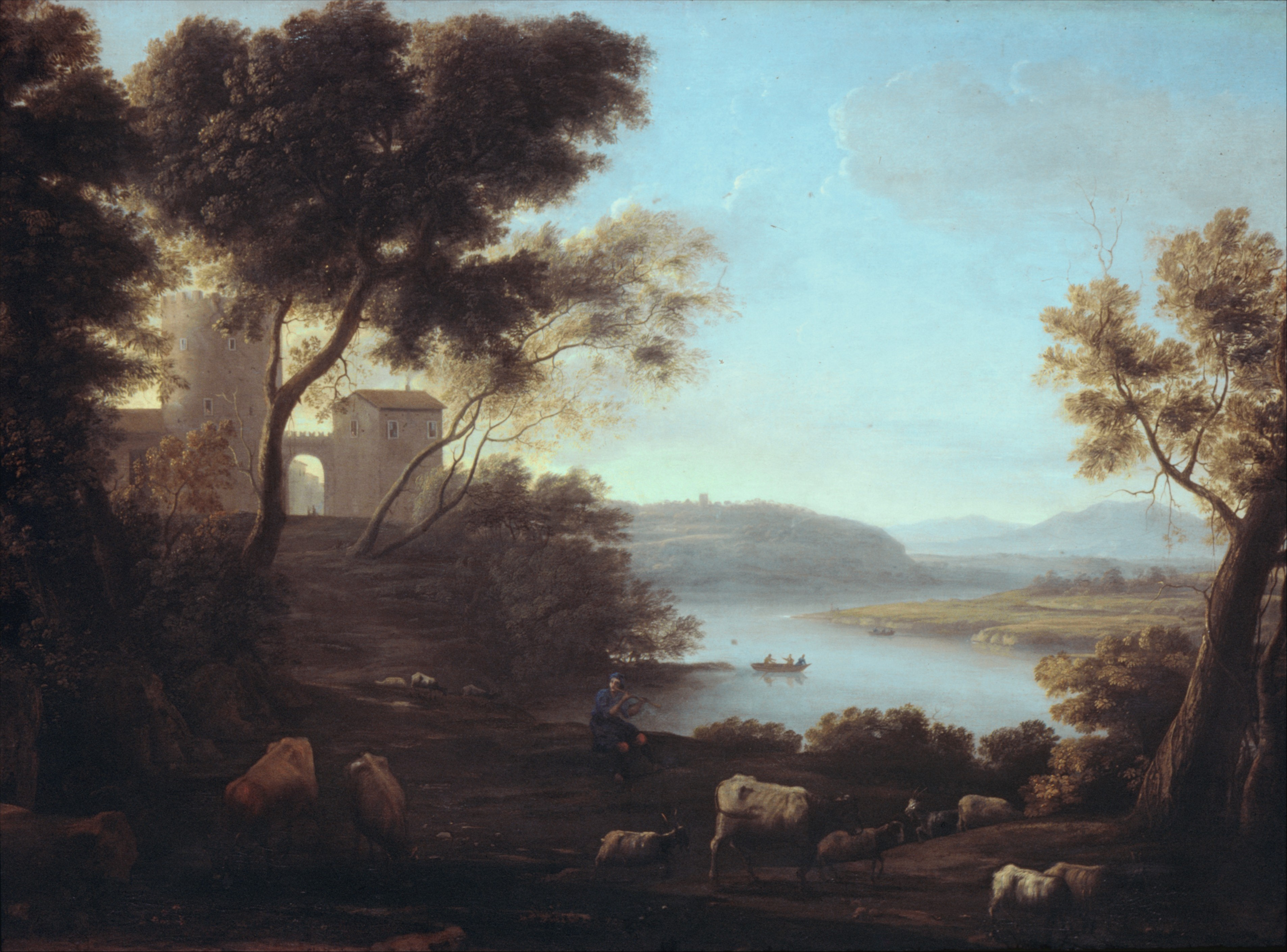
Campagne romaine (1639), New York, Metropolitan Museum of Art
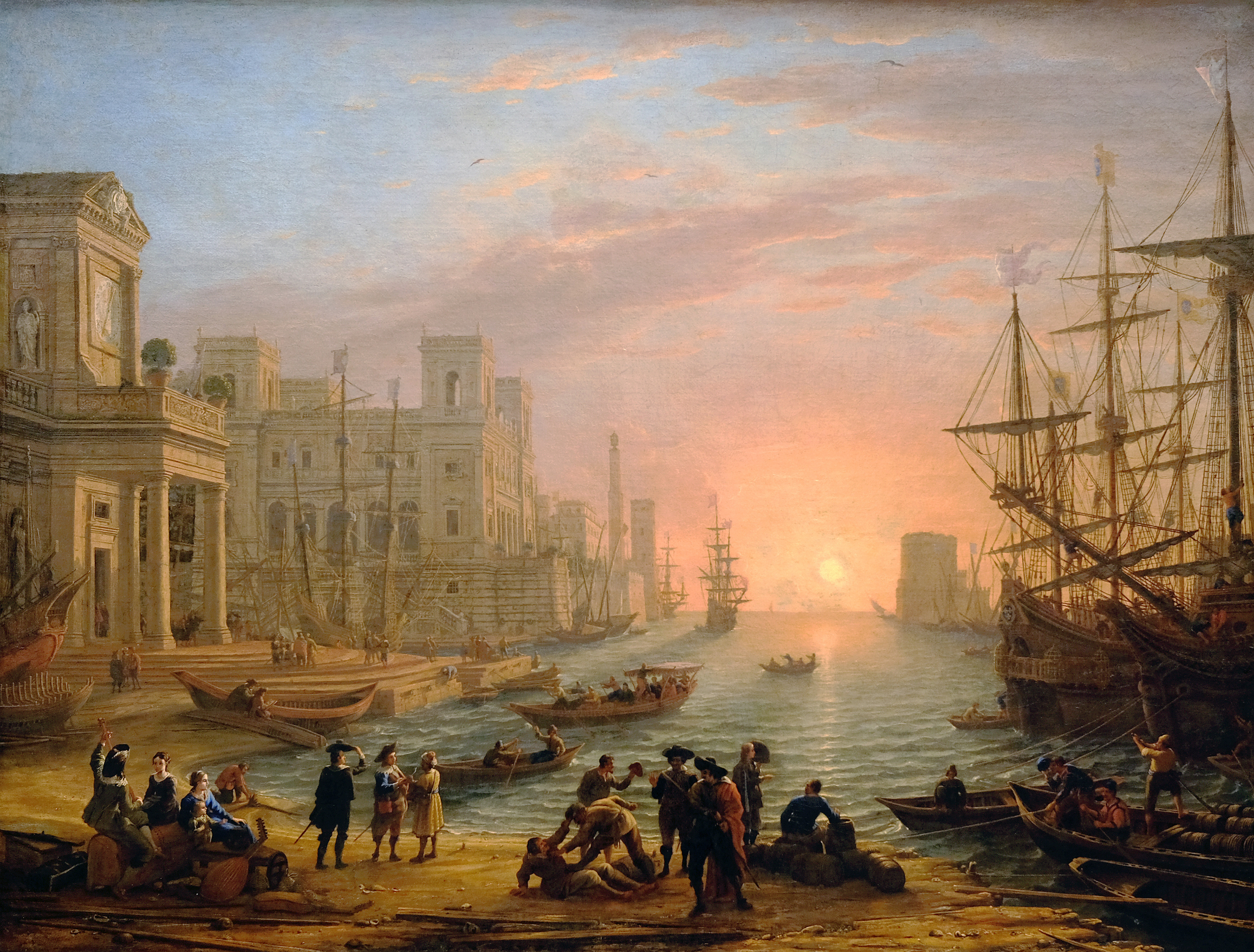
Port de mer au soleil couchant (1639), Paris, musée du Louvre
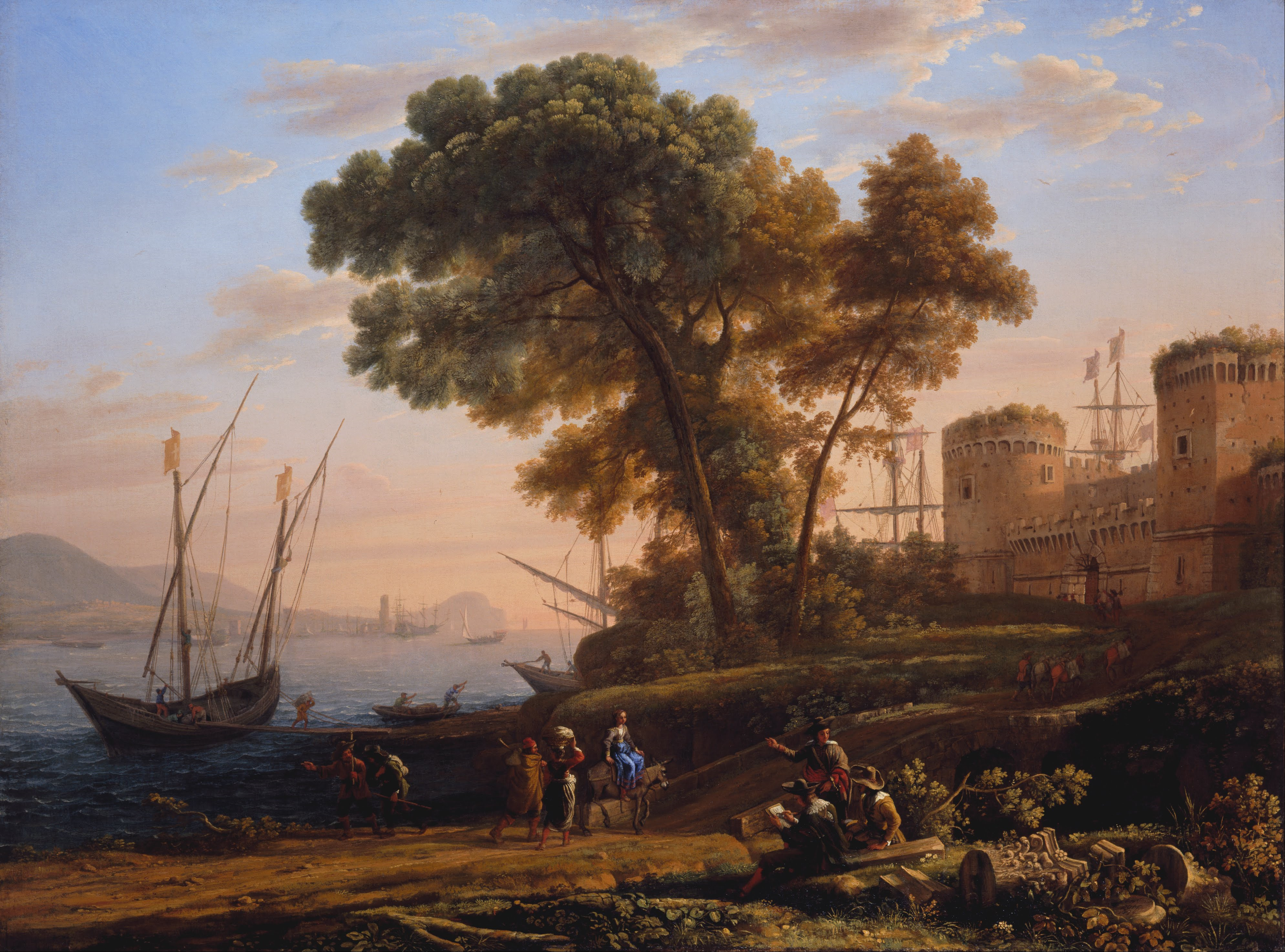
Un artiste étudiant la nature (1639), Cincinnati Art Museum
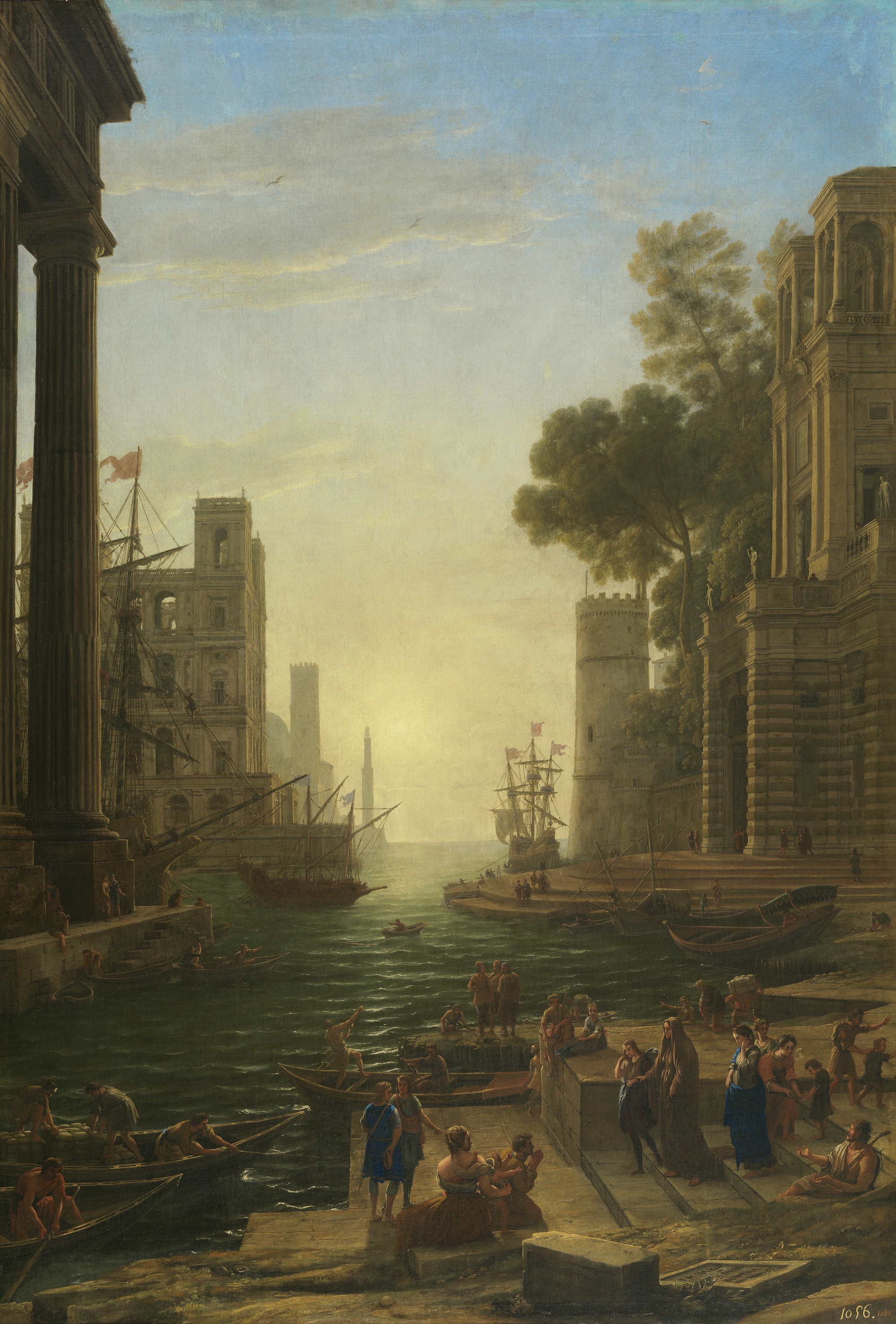
Sainte Paula à Ostie (1639-1640), Madrid, musée du Prado

#### Influence de Carrache et du Dominiquin
- 1641 : Port de mer avec l'embarquement de sainte Ursule, huile sur toile, 113 × 148,6 cm, Londres, National Gallery.
- 1642 : 
  - Paysage avec vue imaginaire de Tivoli, huile sur cuivre, 21,6 × 25,8 cm, Londres, Institut Courtauld[176] ;
  - Le Débarquement de Cléopâtre à Tarse, huile sur toile, 119 × 168 cm, Paris, musée du Louvre. Pendant de David sacré roi par Samuel (1647) pour le cardinal Angelo Giori[177].
- Après 1642 : Embarquement de sainte Paula, huile sur toile, 50 × 39 cm, Dulwich Picture Gallery[178].
- Vers 1643 : Les Troyennes incendiant leur flotte, huile sur toile, 105 × 152 cm, New York, Metropolitan Museum of Art.
- 1644 : Port de mer, huile sur toile, 103 × 131 cm, Londres, National Gallery[179].
- Vers 1644 :
  - Le Gué, huile sur toile, 68 × 99 cm, Madrid, musée du Prado[180] ;
  - Ulysse remet Chryséis à son père dit aussi Marine, soleil couchant, huile sur toile, 119 × 150 cm, Paris, musée du Louvre. Peint pour le collectionneur parisien Roger du Plessis[181].
- Vers 1644-1645 : Paysage pastoral, huile sur toile, 97,8 × 133,4 cm, Philadelphie, Fondation Barnes[118].

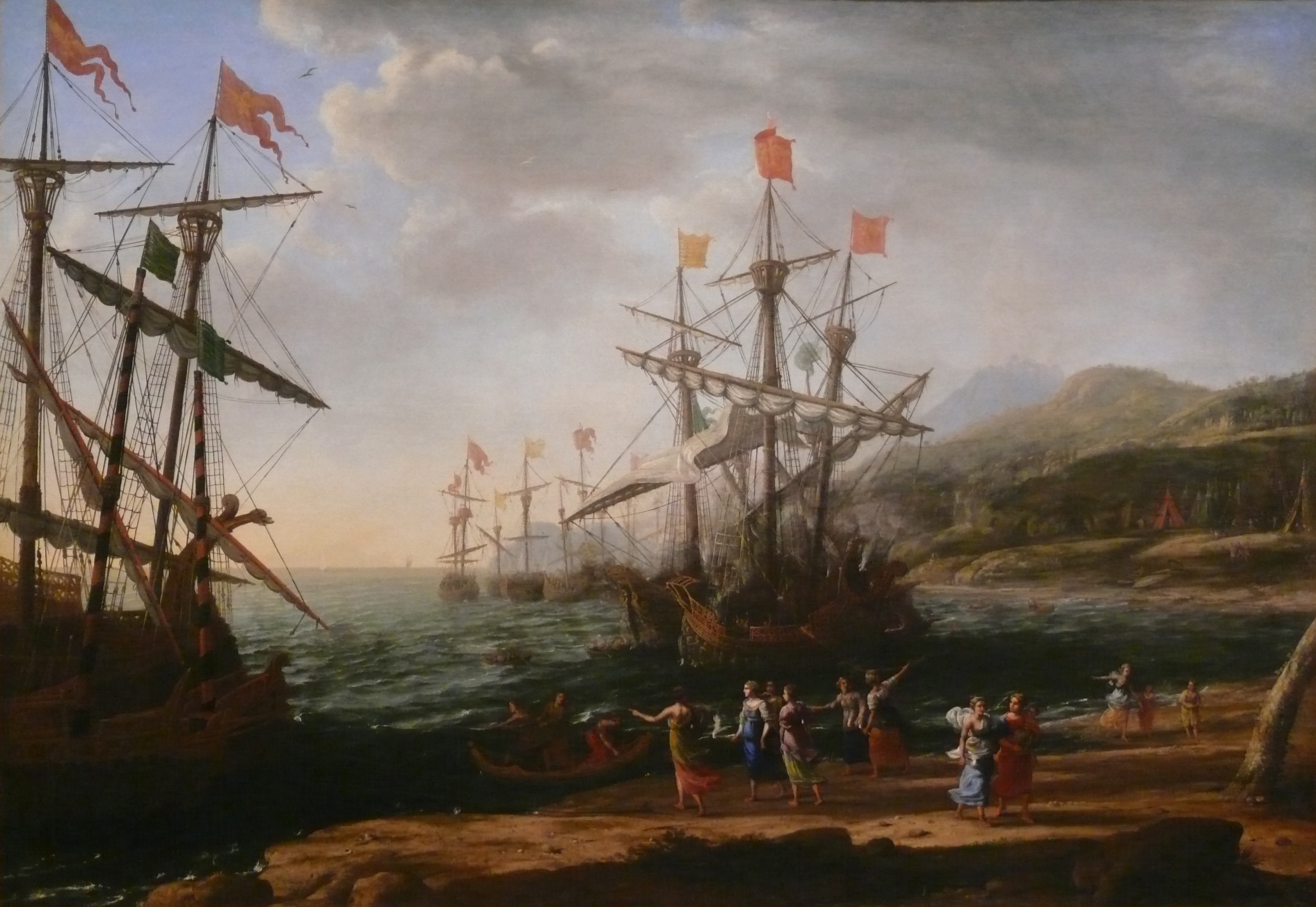
Les Troyennes incendiant leur flotte (1643), New York, Metropolitan Museum of Art
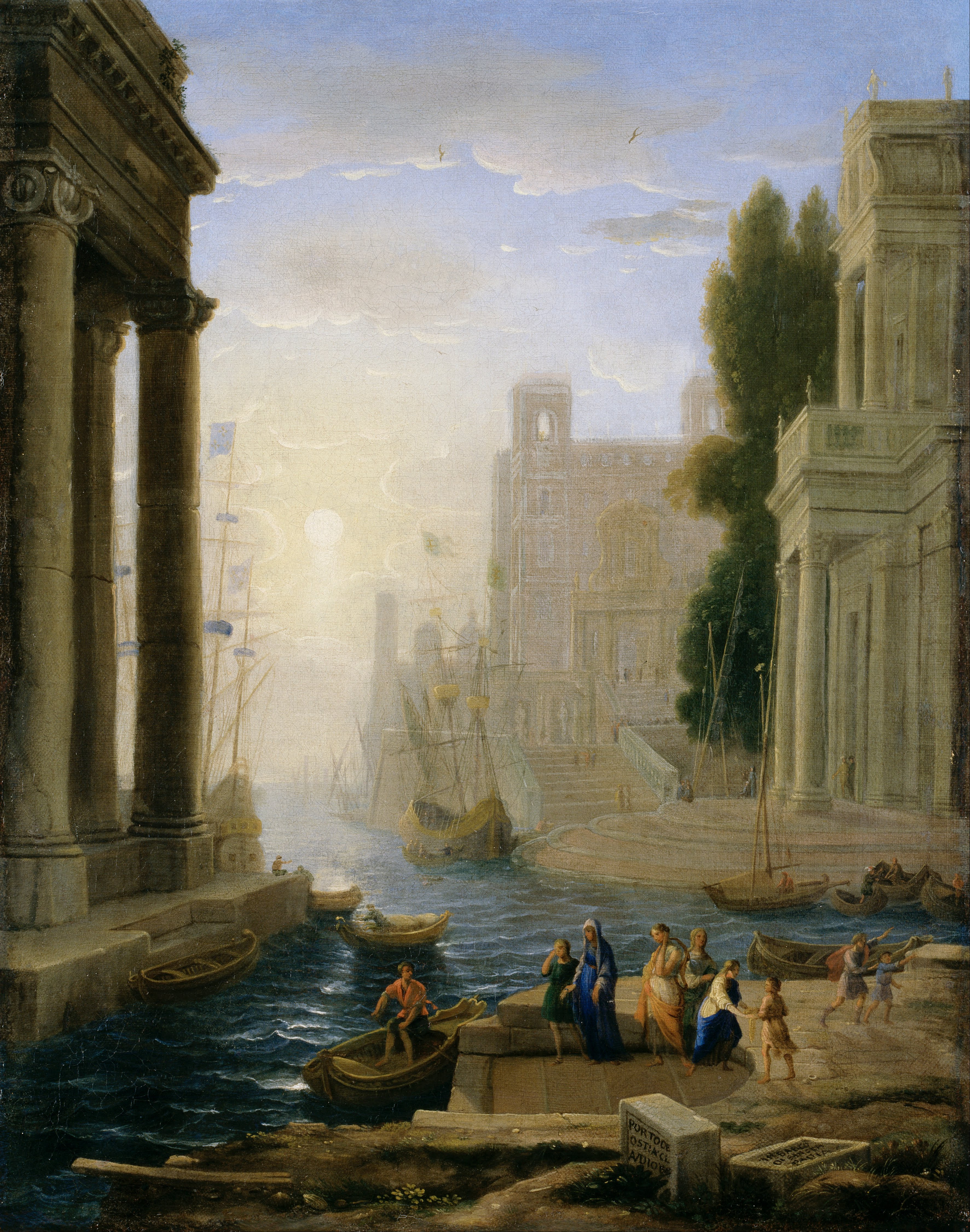
Embarquement de sainte Paula (après 1642), Dulwich Picture Gallery
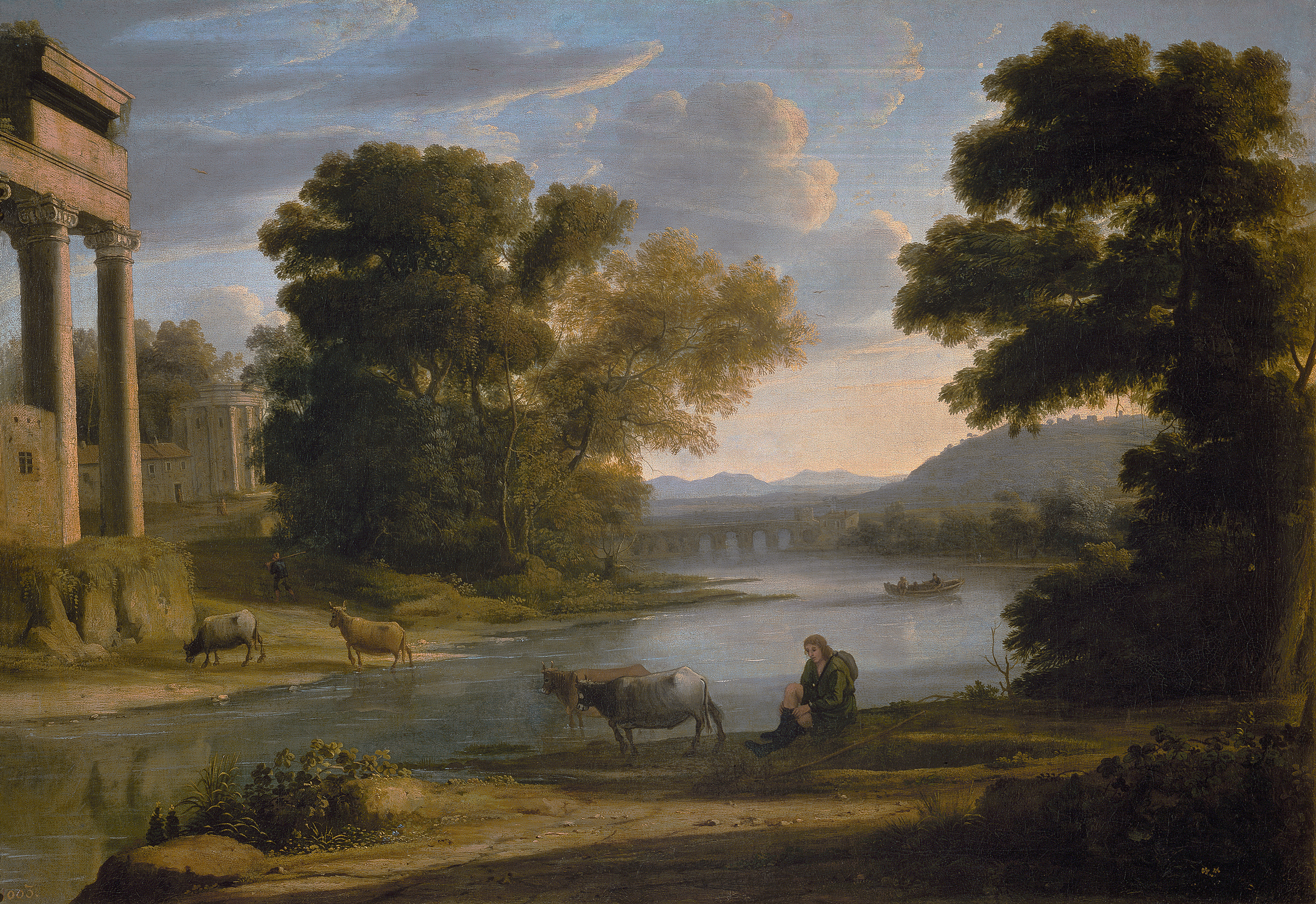
Le Gué (1644), Madrid, musée du Prado
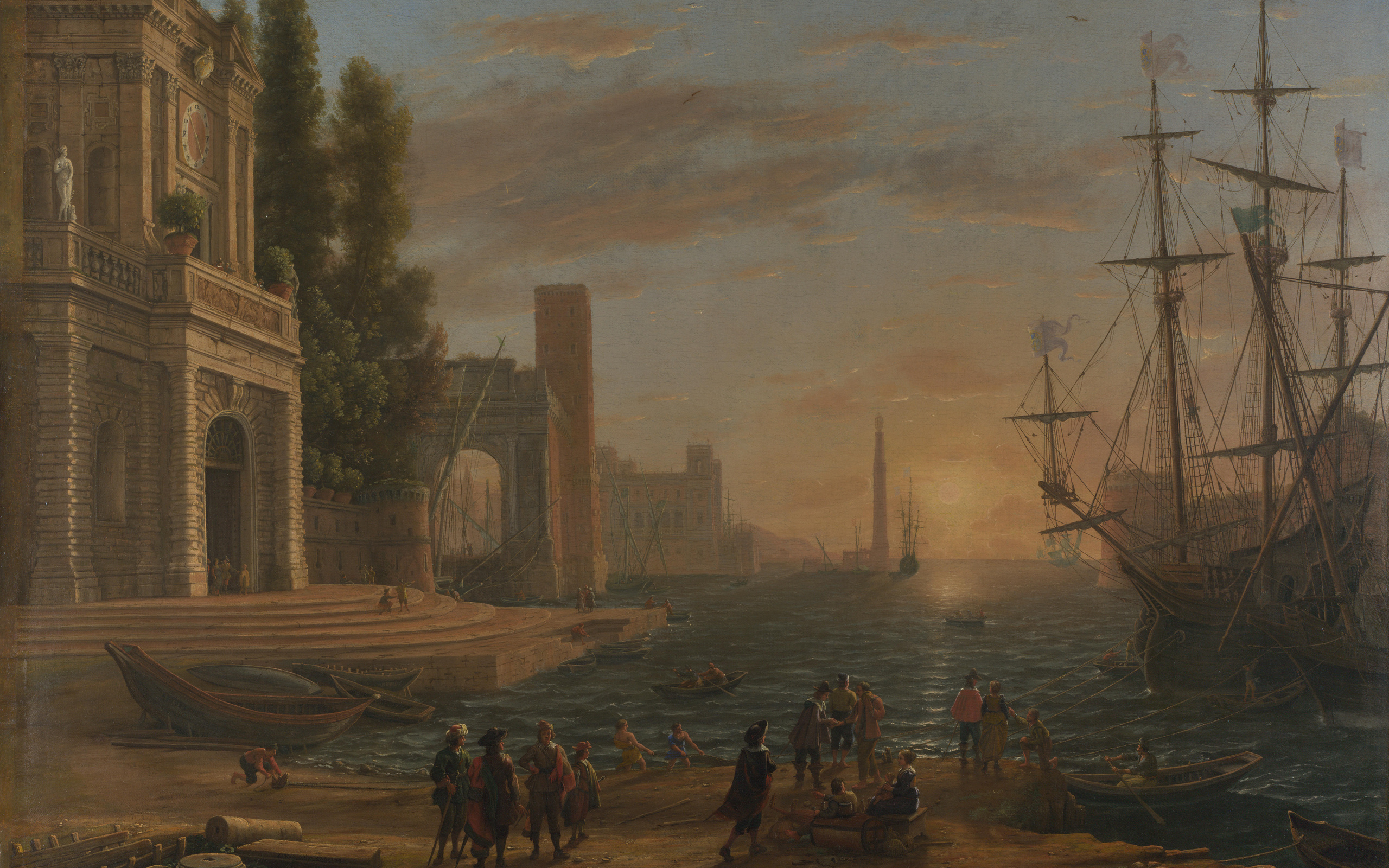
Port de mer (1644), Londres, National Gallery
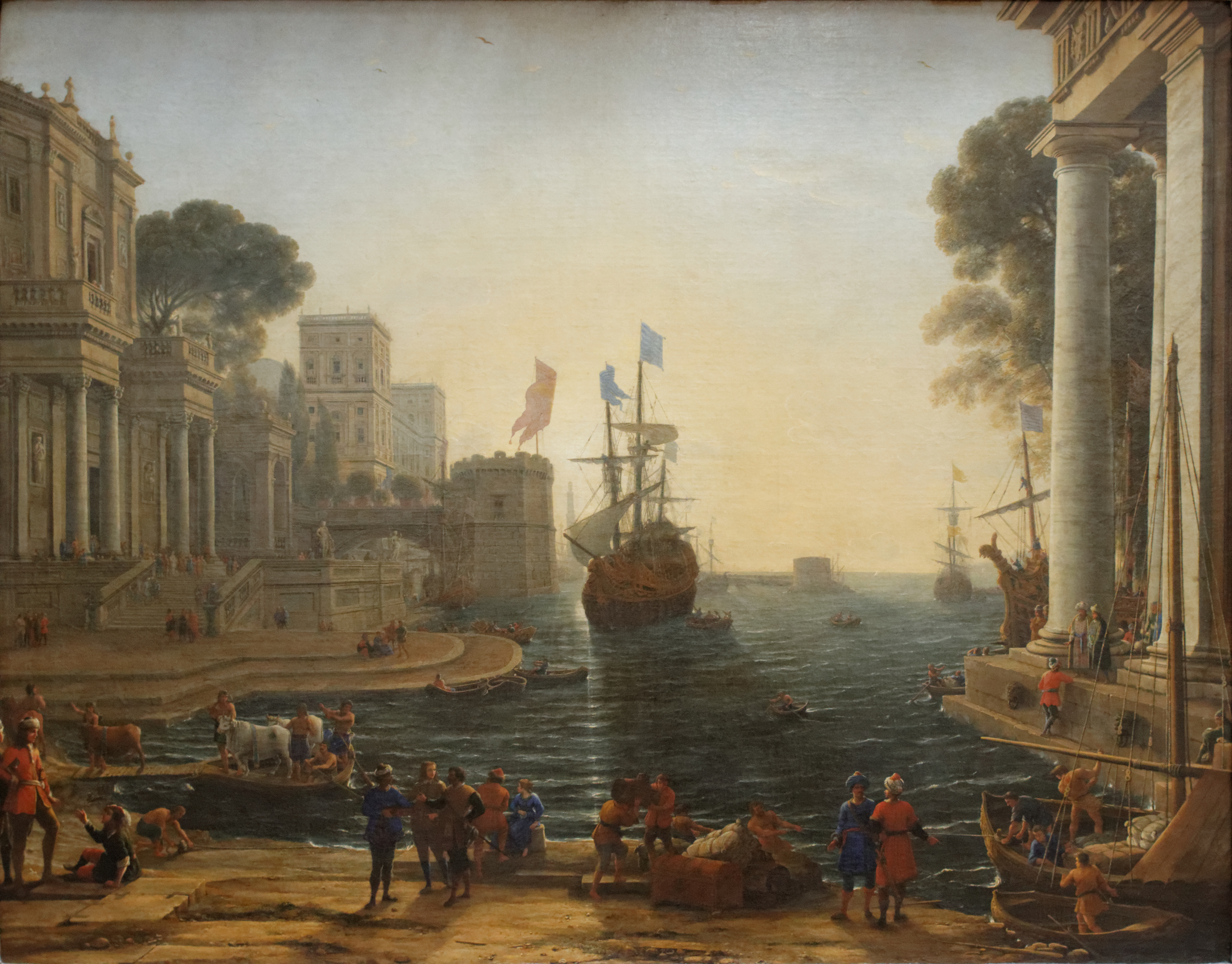
Ulysse remet Chryséis à son père (vers 1644), Paris, musée du Louvre

#### Apaisement
- 1645 : Paysage pastoral avec le pont Milvius, huile sur toile, 75 × 97 cm, Birmingham, Birmingham Museum & Art Gallery.
- 1645-1646 : Le jugement de Pâris, huile sur toile, 112,3 × 149,5 cm, Washington, National Gallery of Art.
- Entre 1645 et 1649 : Marine avec Apollon et la Sybille de Cunnes, huile sur toile, 99,5 × 127 cm, Saint-Pétersbourg, musée de l'Ermitage[182].
- 1646 : Port de mer, effet de brume (L'Embarquement d'Ulysse?), huile sur toile, 119 × 150 cm, Paris, musée du Louvre[183].
- 1646 : Paysage avec des satyres et nymphes dansant, huile sur toile, 98 × 125 cm, Tokyo, musée national de l'Art occidental[184].
- 1646-1647 : Villa dans la campagne romaine, huile sur toile, 68,8 × 91 cm, musée des Beaux-Arts de Budapest[185].
- Vers 1646-1647 : Lever de soleil, huile sur toile, 102,9 × 134 cm, New York, Metropolitan Museum of Art[186].
- 1647 :
  - David sacré roi par Samuel, huile sur toile, 119 × 150 cm, Paris, musée du Louvre. Pendant du Débarquement de Cléopâtre à Tarse (1642-1643) pour le cardinal Angelo Giori[187] ;
  - Paysage avec des danseurs ou Paysage avec le mariage d'Isaac et Rebecca ou Le Moulin, huile sur toile, 152,3 × 200,6 cm, Londres, National Gallery. Commande du duc de Bouillon, général de l'armée papale, avec le Port avec l'embarquement de la reine de Saba[188].
- 1648-1650 : Vue de La Crescenza, huile sur toile, 38,7 × 58,1 cm, New York, Metropolitan Museum of Art[189].
- 1648 :
  - L'Embarquement de la reine de Saba, huile sur toile, 149,1 × 196,7 cm, Londres, National Gallery. Commande du duc de Bouillon, général de l'armée papale, avec le Paysage avec le mariage d'Isaac et Rebecca[188] ;
  - Paysage avec Pâris et Œnone, dit Le Gué, 152 × 184 cm, Lens, Louvre-Lens[190].
- 1650 : Vue de Delphes avec procession, huile sur toile, 151 × 198 cm, Rome, Galerie Doria-Pamphilj[191].
- 1652 : Paysage avec Apollon et les Muses (dit aussi Le Parnasse), huile sur toile, 186 × 290 cm, Édimbourg, National Gallery of Scotland[65].
- 1653 : L'Adoration du veau d'or, huile sur toile, 147 × 248 cm, Karlsruhe, Staatliche Kunsthalle[192].
- 1654 : Paysage avec Apollon gardant les troupeaux d’Admète et Mercure les lui volant, huile sur toile, 74 × 98 cm, Norfolk, Holkham Hall.
- 1654 : Scène côtière avec l'embarquement de saint Paul, huile sur cuivre, 34 × 42 cm, Birmingham, Birmingham Museum & Art Gallery.
- 1655 : La Bataille sur le pont, huile sur toile, Moscou, musée des Beaux-Arts Pouchkine.
- 1655 : L'Enlèvement d'Europe, huile sur toile, Moscou, musée des Beaux-Arts Pouchkine.
- 1656 (?) : Le parc à moutons ou Campus Agni, huile sur toile, 35 × 45 cm, Vienne, Académie des Beaux-Arts de Vienne. Cette œuvre est l'une des deux seules conservées considérées comme peintes par Claude en plein air, selon la pratique décrite par Sandrart dans sa biographie[193].
- Vers 1656 : Le Sermon sur la montagne, huile sur toile, 171,4 × 259,7 cm, New York, The Frick Collection.
- 1656 : Arianne et Bacchus à Naxos, huile sur toile, 77,5 × 103 cm, Elmira, Arnot Art Museum.
- 1657 : Marine avec Acis et Galatée, huile sur toile, 102,3 × 136 cm, Dresde, Gemäldegalerie Alte Meister[194].
- 1658 : Paysage avec David à la grotte d'Adullam, huile sur toile, 111,4 × 186,5 cm, Londres, National Gallery.
- 1660 : Paysage avec le Christ sur le chemin d'Emmaüs, huile sur toile, 99 × 132 cm, Saint-Pétersbourg, musée de l'Ermitage[195].
- 1660-1664 : L'Automne ou La grappe de raisin rapportée de la Terre promise, huile sur toile, 117 × 155 cm, Paris, musée du Louvre[196].
- 1661 : Paysage avec le repos pendant la fuite en Égypte, huile sur toile, 113 × 156,5 cm, Saint-Pétersbourg, musée de l'Ermitage[95].
- 1662-1663 : Paysage avec le père de Psyché sacrifiant au temple d'Apollon, huile sur toile, 174 × 220 cm, Cambridgeshire, Anglesey Abbey.

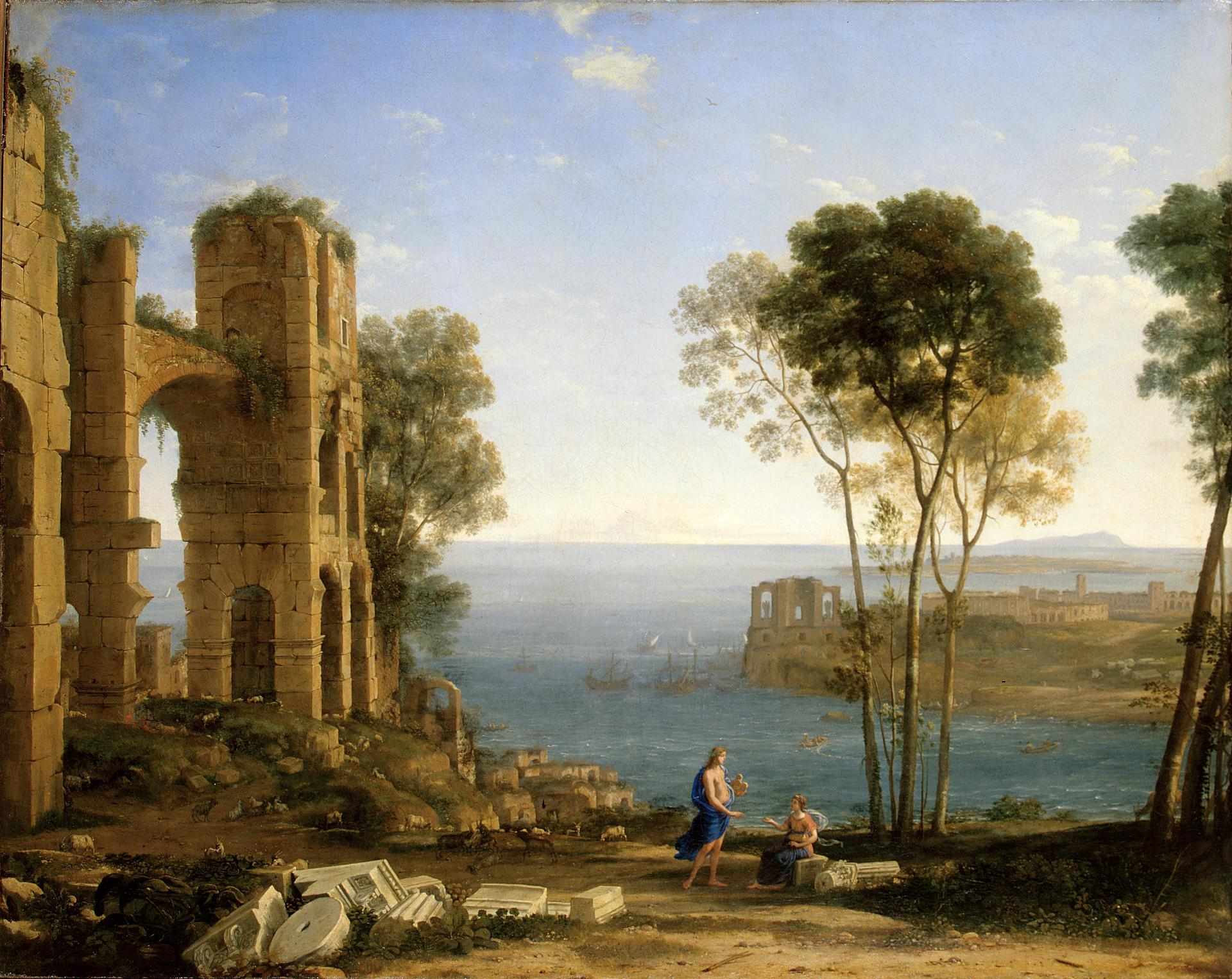
Apollon et la Sybille de Cunnes (1645-1649), Saint-Pétersbourg, musée de l'Ermitage
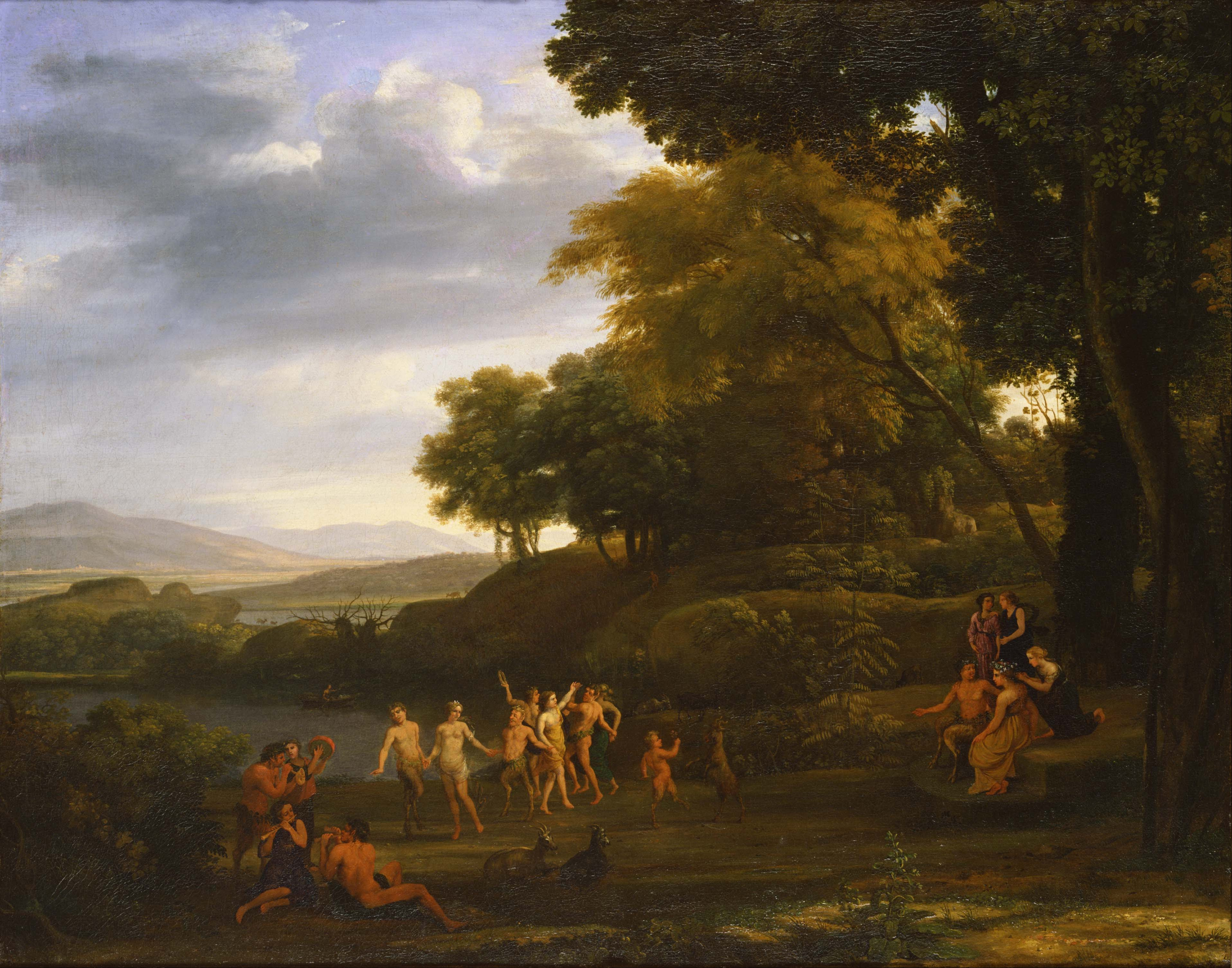
Danse de nymphes et satyres (1646), Tokyo, musée national de l'Art occidental
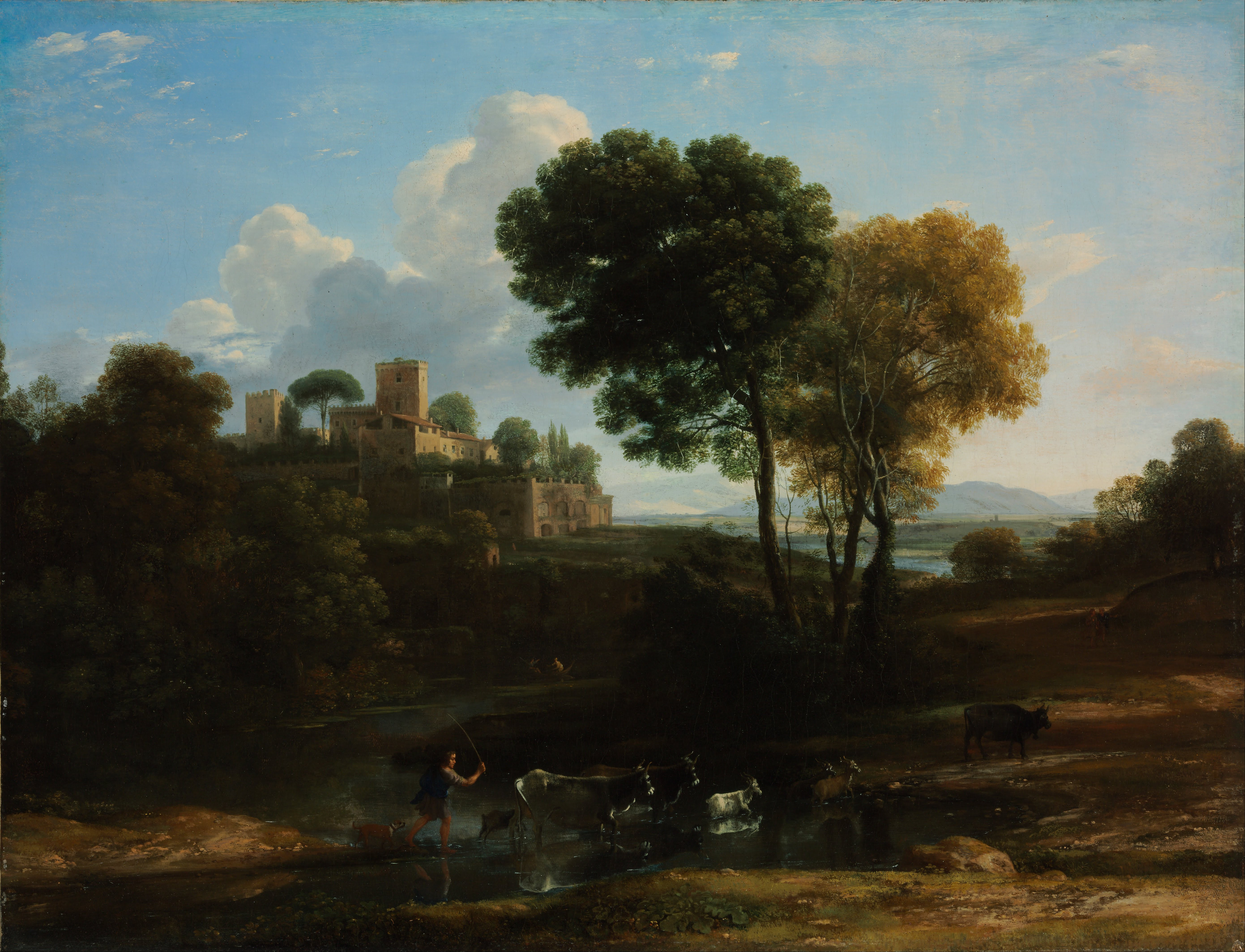
Villa dans la campagne romaine (1646-1647), musée des Beaux-Arts de Budapest
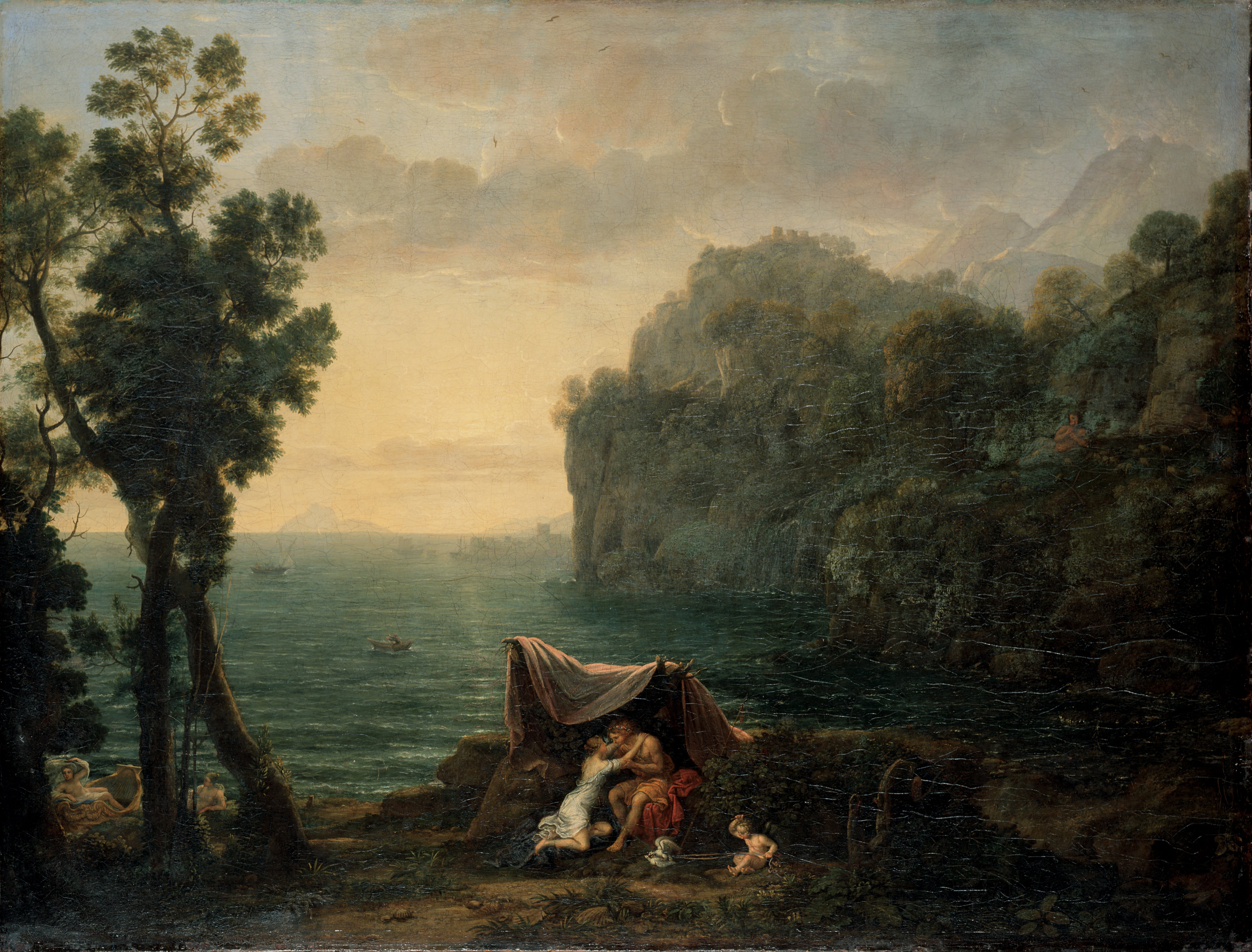
Marine avec Acis et Galatée (1657), Dresde, Gemäldegalerie Alte Meister
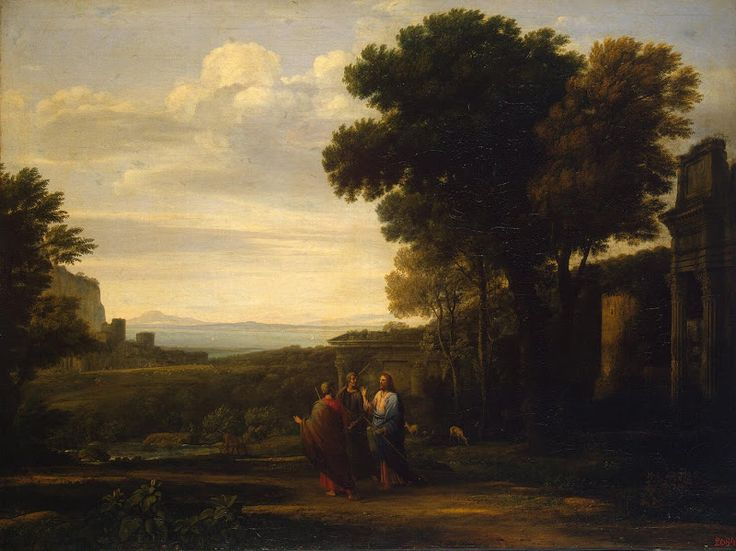
Christ sur le chemin d'Emmaüs (1660), Saint-Pétersbourg, musée de l'Ermitage

#### Dernières années
- 1663 : Paysage pastoral avec la fuite en Égypte, huile sur toile, 193 × 147 cm, Madrid, Collection Thyssen-Bornemisza.
- 1663 : Paysage avec le père de Psyché sacrifiant au temple d'Apollon, huile sur toile, 174 × 220 cm, Anglesey Abbey.
- 1664 : Psyché devant le palais de Cupidon, ou Le château enchanté, huile sur toile, 87,1 × 151,3 cm, Londres, National Gallery.
- 1666 :
  - Paysage avec Herminie et les bergers, huile sur toile, 92,5 × 137 cm, Norfolk, Holkham Hall, Viscount Coke Collection ;
  - Paysage avec Jacob, Rachel et Leah au puits, huile sur toile, 114,5 × 158 cm, Saint-Pétersbourg, musée de l'Ermitage[197].
- 1668
  - L'Expulsion d'Hagar, huile sur toile, 106,5 × 140,3 cm, Munich, Alte Pinakothek ;
  - Hagar et Ismaël dans le désert, 106,5 × 140,3 cm, Munich, Alte Pinakothek.
- 1669 : La Nymphe Égérie pleurant Numa, 155 × 199 cm, Naples, Musée Capodimonte de Naples[198].
- 1670 : Paysage pastoral, huile sur toile, 72 × 9 cm, Munich, Alte Pinakothek[199] ;
- 1672 :
  - Paysage avec Jacob luttant avec l'ange (Nuit), huile sur toile, 116 × 159 cm, Saint-Pétersbourg, musée de l'Ermitage ;
  - Paysage avec Énée à Délos, huile sur toile, 99,6 × 134,3 cm, Londres, National Gallery[200] ;
  - Paysage avec Bacchus arrivant au palais de Staphyle mort, huile sur toile, 143 × 194 cm, Rome, Palazzo Pallavicini, commandé par Lorenzo Onofrio Colonna ; pendant de La Nymphe Égérie pleurant Numa (1669, Naples, musée de Capodimonte)[201].
  - Énée chassant le cerf sur la côte de Libye, Bruxelles, musées royaux des Beaux-Arts de Belgique.
- 1673 : Vue de Delphes avec une procession, huile sur toile, 101,6 × 127 cm, Chicago, Art Institute of Chicago[202].
- 1674 : Marine avec Persée et l'origine du corail, huile sur toile, 100 × 127 cm, Norfolk, Holkham Hall, Viscount Coke Collection.
- 1675 :
  - Énée et Didon à Carthage, huile sur toile, 120 × 149,2 cm, Hambourg, Kunsthalle de Hambourg ;
  - Arrivée d’Énée à Pallanteum, huile sur toile, 174 × 221,5 cm, Cambridge, Anglesey Abbey.
- 1676 : Jacob avec Laban et ses filles, huile sur toile, 72 × 94,5 cm, Londres, Dulwich Picture Gallery.
- 1677 : Paysage avec le voyage de Jacob, 1677, huile sur toile, 71,2 × 95,1 cm, Williamstown (Massachusetts), Clark Art Institute[203].
- 1681 : Paysage avec le Christ apparaissant à Marie-Madeleine ("Noli me tangere"), huile sur toile, 84,9 × 141 cm, Francfort-sur-le-Main, musée Städel[204].
- Vers 1681-1682 : Paysage avec Ascagne abattant le cerf de Silvia, huile sur toile, 120 × 150 cm, Oxford, Ashmolean Museum[205].

#### Non daté
- Paysage héroïque, huile sur toile, 136 × 172 cm, Berlin, Gemäldegalerie ;
- quatre paysages à la Galleria Doria Pamphilj de Rome, une toile dans la collection Pallavicini Rospigliosi et deux lithographies à la Casa di Goethe à Rome ;
- Paysage soleil levant, huile sur toile, 38 x 46 cm, Musée des Beaux-Arts d'Orléans (disparu à une date inconnue)[206].

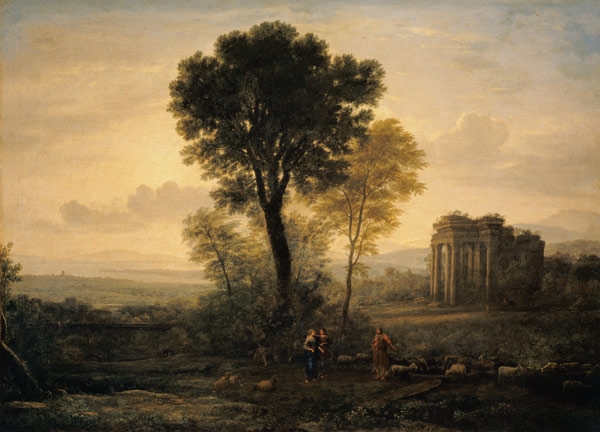
Jacob, Rachel et Leah au puits (1666), Saint-Pétersbourg, musée de l'Ermitage
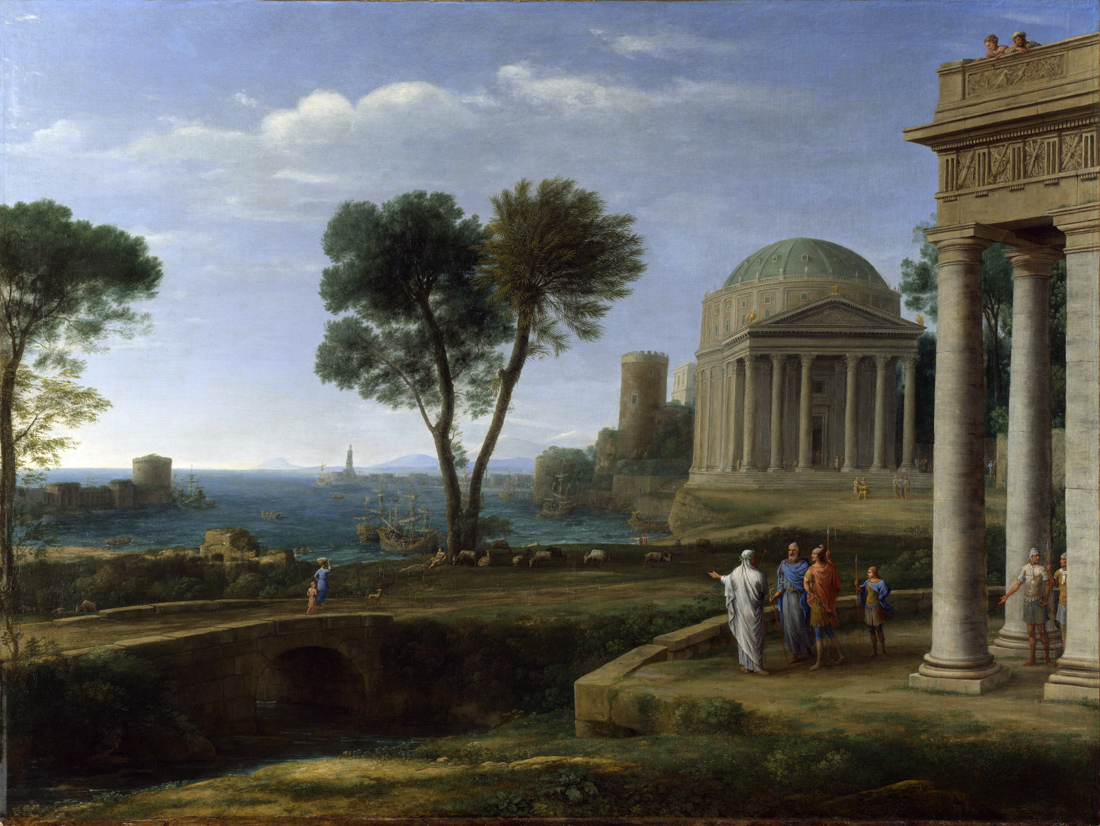
Énée à Délos (1672), Londres, National Gallery
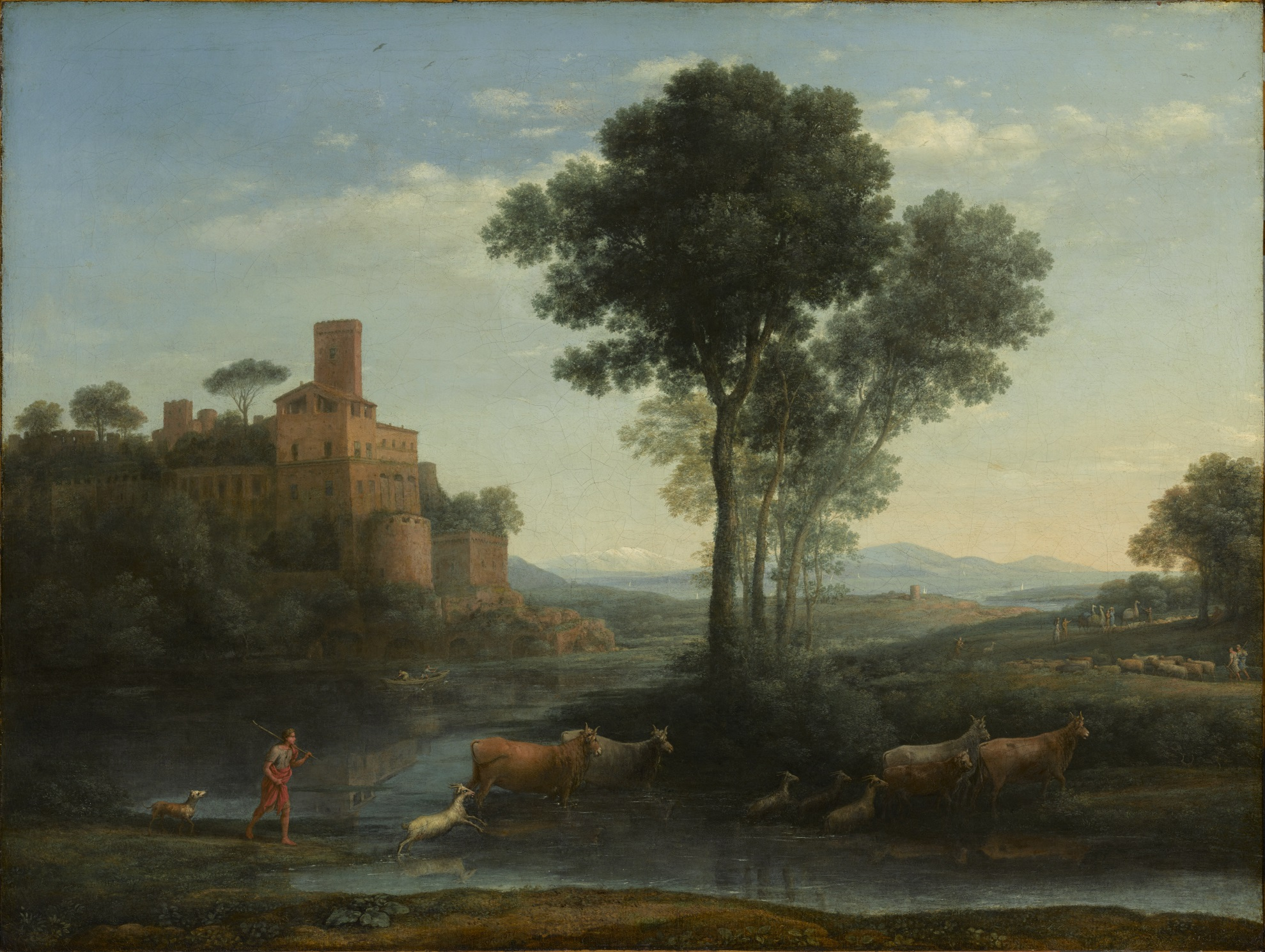
Paysage avec le voyage de Jacob (1677), , Williamstown, Clark Art Institute
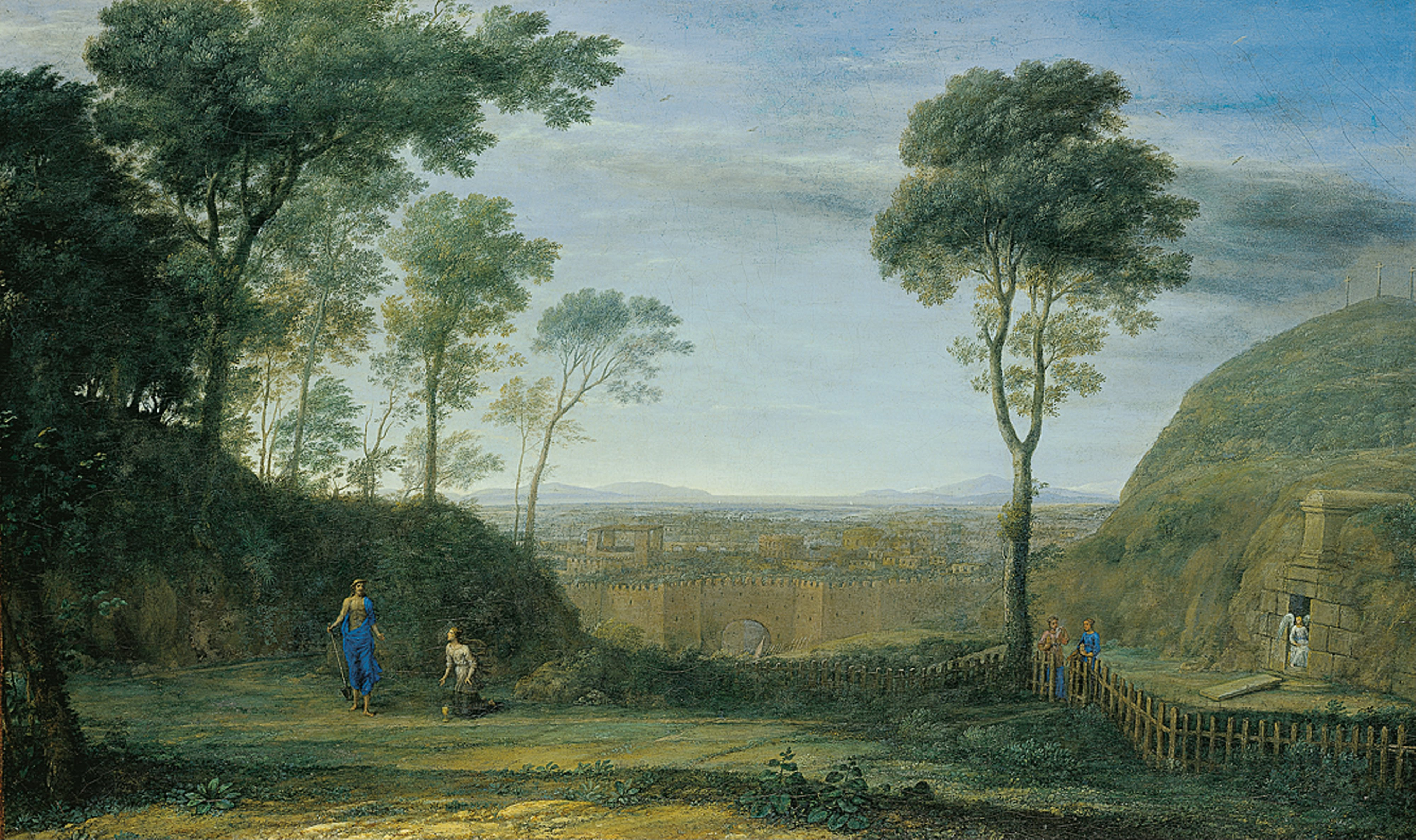
Noli me tangere (1681), Francfort-sur-le-Main, musée Städel

### Dessins

#### Formation
- entre 1627-1630 : Pyramide de Cestius, plume, encre brune et lavis brun, 92 × 132 mm[207], Paris, École nationale supérieure des beaux-arts. L'École des beaux-arts de Paris possède une importante collection de dessins de Claude Gellée[208]. Ce dessin provient vraisemblablement du carnet de croquis de jeunesse de l'artiste rassemblant des vues de la Rome antique. Cette feuille témoigne de la découverte du paysage romain de Claude Gellée. Ce vestige a inspiré nombre d'artistes du XVIIe et XVIIIe siècles, sensibles à son caractère pittoresque et à la variété des angles. Dans ce dessin à l'encre, l'exactitude topographique est reléguée au second plan.
- Vers 1630 : 
  - Rentrée de troupeaux au crépuscule, plume, encre brune et lavis brun, 149 × 212 mm[209], Paris, École nationale supérieure des beaux-arts. Cette feuille a manifestement été réalisée en vue d'une composition peinte qui ne correspond à aucun tableau conservé. Elle a pu être rapprochée des toiles des années 1630. La perspective est clairement définie et la main assurée, mais cette feuille a été reprise et retouchée, telle une feuille d'atelier ;
  - Étude d'après une statue antique, plume et encre brune, lavis brun, 20 × 9,4 cm, Londres, British Museum[210] ;
  - Artiste copiant une statue antique, plume et encre brune, 12,7 × 9,2 cm, Windsor, Royal Collection. Ce dessin, conservé dans un carnet d'études, représente la pratique de la copie d'après une sculpture en plein air[210].
- Vers 1630-1640 : Etude d'arbre avec une nymphe adossée à une source (attribution), plume et encre brune, lavis brun sur papier vergé, lavis brun pénétrant depuis le revers, trait d'encadrement autographe à l'encre noire, second trait d'encadrement à la pierre noire ajouté par un autre nom, 15,6 × 17,4 cm, Chantilly, musée Condé[211].
- Entre 1630 et 1635 :
  - Vue du Ponte Sisto, plume et encre brune, lavis brun sur papier vergé, 12,9 × 18,5 mm, Chantilly, musée Condé[212] ;
  - Saint-Pierre de Rome, lavis de plume, 11,6 × 18,5 cm, Haarlem, musée Teyler.

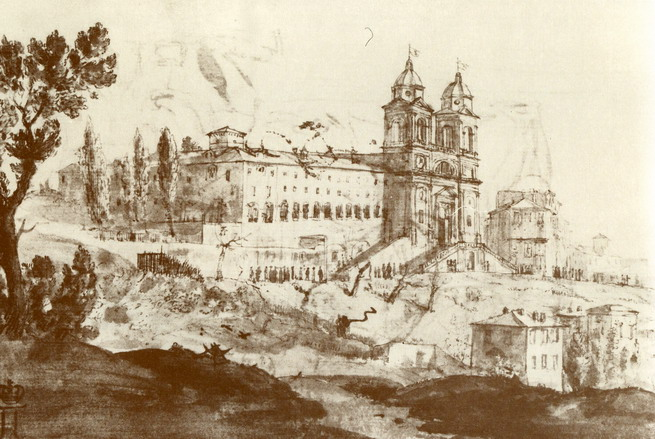
Vue de la Trinité-des-Monts à Rome, vers 1632, Saint-Pétersbourg, musée de l'Ermitage.

- Vers 1632 : Vue de la Trinité-des-Monts à Rome, plume et encre brune, lavis brun, 14 × 20,5 cm, Saint-Pétersbourg, musée de l'Ermitage[100].

#### Reconnaissance

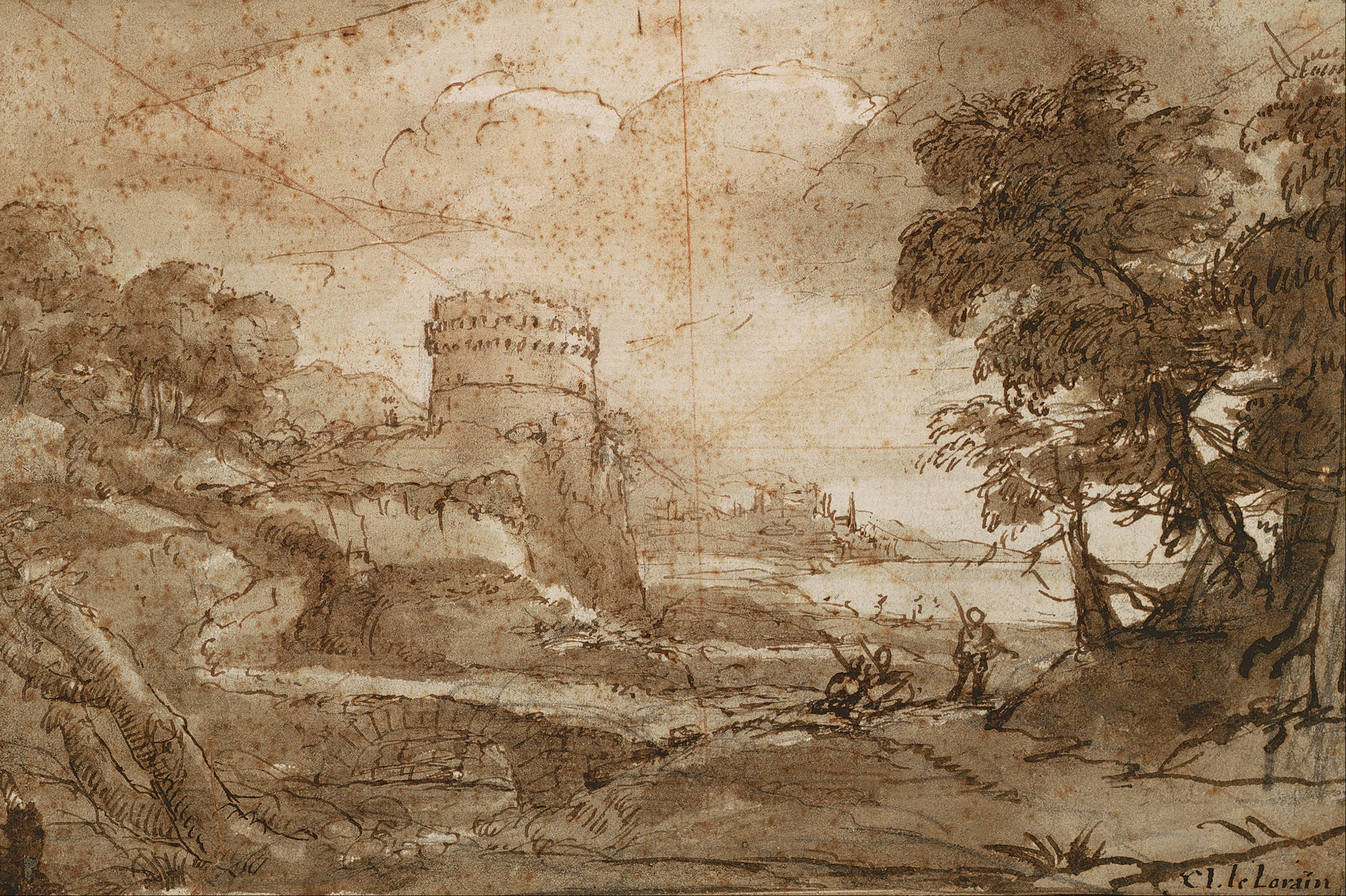
Paysage avec tour ronde et baie, 1635-1640, musée Städel.

- Avant 1635 : Paysages avec figures, plume et lavis, 14,9 × 20,9 cm, Londres, British Museum.
- Vers 1635 : Vue d'un parc avec la sculpture d'une figure féminine dénudée, plume et encre brune, lavis gris et brun, 19,7 × 27 cm, Londres, British Museum[96].
- Entre 1635 et 1640 :
  - Paysage avec figures, sanguine, plume, encre brune et lavis brun, mise au carreau à la sanguine, 204 × 267 mm[213], Paris, École nationale supérieure des beaux-arts. Cette feuille fait partie des compositions réalisées en atelier par Claude Gellée dans la seconde moitié des années 1630. Elle n'a pas pu être mise en relation avec un tableau de sa main. L'exécution est très soignée et picturale. Les motifs du bouquet de pins parasols et de la tour ceinte d'une double couronne de créneaux sont caractéristiques des œuvres de l'artiste à cette période ;
  - Arbres à l'orée d'un bois, pierre noire, encre brune et lavis brun, 214 × 250 mm[214], Paris, École nationale supérieure des beaux-arts. Cette feuille date d'une période très prolifique pour l'artiste, mais ne peut être rattachée à aucun tableau connu ;
  - Rome, palais des sénateurs, lavis de plume, 20,3 × 26,6 cm, Londres, British Museum ;
  - Paysage sylvestre, lavis sur craie, 22,5 × 32,5 cm, Vienne, Albertina ;
  - Cours d'eau avec arbres, pinceau avec rehauts, 32,8 × 21,8 cm, Boston, musée des Beaux-Arts.
- Vers 1635-1640 :
  - Bénédiction des chevaux à Rome devant Santa Maria Maggiore, pierre noire, plume et encre brune sur papier vergé, 20,8 × 32,2 cm, Chantilly, musée Condé. La dimension documentaire de ce dessin est troublée par la liberté dont Claude s'arroge dans le rendu topographique des lieux. Le trait est vif et assuré, l'utilisation du lavis brun permettant d'obtenir des effets spectaculaires et des ombres puissantes alors que des zones du papier sont laissées en réserve pour indiquer la clarté de la lumière[215] ;
  - Port de mer au soleil couchant, plume et encre brune, lavis brun, légers rehauts blancs, mise au carreau diagonale à la pierre noire  sur papier vergé, 13,9 × 20,3 cm, Chantilly, musée Condé. Ce dessin est une étude préparatoire au tableau de la collection Northumberland conservé au château d'Alnwick, dont le dessin Port de mer (1637, British museum) est la réplique dans le Liber Veritatis[216] ;
  - Corps de ferme dans les Horti Sallustiani (recto), étude de la même composition (verso), pierre noire, plume et encre brune, lavis brun, 23,5 × 31,4 cm, collection particulière. Le complexe représenté apparait à l'arrière-plan de La Fête villageoise peinte en 1639, ce qui donne un terminus ante quem au dessin. Les contours du recto ont certainement été retracés en plaçant la feuille contre une plaque de verre éclairée[217] ;
  - Berges du Tibre avec le château Saint-Ange, graphite, plume et encre brune, lavis brun, 20,8 × 32 cm, Vienne, Albertina[218] ;
  - Deux figures sur une souche, l'une dessinant et l'autre agenouillée, pierre noire et lavis brun, 21,4 × 32,1 cm, Londres, British museum[219] ;
  - Vue du capitole montrant la partie basse du palais des Sénateurs avec sa fontaine et une sculpture du dieu fleuve, pierre noire, plume et encre brune, lavis brun, 20,3 × 26,6 cm, Londres, British museum[220] ;
  - Corps de ferme avec des arbres, pierre noire, plume, pli vertical sur la gauche, 24,8 × 26,4 cm, Saint-Cloud, musée du Grand Siècle. Ce dessin faisait partie du dit Album Wildenstein[221] ;
  - Un troupeau de taureaux, plume et encre brune, lavis brun sur papier vergé crème, 11,2 × 16,5 cm, Saint-Cloud, musée du Grand Siècle[222].
- Vers 1635-1645 :
  - Une chèvre couchée, vers 1635-1645, plume et encre brune sur papier vergé crème, 8,5 × 11,2 cm, Saint-Cloud, musée du Grand Siècle. Le motif de la chèvre couchée de dos, positionnée de trois quarts, se retrouve fréquemment dans les compositions de Claude pour créer une oblique[223] ;
  - Paysage avec deux figures, pierre noire, plume et encre brune, lavis brun sur papier vergé collé en plein sur vergé fort, 15,6 × 10;2 cm, musée des Beaux-Arts et d'Archéologie de Besançon[125] ;
  - Deux barques, craie et lavis, 10,1 × 15,5 cm, Londres, British Museum.
- Entre 1635 et 1650 : Études de cervidés dans les jardins Borghèse, plume et encre brune, pinceau et lavis gris er brun, rehauts à la gouache blanche, 20,5 × 20,3 cm, New York, Morgan Library and Museum[224].
- 1637 : Ruisseau à Subiaco, pinceau, 23,8 × 39,5 cm, Londres, British Museum.
- Vers 1637 : 
  - Danseurs sous des arbres, pierre noire, plume et encre brune, 32,1 × 21,4 cm, Paris, musée du Louvre[225] ;
  - Le Port de mer à la grosse tour, plume et lavis brun, rehauts de blanc sur papier bleu, 19,3 × 25,1 cm, Londres, British Museum[226].

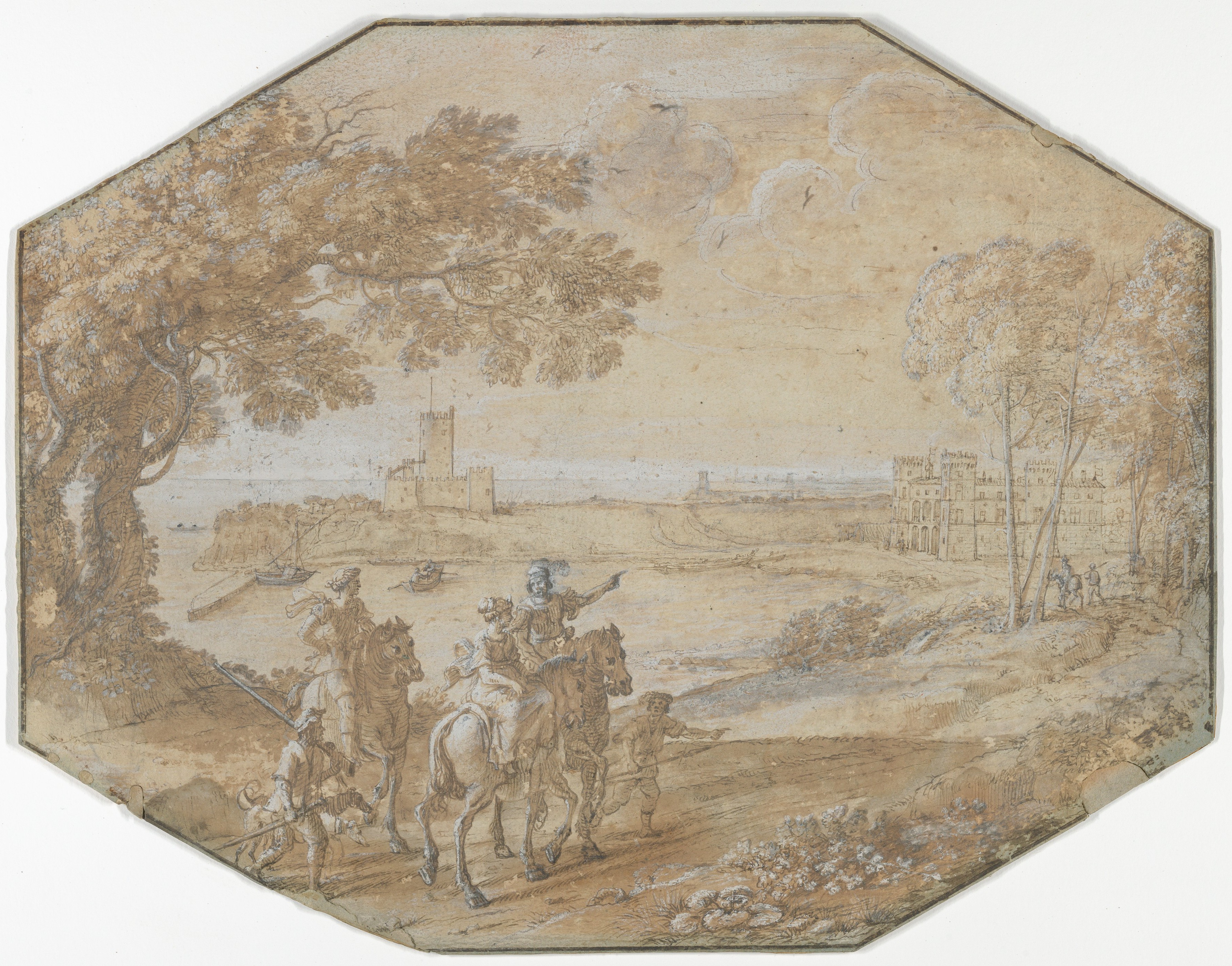
Vue côtière avec le port de Santa Marinella, 1638, New York, Metropolitan Museum.

- 1638 : Vue côtière avec le port de Santa Marinella, pierre noire, plume et encre brune, lavis brun et rehauts de blanc, 27,8 × 35,7 cm, New York, Metropolitan Museum. Certainement le dessin de présentation réalisé à la demande du pape Urbain VIII, avant de peindre l'huile sur cuivre aujourd'hui conservée au Petit Palais [174].
- Vers 1638 :
  - Maison forte ou couvent près de la Porta Pinciana, plume et encre brune, lavis brun sur papier vergé, partiellement incisé 12,5 × 18 cm, Oxford, Ashmolean Museum[227] ;
  - Civitavecchia, plume et lavis, 15,1 × 21,7 cm, musée d'État de Berlin, cabinets des gravures sur cuivre ;
  - Arbres et chèvres (recto), plume et encre brune, lavis brun ; Arbres et chèvres (verso), plume et encre brune, 31,2 × 20 cm, Haarlem, musée Teyler[228] ;
  - Paysage avec arbres,  plume et encre brune, 29,8 × 19,8 cm, Haarlem, musée Teyler[229].
- Vers 1638-1639 : Paysage avec le Castello Orsini-Odescalchi près de Palo, pierre noire, plume et encre brune, lavis brun sur papier blanc légèrement teinté de rouge dans la moitié inférieure, 21,1 × 30,8 cm, Paris, musée du Louvre[230].
- Vers 1638-1640 : Deux bateaux dans la tempête, graphite, plume et encre brune, lavis gris sur papier beige, 31,9 × 22,4 cm, Paris, musée du Louvre[231].
- Vers 1639-1640 : Paysage côtier avec le Castello Orsini-Odescalchi, graphite, plume et encre brune, lavis brun et gris, rehauts de gouache blanche sur papier bleu, 22,5 × 34,1 cm, Paris, musée du Louvre[232].
- Fin des années 1630 : Étude d'arbres, pierre noire, plume, encre brune et lavis brun, 182 × 123 mm[233], Paris, École nationale supérieure des beaux-arts. Ce dessin se rattache à un groupe d'études d'arbres réalisées à la plume et au lavis sur des feuilles de format très proche voire identique. La mise en page de cette feuille est particulièrement subtile : son format étroit met en valeur les proportions élancées du tronc que souligne le cadrage, la masse des frondaisons étant coupée par le bord supérieur. L'effet est accentué par la vue en contre-plongée. Le jeu des obliques du terrain en pente douce permet de suggérer la profondeur.
- 1640 : 
  - Vue d'arbustes avec un mur sur la droite, pierre noire et lavis brun, 19 × 25,2 cm, Oxford, Ashmolean Museum[234] ;
  - Mont Soracte, lavis sur craie et étude à la sanguine, 20 × 33,1 cm, Londres, British Museum.
- Vers 1640 : 
  - Groupe d'arbres, lavis sur craie, 26,3 × 19,5 cm, Vienne, Graphische Sammlung Albertina ;
  - Vue du Monte Mario sur la vallée du Tibre, pinceau, 18,5 × 28,6 cm, Londres, British Museum ;
  - Paysage au pin, pierre noire, plume et encre brune, lavis d'encre brune, 16 × 11 cm, Vienne, Albertina[125] ;
  - Étude d'arbres, plume et encre brune, lavis brun, rehauts de gouache blanche sur papier chamois, 20,3 × 26,3 cm, Chantilly, musée Condé[235] ;
  - Arbres dans un paysage avec figure assise, plume et encre brune, lavis gris et brun, rehauts blancs (oxydés), 29,2 × 21,8 cm, Londres, British Museum[229] ;
  - Barque de pêche accostée à un rivage, plume et encre brune, lavis brun et gris sur papier vergé, 21,8 × 22,3 cm, Besançon, musée des Beaux-Arts et d'Archéologie[236] ;
  - Études de barques, plume et encre brune, lavis gris, 22,5 × 21,8 cm, Haarlem, Teylers Museum[236] ;
  - Cabanes près du lac de Nemi, plume et encre brune, lavis gris-brun, 28,1 × 20,7 cm, Haarlem, Teylers museum[237].
- Vers 1640-1641 :
  - Saint-Pierre de Rome, craie et lavis, 21,1 × 30,7 cm, Londres, British Museum ;
  - La Libération de saint Pierre (Liber Veritatis n°51), plume et encre brune, lavis brun et rehauts blancs sur papier bleu, 19,7 × 26,5 cm, Londres, British Museum[238].
- Vers 1640-1645 :
  - Vue du Tibre près de la Torre di Quinta, plume et encre brune, lavis brun, 24,6 × 40 cm, Paris, musée du Louvre[239] ;
  - Vue près de Tivoli, plume et encre brune, lavis gris et pierre noire sur papier bleu, 21,8 × 31,8 cm, Londres, British Museum[240] .
- Entre 1640 et 1645 :
  - Paysage pastoral, craie et pinceau, 21,5 × 31,2 cm, New York, collection privée[réf. nécessaire] ;
  - Un champ labouré avec des artistes dessinant sous un arbre, pierre noire, plume et encre brune, lavis brun et gris sur papier bleu, 21,9 × 31,8 cm, Londres, British Museum[219].

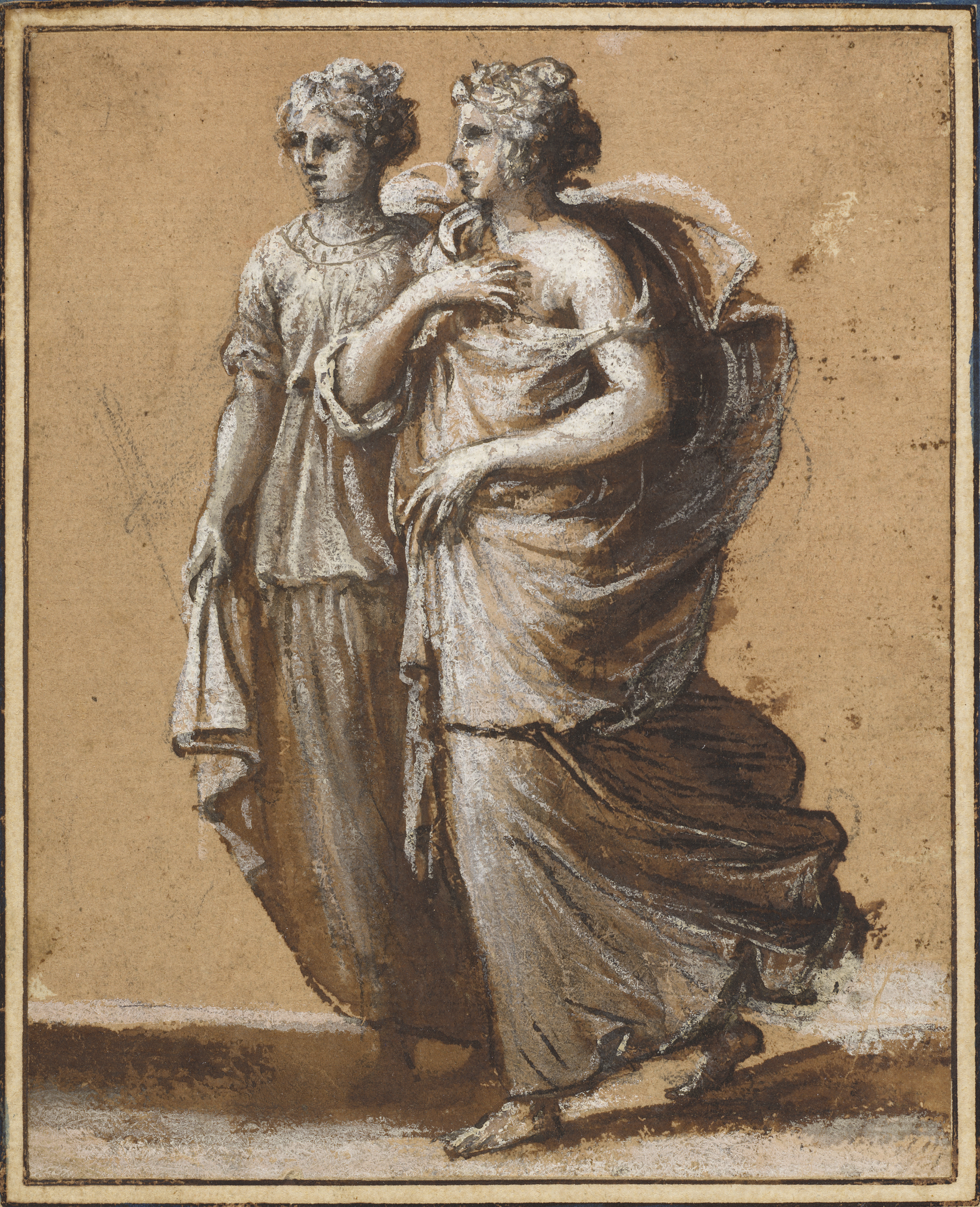
Deux figures féminines, années 1640, Washington, National Gallery.

- Années 1640 : Deux figures féminines, lavis de plume avec rehauts, 16,6 × 13,3 cm, Washington, National Gallery.
- Entre 1640 et 1660 : Étude d'arbre, craie et léger lavis, 29,9 × 17,9 cm, Londres, British Museum.
- 1641 : Deux frégates, graphite, plume et encre brune, lavis brun, 31,9 × 22,4 cm, Art Institute of Chicago[241].
- Vers 1641-1650 : Etude d'arbres, pierre noire, plume et encre brune, 16 × 21,7 cm, Suisse, collection particulière[211].
- 1643 : Paysage de la campagne de Rome, dit Vue de Prato Longo, plume et encre brune, lavis brun et gris, trait d'encadrement d'une autre main, 19 × 30,5 cm, Paris, Petit Palais. La feuille témoigne de la grande maîtrise de Claude dans l'usage de l'encre métallo-gallique, notamment dans la succession des plans, marqués par les variations des tons du lavis[242].
- Vers 1643 : Tempête en mer, Liber Veritatis n° 72, pierre noire et rehauts blancs sur papier bleu, 19,6 × 26,4 cm, Londres, British Museum[124].

#### Apaisement
- Vers 1645 : 
  - Paysage pastoral, lavis sur craie, 27,2 × 34,4 cm, Londres, Institut Courtauld ;
  - Chasse au cerf, pinceau, 23,3 × 32,9 cm, Budapest, musée des Beaux-Arts ;
  - Paysage avec une petite cascade et un pont, plume, encres brune et noire, lavis brun et noir sur papier vergé, trait d'encadrement à la pierre noire ajouté par une autre main, 16,3 × 19,7 cm, Chantilly, musée Condé[127] ;
  - Vue de l'Acqua Acetosa (recto) et David et Goliath (verso), plume et  encre brune, lavis brun sur graphite, trait d'encadrement à l'encre brune, 26 × 40,5 cm, Cleveland, The Cleveland Museum of Art[243] ;

Vue de l'Acqua Acetosa (recto), vers 1645, Cleveland Museum of Art
David et Goliath (verso), vers 1645, Cleveland Museum of Art

- - Paysage avec Daphné changée en laurier, plume et encre brune, lavis brun sur papier vergé, trait d'encadrement à l'encre noire ajouté par une autre main, 18,2 × 25,3 cm, Chantilly, musée Condé. Sa carrière ayant pris son essor, Claude imprègne comme ici ses paysages du sujet qui les habite, ne présentant plus de simples pastorales ; il tire ses paysages davantage de sources littéraires, antiques ou historiques, parfois découverts par l'intermédiaire de commanditaires érudits[244] ;
  - Paysage fluvial, plume et encre brune, pierre noire, lavis gris et brun sur papier vergé teinté rose, traces de traits d'encadrement à la plume et encre brune, 26,8 × 41,5 cm, Paris, Fondation Custodia[245].
- Entre 1645 et 1650 : Danse champêtre, lavis sur craie, 16,4 × 22,2 cm, collection privée[réf. nécessaire].
- 1646 : Rome avec Saint-Pierre, pinceau, 21,2 × 31,4 cm, Londres, British Museum.

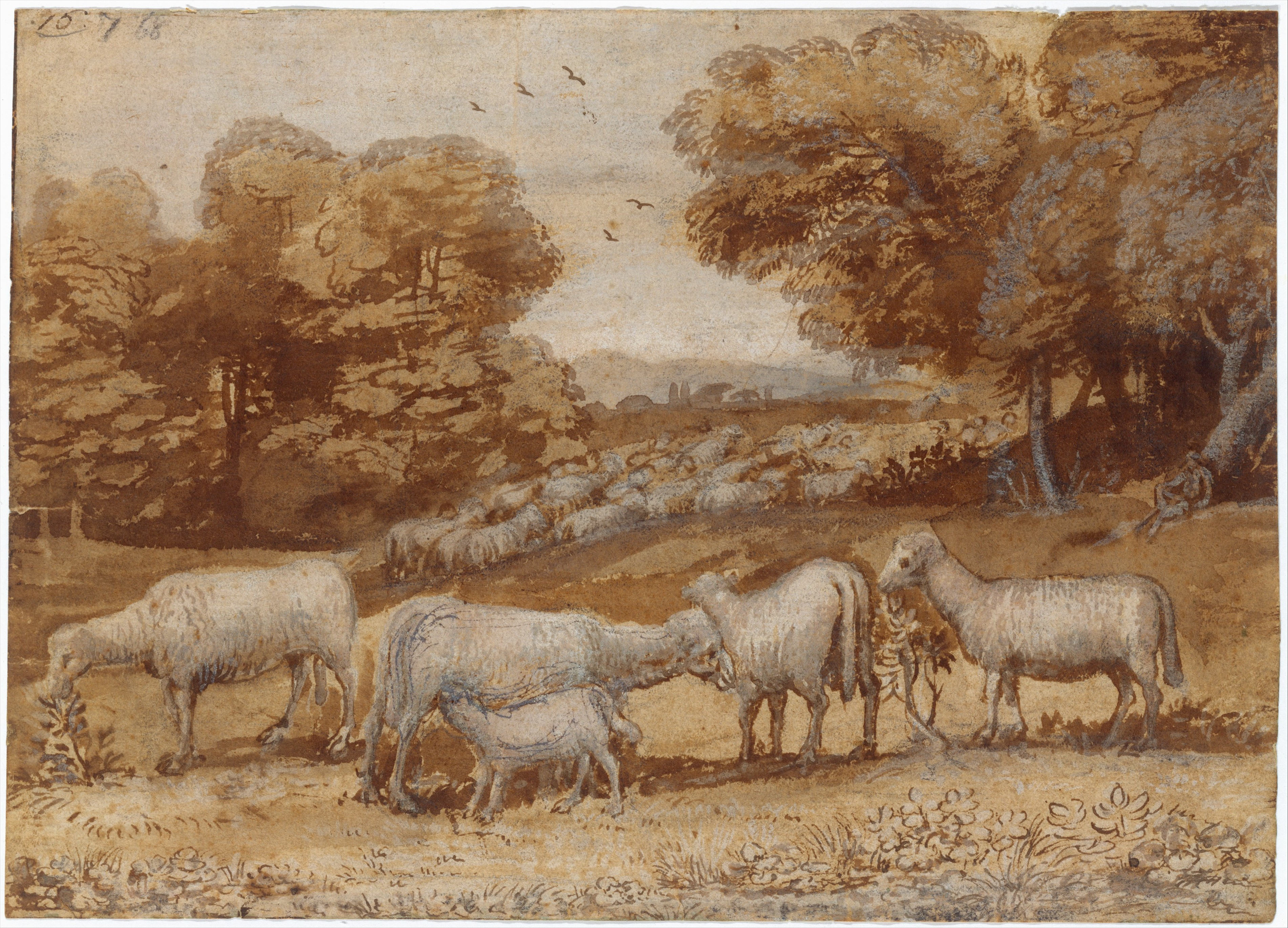
Troupeau de moutons, 1648, New York, Metropolitan Museum of Art.

- 1648 : Troupeau de moutons, pinceau et plume, 18,1 × 26,4 cm, New York, Metropolitan Museum of Art.

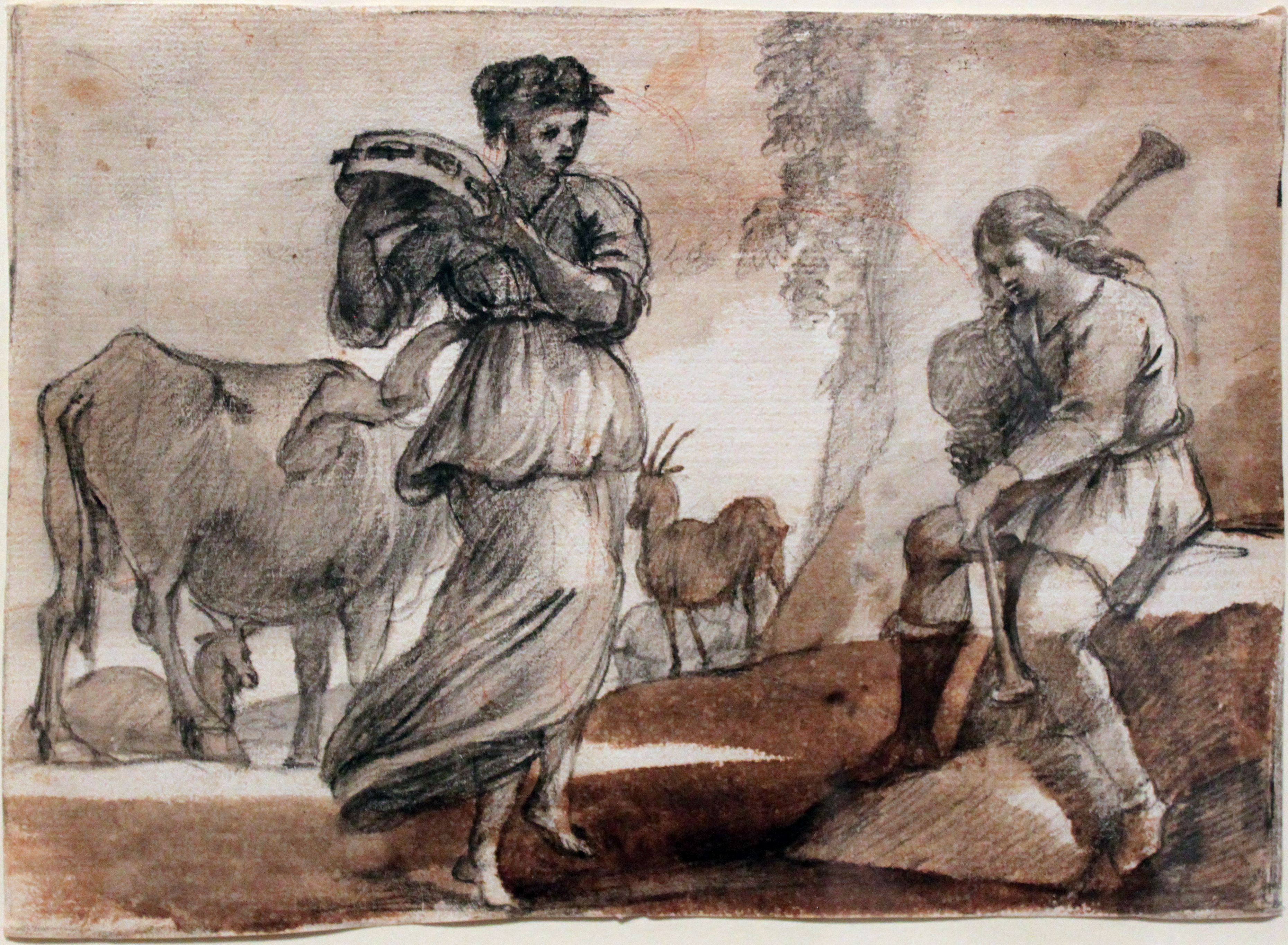
Danseuse avec tambourin et joueur de cornemuse, vers 1648, Francfort, Städel Museum.

- Vers 1648 : Danseuse avec tambourin et joueur de cornemuse, pierre noire sanguine, lavis gris et brun, 16,6 × 22,3 cm, Francfort, Städel Museum[96].

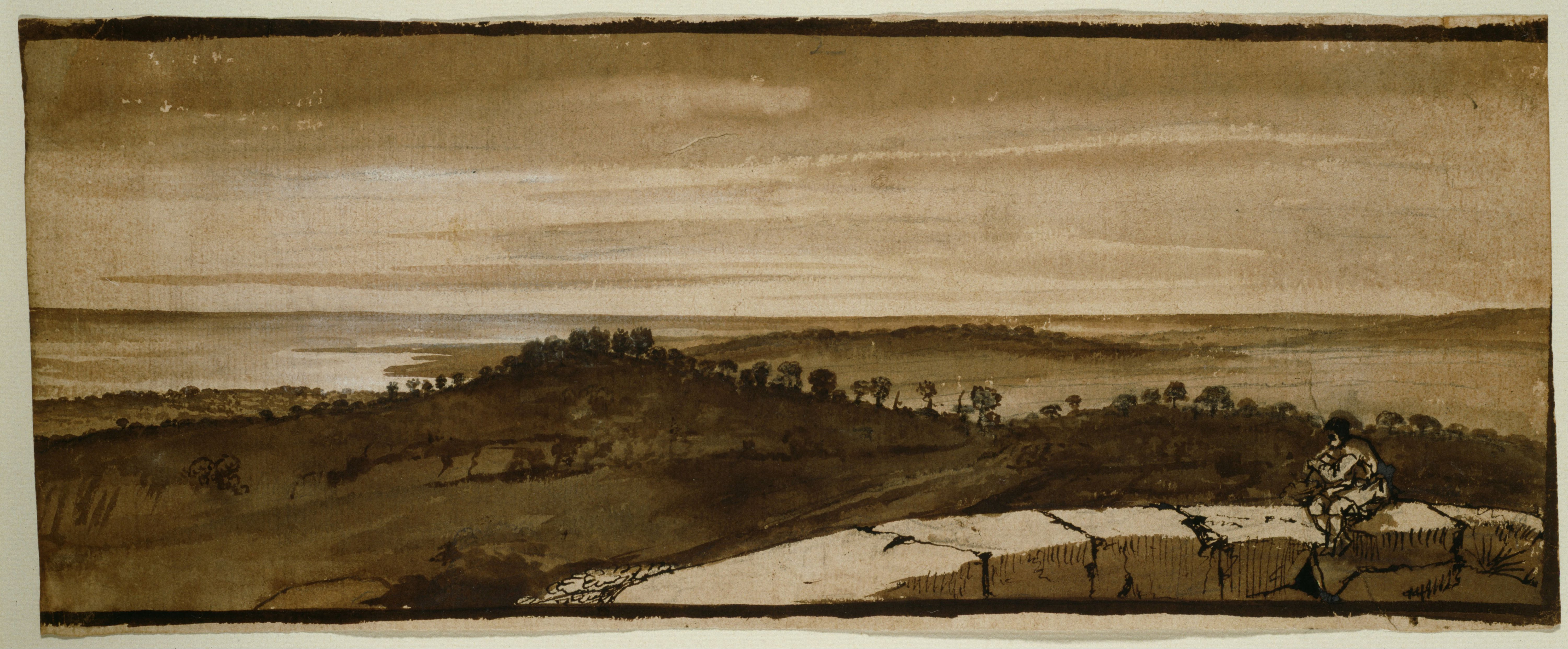
Panorama depuis le Sasso, vers 1649-1655, Chicago, Art Institute.

- vers 1649-1655 : Panorama depuis le Sasso, pierre noire et graphite, plume et encre brune, lavis brun, rehauts blancs et craie blanche sur papier crème, 16,2 × 40,2 cm, Chicago, Art Institute[246].
- Vers 1650 :
  - Le Débarquement d'Enée et de ses compagnons dans le Latium, plume, encre brune, lavis brun, rehauts de blanc et de rose sur papier brun, 185 × 258 mm[247], Paris, École nationale supérieure des beaux-arts. Ce dessin est une des traces de travaux préparatoires pour la toile intitulée Le Débarquement d'Enée dans le Latium, datée de 1650 et conservée à Longford Castle dans la collection du comte de Radnor depuis le XVIIIe siècle. D'une exécution très picturale et particulièrement aboutie dans la mise en place tant du paysage que des figures, cette feuille témoigne d'une attention extrême au rendu des effets lumineux propres à une aurore solaire ;
  - Paysage avec figures mythologiques, lavis sur craie, 27,4 × 40,1 cm, cabinet des gravures sur cuivre, musées d'État de Berlin ;
  - L'Embarquement de la reine de Sabbat, lavis de plume avec rehauts, 27 × 42 cm, cabinet des gravures sur cuivre, musées d'État de Berlin ;
  - Voyageurs sur une route passant sous un grand arbre, pierre noire, graphite, lavis gris et brun, rehauts blancs sur papier préparé jaune-brun, 25,7 × 40,3 cm, Londres, British Museum[23] ;
  - Paysage près d'un lac, pierre noire, plume et encre brune, lavis brun et rehauts de gouache blanche et grise sur papier vergé teinté gris, 25,5 × 40,3 cm, Paris, Fondation Custodia. L'utilisation d'un papier teinté à l'encre grise comme fond pour obtenir une lumière grisâtre sous un ciel couvert est très inhabituelle chez Claude[248].
- Vers 1650-1655 :
  - La Rentrée du troupeau, plume et encre brune sur parchemin, 15,9 × 10,3 cm, Paris, musée du Louvre, un des deux seuls dessins sur parchemin connus de l'artiste[249] ;
  - Etude d'arbres, plume et encre noire, lavis brun sur papier vergé, trait d'encadrement autographe à l'encre noire, 12 × 17,4 cm, Chantilly, musée Condé[250] ;
  - Paysage avec un rivière et un édifice antique, plume et encre brune, lavis brun sur papier vergé (doublé), 13 × 19,2 cm, Chantilly, musée Condé[251] ;
- Vers 1650-1660 : 
  - Quatre Bœufs sur les berges du Tibre, pierre noire, plume et encre brune, lavis brun, 10,4 × 15 cm, Rotterdam, Musée Boijmans Van Beuningen[252] ;
  - Deux études d'un dessinateur et de son compagnon, plume et encre brune sur papier vergé (doublé), 10,3 × 19 cm, Pontoise, Musée Tavet-Delacour[253].
- Vers 1652 : Paysage boisé au bord d'un lac, plume et encre brune, lavis brun, 19,6 × 29,5 cm, Paris, musée du Louvre[251].
- Vers 1653 :
  - L'Adoration du veau d'or, pierre noire, plume et encre brune, lavis brun et gris sur papier beige (doublé), 20,6 × 38,5 cm, Paris, musée du Louvre[192] ;
  - L'Adoration du veau d'or, pierre noire, plume et encre brune, lavis brun sur papier crème, 20,7 × 28,2 cm, Francfort, Städel museum[192].
- 1654 : Étude d'aigles, plume, Rome, Gabinetto Nazionale delle Stampe, 20,3 × 27,2 cm.
- Vers 1655 :
  - Étude d'yeuses, plume, encre brune et quelques touches de lavis d'encre de Chine, 112 × 178 mm[254], Paris, École nationale supérieure des beaux-arts. Cette feuille présente le caractère sommaire de l'approche de la nature développée par Claude Gellée après 1650. La facture est rapide et nerveuse faite de traits larges et hachurés ; l'espace est évoqué de manière très schématique ;
  - Le Sermon sur la montagne, pinceau avec rehauts, 29,6 × 42,2 cm, Londres, British Museum.
- Entre 1655 et 1660 : La Traversée de la mer Rouge, lavis de plume avec rehauts, 27,4 × 36,7 cm, Windsor Castle, Royal Collection.
- 1656 : Paysage avec Pan et Syrinx, graphite, plume et encre brune, lavis brun et rehauts blancs sur papier préparé brun, 26 × 40,9 cm, Rotterdam, Muséum Boijmans Van Beuningen[255].
- vers 1657 : Acis et Galatée, lavis de plume avec rehauts, 35,3 × 46,5 cm, Windsor Castle, Royal Collection.
- Vers 1660 : Le Voyage à Emmaüs, craie et lavis, légèrement rehaussé, 18,7 × 29,2 cm, Londres, British Museum.
- Vers 1660-1663 : Paysage du Latium avec ouvriers agricoles, pierre noire, plume et encre brune, lavis brun, 22,4 × 36,2 cm, Los Angeles, J. Paul Getty Museum[256].
- Vers 1660-1665 :
  - Paysage avec les messagers de Canaan, pierre noire et lavis brun sur papier doublé, 24 × 39,9 cm, New York, collection particulière[128] ;
  - Vue de l'Acqua Acetosa, pierre noire, plume et encre brune, 20,1 × 30 cm, Vienne, Albertina[257].
- Entre 1660 et 1665 : Paysage pastoral, lavis de plume, 40 × 24,8 cm, Haarlem, musée Teyler.
- 1661 : David contre Goliath, plume, encre brune et lavis brun, 12,6 × 9,8 cm, Paris, École nationale supérieure des beaux-arts[258]. Ce dessin de taille modeste a pour intérêt de marquer les liens entre Pierre de Cortone et Claude Gellée, deux personnalités de la vie artistique romaine de cette époque : ce dessin est une copie assez fidèle du David décapitant Goliath peint par Pierre de Cortone et conservé aux Musées du Vatican. L'enjeu d'un tel exercice était pour Claude Gellée de parfaire sa maîtrise dans la représentation des figures et plus particulièrement des figures en mouvement.
- 1662 :
  - Vue du Tibre surplombant l'Acqua Acetosa, vers l'ouest, plume et encre brune, lavis brun sur papier vergé, 21,6 × 31,8 cm, Paris, collection particulière[259] ;
  - Vue de l'Acqua Acetosa, pierre noire, plume et encre brune, léger lavis brun crème, 20,2 × 31,2 cm, localisation inconnue[260].
- Vers 1662 : Esther approchant du palais d'Assuérus, plume et encre brune, lavis brun et gris-brun, rehauts de blanc sur papier bleu, 19,2 × 25,1 cm, Londres, British museum. La peinture réalisée pour l'évêque de Montpellier ayant émet détruite aux deux-tiers par un incendie, ce ricordo du Liber Veritatis permet d'en connaitre la composition définitive[261].

#### Dernières années
- 1663 :
  - L'hommage à Cérès, lavis de plume avec rehauts, 15 × 20,8 cm, New York, collection privée[réf. nécessaire] ;
  - Paysage avec Tobie et l'ange, lavis de plume sur esquisse à la craie, 24,7 × 34,1 cm, Munich, Staatliche Graphische Sammlung ;
  - Moïse et le buisson ardent, pierre noire et lavis brun, trait d'encadrement à l'encre brune, 19,5 × 25,5 cm, Bordeaux, collection particulière. Étude préparatoire pour la figure de Moïse gravissant le mont Horeb du tableau intitulé Paysage avec Moïse et le buisson ardent. Claude y concentre sa réflexion sur l'attitude de Moïse au moment de la révélation, montrant toute sa maîtrise et l'intérêt qu'il porte à la figure humaine dans sa dernière période[262] ;
  - Le Repos pendant la fuite en Égypte, plume et encre noire, lavis brun et gris, rehauts blanc en partie oxydés sur papier bleu, 43,5 × 35,5 cm, Paris, Petit Palais. Cette feuille a fait l'objet d'un dessin préparatoire de même format conservé au British Museum, aux contours incisés pour permettre le report de la composition sur le support définitif de l'œuvre, soulignant ainsi le statut particulier de cette feuille[263].
- Vers 1663 : Paysage de bord de mer avec Psyché, pierre noire, plume et encre brune, lavis brun, rehauts de gouache blanche sur papier vergé, 25,3 × 39,1 cm, Chantilly, musée Condé. Dessin préparatoire au Psyché devant le palais de Cupidon, ou Le château enchanté réalisé pour le prince Lorenzo Onofrio Colonna (1637-1689) en 1664[264].
- 1664 :
  - Paysage avec Apollon et les Muses sur le mont Parnasse, plume et encre brune, lavis brun et gris, rehauts de blanc, 35,1 × 40,7 cm, Paris, musée du Louvre[265] ;
  - Paysage avec Moïse et le buisson ardent, plume et encre brune, lavis brun et rehauts blanc sur papier bleu, 19,5 × 25,7 cm, Londres, British museum[262].
- 1665 : Paysage avec Jacob, Rachel et Léa au puits, pierre noire, plume et encre brune, lavis brun, 16,7 × 22 cm, Melbourne, musée national du Victoria[266].
- Entre 1665 et 1670 : Femme assise et plantes, plume sur esquisse à la craie, 16 × 22,2 cm, Copenhague, Statens Museum for Kunst.
- 1667 : Paysage avec le bannissement d'Agar, lavis de plume, 14,2 × 20,4 cm, Cambridge, Fitzwilliam Museum.
- Vers 1668 : Port de mer, pierre noire, plume et encre brune, lavis brun, aquarelle bleue et rehauts blancs, 24,5 × 39,7 cm, Haarlem, Teylers Museum. Pour construire sa perspective, Claude applique ici le système de la costruzione legittima qui fait converger les lignes vers un point de fuite situé au centre de l'image[267].
- 1669 :
  - La Déploration d'Egérie, Cabinet des gravures sur cuivre, 14 × 19,7 cm, Dresde, collections d'État ;
  - Ascagne chassant, lavis de plume, légèrement rehaussé, 24 × 36,1 cm, musée d'État de Berlin, cabinet des gravures sur cuivre.
- Vers 1669 :
  - Figures derrière les plantes, pinceau, 18,4 × 23,8 cm, Londres, British Museum ;
  - Étude de chasseurs, lavis de plume, 16 × 24,7 cm, New York, Metropolitan Museum of Art.
- 1670 :
  - La Chasse d'Enée, plume, encre brune, lavis brun et rehauts de blanc, 191 × 282 mm[268], Paris, École nationale supérieure des beaux-arts. Ce dessin peut être mis en relation avec le tableau représentant le même sujet exécuté par le peintre pour le prince Paolo Francesco Falconieri et livré en 1672 (conservé aux musées royaux des Beaux-Arts de Bruxelles). Cette étude n'a pas été reprise à l'identique dans la composition finale ;
  - Paysage avec un troupeau de vaches traversant un gué, pierre noire, plume et encre brune, lavis gris, jaune-brun et rose, rehauts blancs sur papier (doublé), trait d'encadrement partiellement recouverte de gouache blanche, 15 × 21,1 cm, Chantilly, musée Condé[62].
- Vers 1670 : Vision de saint Eustache, pierre noire, plume et encre brune, lavis brun, rehauts blancs, 19,5 × 25,8 cm, Londres, British Museum[269].
- 1671-1672 : Paysage aux grands arbres et à la procession sacrificielle, pierre noire, plume et encre brune, lavis d'encre brune, 39,8 × 26,2 cm, Rotterdam, Museum Boijmans Von Beuningen[270].

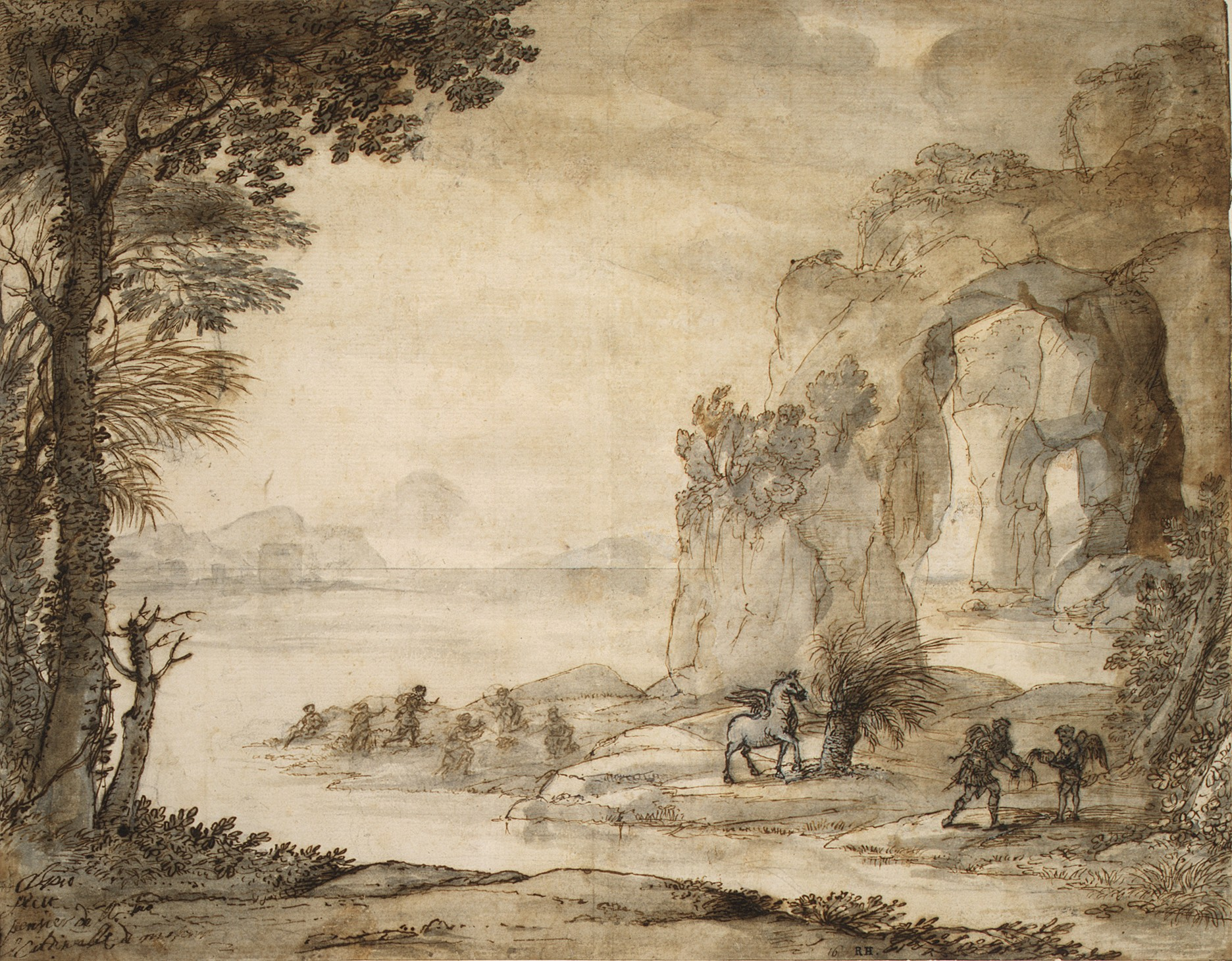
Vue côtière avec Persée et l'origine du corail, vers 1671-1674, New York, Metropolitan Museum of Art.

- Vers 1671-1674 :Vue côtière avec Persée et l'origine du corail, pierre noire, plume et encres brune et noire, lavis gris et brun, rehauts blancs, 25,4 × 32,5 cm, New York, Metropolitan Museum of Art[271].
- 1672 : Delphes, lavis de plume, légèrement rehaussé, 25,4 × 31,8 cm, Windsor Castle, Royal Collection.
- Vers 1672 : paysage avec le palais de Staphyle, pierre noire, plume et encre brune, gouache blanche partiellement oxydée (repentirs) sur papier vergé, 39,8 × 26,5 cm, Besançon, musée des Beaux-Arts et d'Archéologie. Cette œuvre est la moitié d'un dessin dont l'autre partie se trouve à Amsterdam, l'ensemble se rapportant au Paysage avec Bacchus arrivant au palais de Staphyle mort (1672, Palazzo Pallavicini)[201].
- 1673 : Rome, l'Aventin, lavis de plume, 19,2 × 26,4 cm, Londres, British Museum.

- 1674 : 

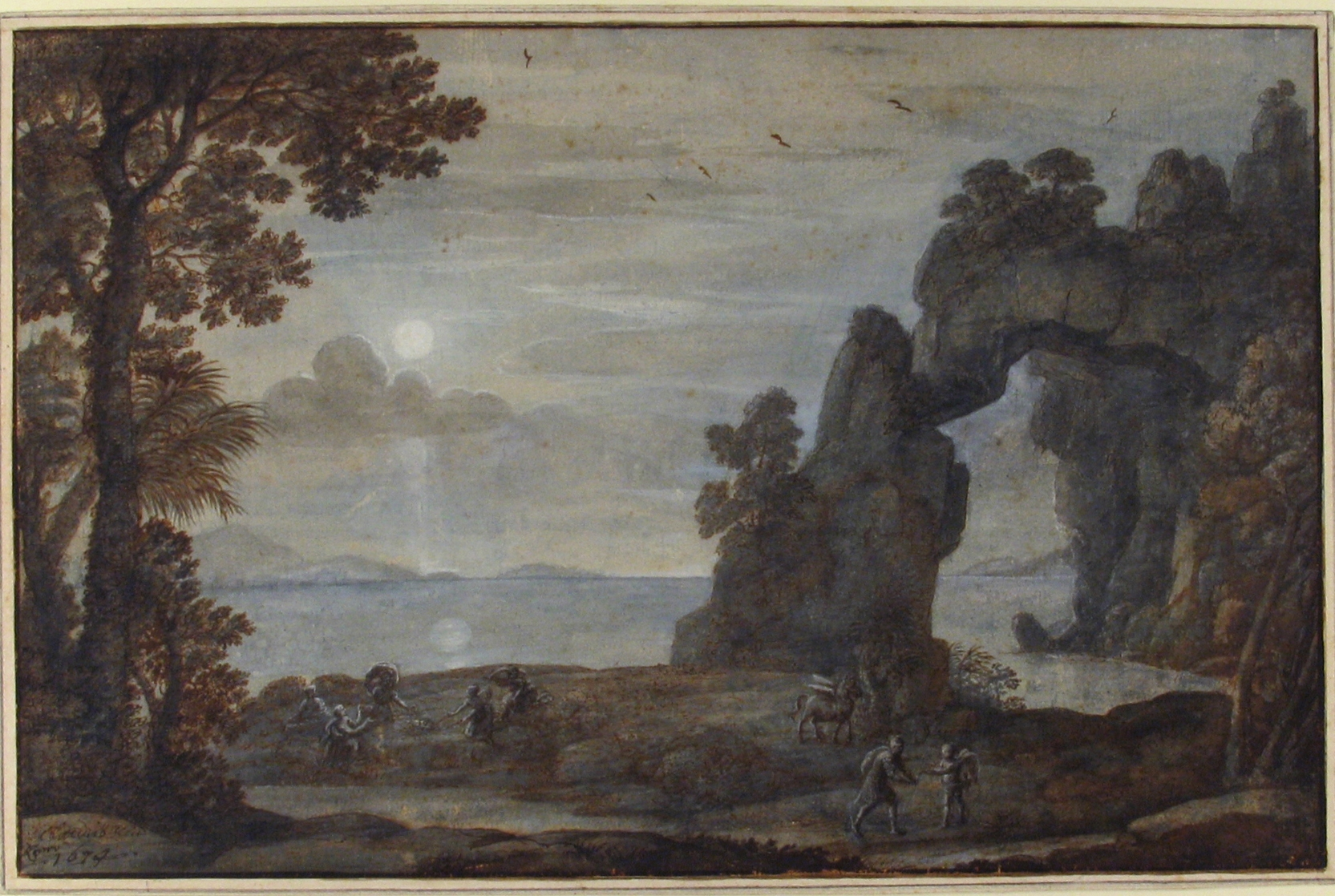
Marine avec Persée, 1674, New York, Metropolitan Museum of Art.

  - Marine avec Persée, lavis de plume avec rehauts, 24,8 × 38 cm, New York, Metropolitan Museum of Art ;
  - Apollon et les Muses, pierre noire, plume et encre brune, lavis brun et rehauts blancs, 21,3 × 58,1 cm, Los Angeles, The J. Paul Getty Museum[272].
- 1677 : Apollon et Mercure, lavis de plume avec rehauts, 18,8 × 25,2 cm, musée d'État de Berlin, cabinet des gravures sur cuivre.
- 1678 :
  - Le Christ jardinier, pinceau avec rehauts, 16,3 × 28,4 cm, Londres, British Museum ;
  - Grand arbre et deux personnages avec brancard dans un paysage, pierre noire, plume et encre brune, lavis gris-brun et rehauts blancs sur papier chamois, 37,7 × 23,5 cm, Berlin, Staatliche Museen[56].
- Vers 1680-1682 : Paysage avec Ascanius tuant le cerf de Sylvia, pierre noire, plume et encre brune, lavis brun et rehauts blancs sur papier vergé, 25 × 31,5 cm, Oxford, Ashmolean Museum[205].

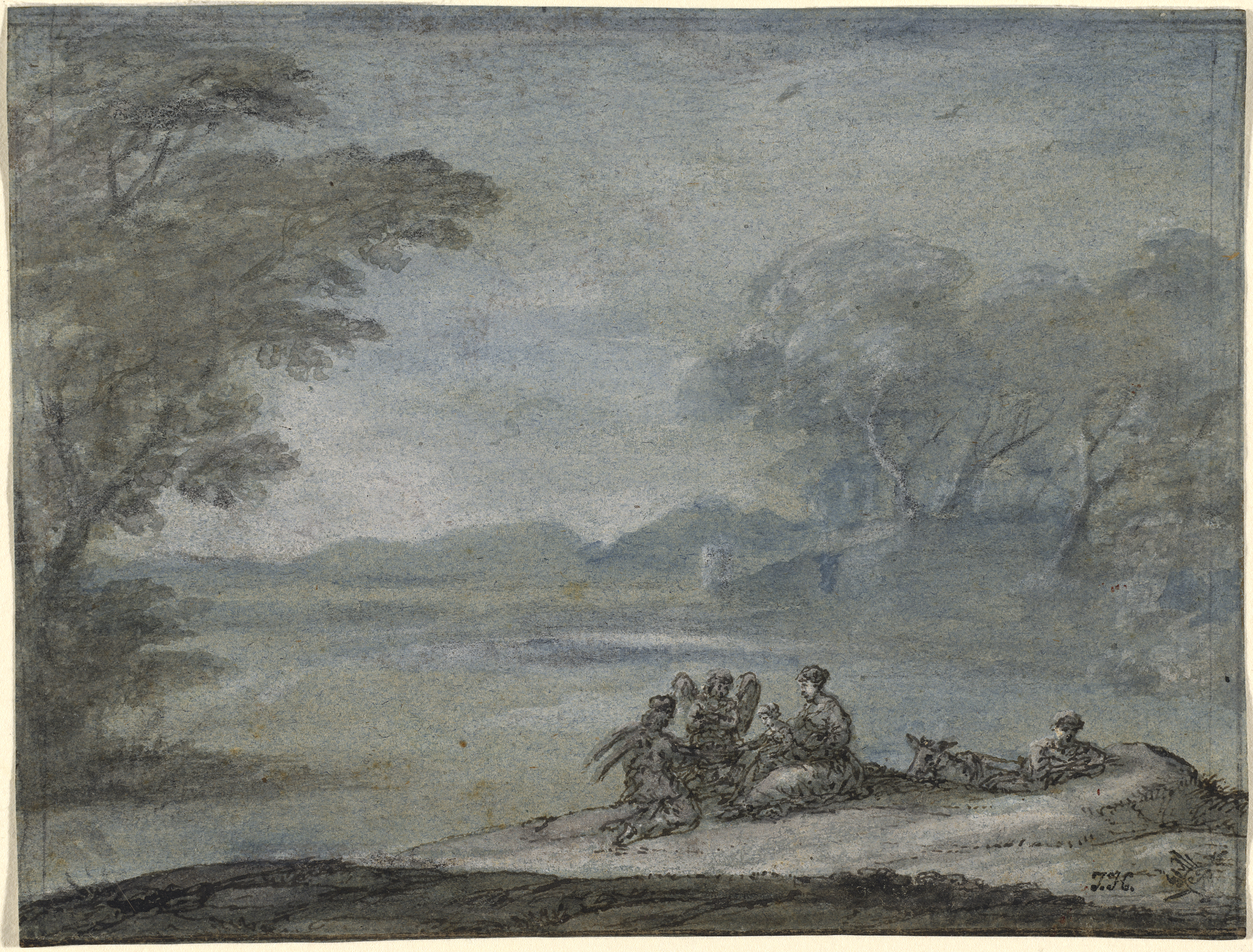
Le Repos pendant la fuite en Égypte, 1682, Washington, National Gallery of Art.

- 1682 : Le Repos pendant la fuite en Égypte, graphite, plume et encre brune, lavis gris et bleu, rehauts de blanc sur papier bleu, 12,6 × 16,6 cm, Washington, National Gallery of Art[263].

#### Non daté
- Repos pendant la fuite en Égypte, lavis de plume, 17,4 × 23,5 cm, musée d'État de Berlin, cabinet des gravures sur cuivre.
- Panorama depuis le Sasso, plume, 16,2 × 40,2 cm, Chicago, Art Institute of Chicago.
- Coucher de soleil, livre d'esquisses, fol. 4v., plume, 18,5 × 12,9 cm, Stockholm, National Museum.
- Paysage, lavis de plume, 13,3 × 16,6 cm, New York, Pierpont Morgan Library.
- Concordia, lavis de plume, 13,4 × 17,5 cm, musée d'État de Berlin, cabinet des gravures sur cuivre.
- Vue des Horti Sallustiani à Rome, plume et encre brune, lavis brun et graphite, 25,4 × 19 cm, Londres, British Museum[273].
- Deux biches apprivoisées, pierre noire et lavis brun sur papier crème, 10,8 × 10 cm, Cambridge (Massachusetts), musées d'Art de Harvard/Fogg Museum[274].
- Étude de bovins, pierre noire et sanguine, lavis brun et rouge, trait d'encadrement à la sanguine, 17 × 23,5 cm, Williamstown (Massachusetts), Clark Art Institute[126].
- Troupeau de brebis et de béliers, pierre noire er taches d'encre brune sur papier vergé crème collé en plein, 12,2 × 19,1 cm, Saint-Cloud, musée du Grand Siècle. Ce dessin était réuni dans l'Album des animaux avec deux autres représentant un troupeau de moutons, avec des ovins dans différentes attitudes, broutant ou se reposant[275].

### Eaux-fortes
- 1630 : La Tempête, eau-forte sur papier vergé, 12,8 × 17,4 cm, Chantilly, musée Condé. Claude travaille la plaque par une série de lignes parallèles rapprochées, générant une uniformité de tons qui rend les formes individuelles difficiles à discerner[276].

- vers 1630 :

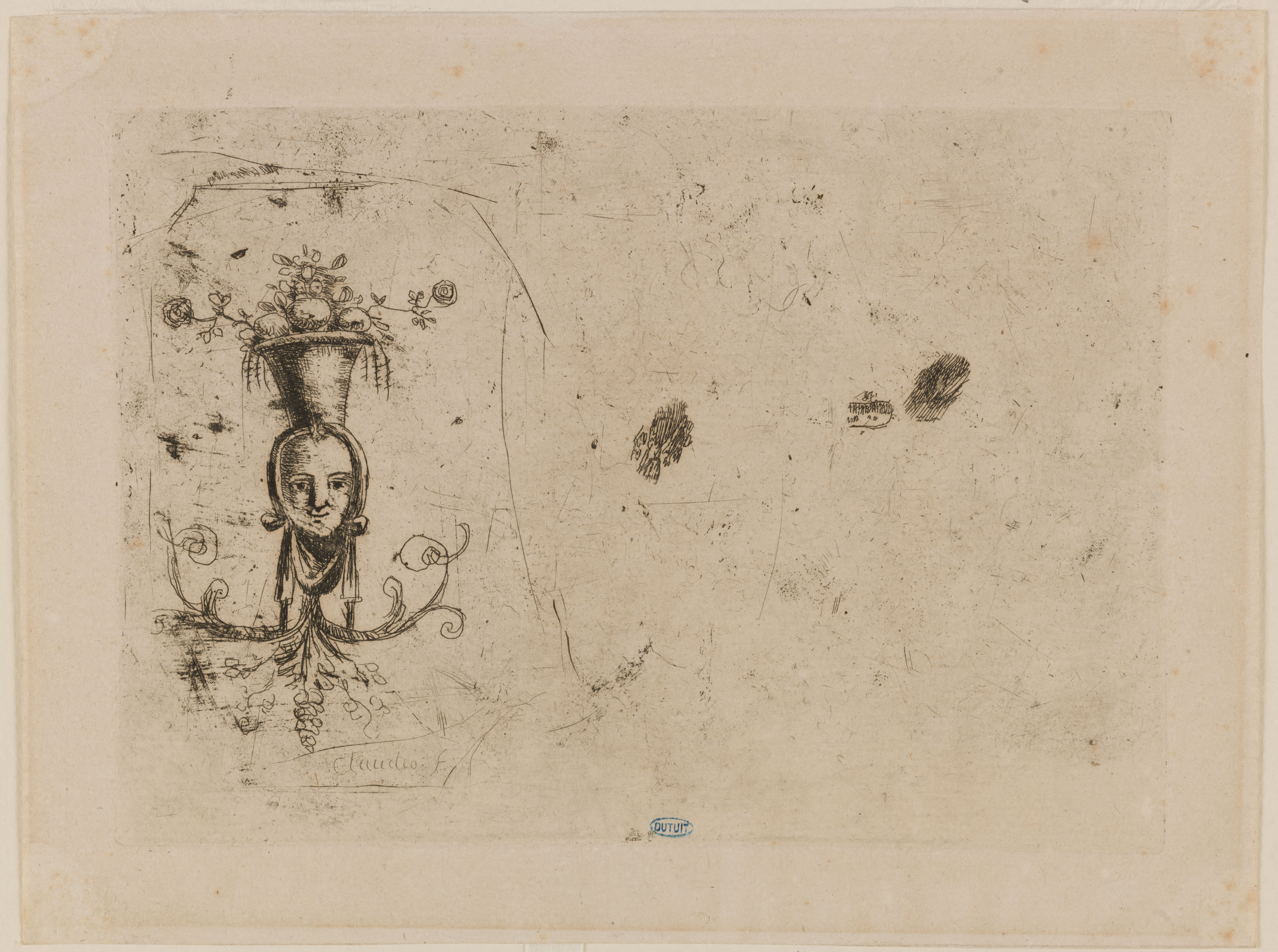
L'Arabesque, vers 1630, Petit Palais, Paris.

  - L'Arabesque, eau-forte et pointe sèche, 13,8 × 19,7 cm, Paris, Petit Palais. Cette eau-forte fait partie d'un groupe de quatre planches où Claude griffonne des lapins, des brigands ou des arbres, probablement des essais techniques où il varie les effets du tracé de l'aiguille, des morsures de l'acide ou des encrages plus ou moins profonds, sans se soucier des accidents qui n'apparaitraient pas sur une estampe destinée à la vente. L'Arabesque n'est plus connue que par des tirages tardifs, vraisemblablement effectués au XVIIIe siècle. L'inscription Claudio f., en bas vers la gauche à la pointe sèche, doit  être comprise comme un exercice permettant à l'artiste de s'entrainer au maniement de la pointe sèche et à l'inscription de son nom à l'envers pour parer à l'effet miroir qui inverse l'image à l'impression[277] ;
  - Les deux Paysages, 13,2 × 20 cm ; Femme assise, 11 × 17 cm ; vers 1633 : Étude d'une scène de brigands, 13 × 20 cm, Paris, Petit-Palais. Ces trois planches témoignent de la façon dont Claude travaille la technique de la pointe en incisant plus ou moins profondément la plaque, en jouant sur l'épaisseur du trait, en expérimentant différents temps de morsure du cuivre par le bain d'acide ou en variant le réseau de hachures pour ombrer plus ou moins ses motifs. Elles lui permettent de travailler des motifs qu'il réutilisera dans des compositions complexes, gravure et peinture s'alimentant mutuellement chez cet artiste[278].

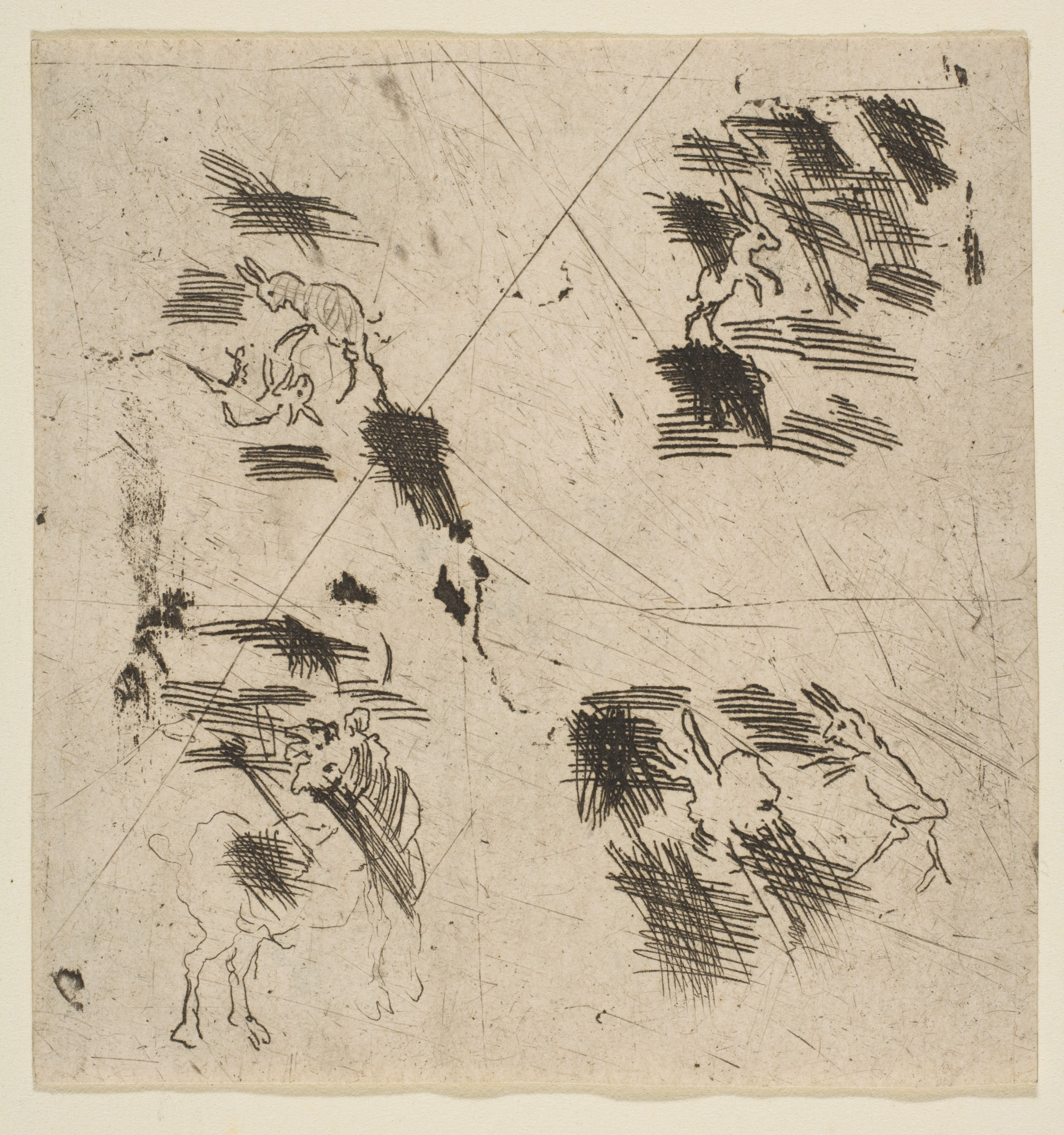
Étude d'une scène de brigands (partie supérieure), Metropolitan Museum of Art
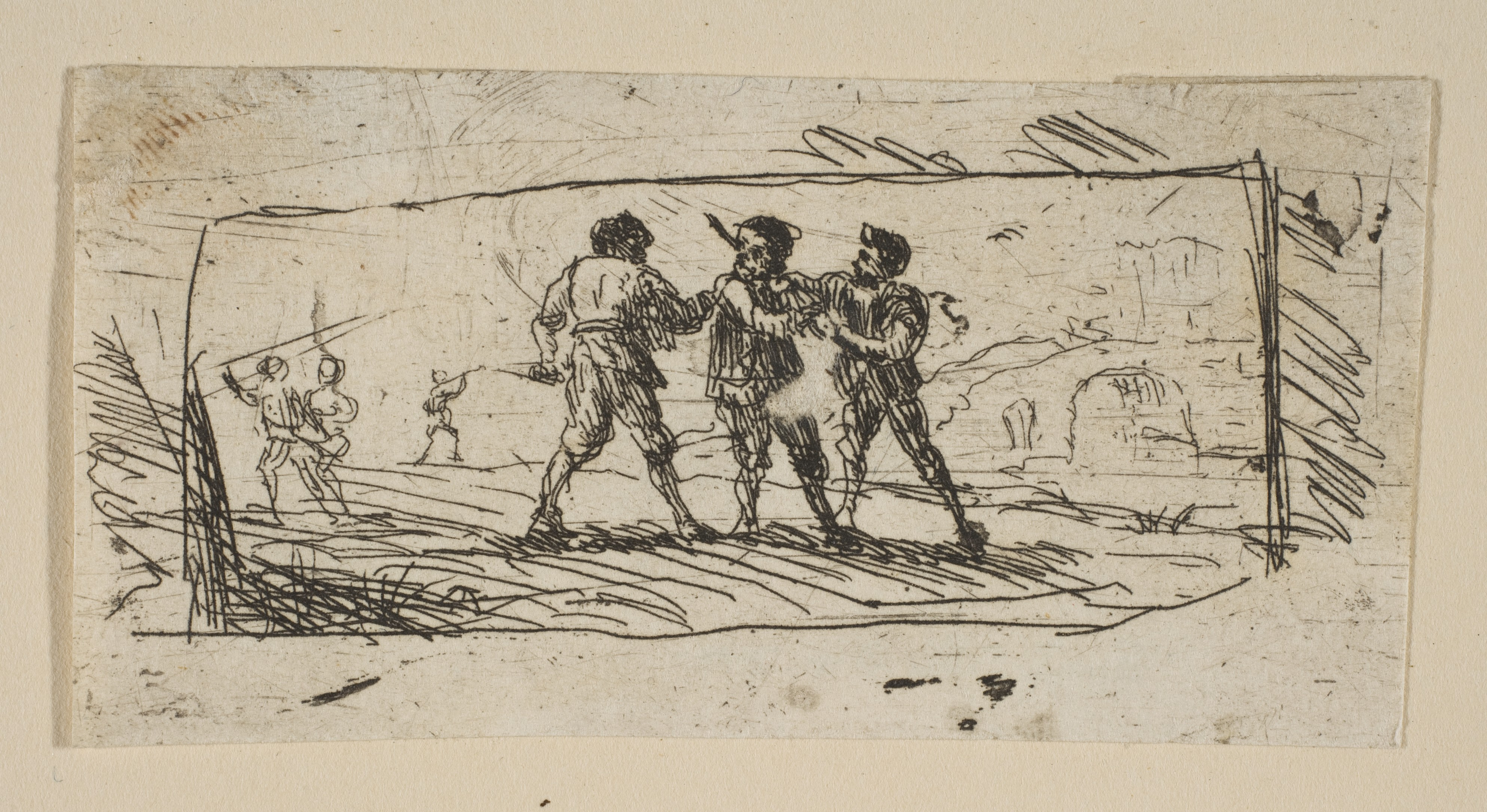
Étude d'une scène de brigands (partie inférieure), Metropolitan Museum of Art
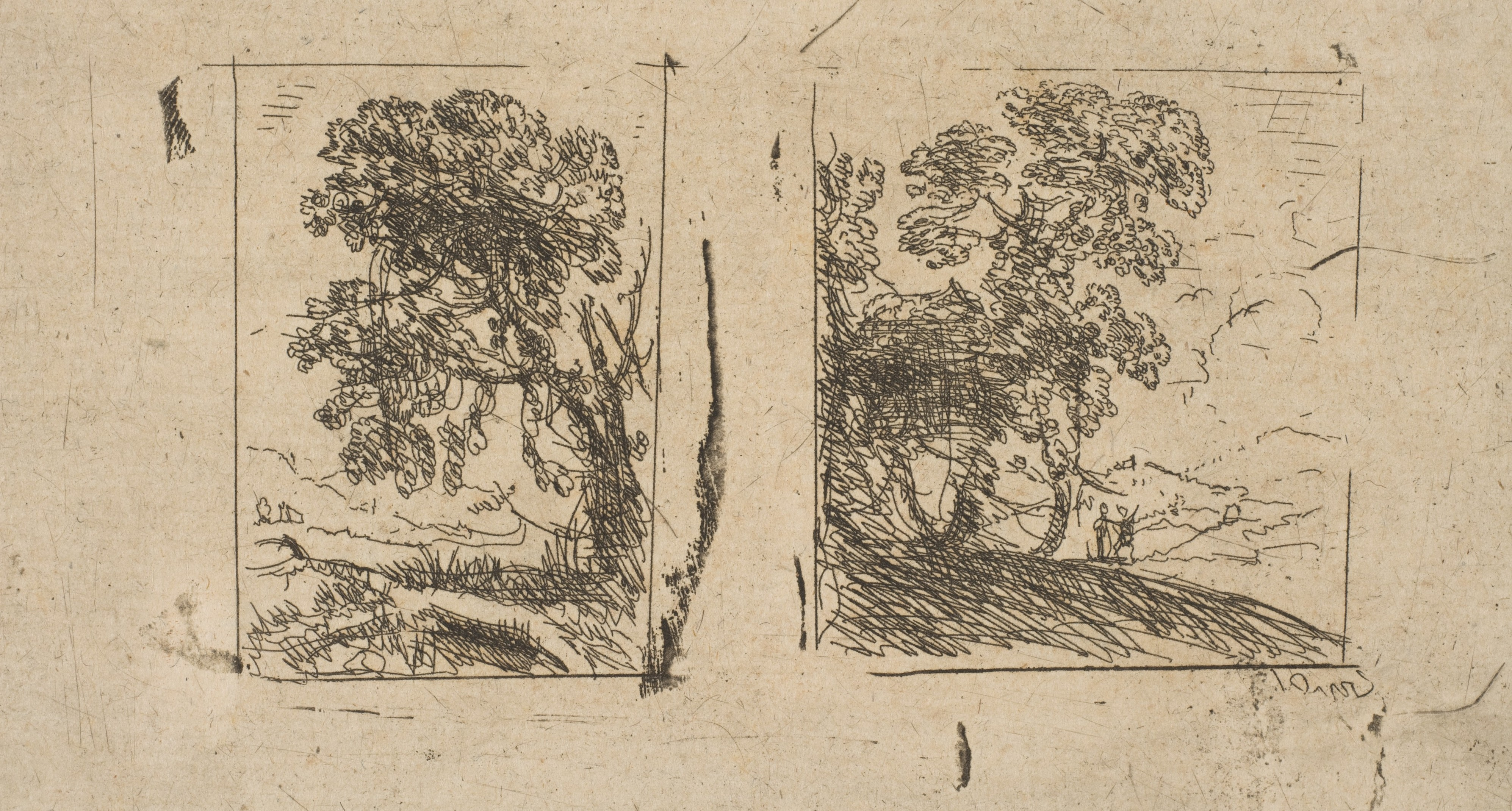
Les deux Paysages, Metropolitan Museum of Art
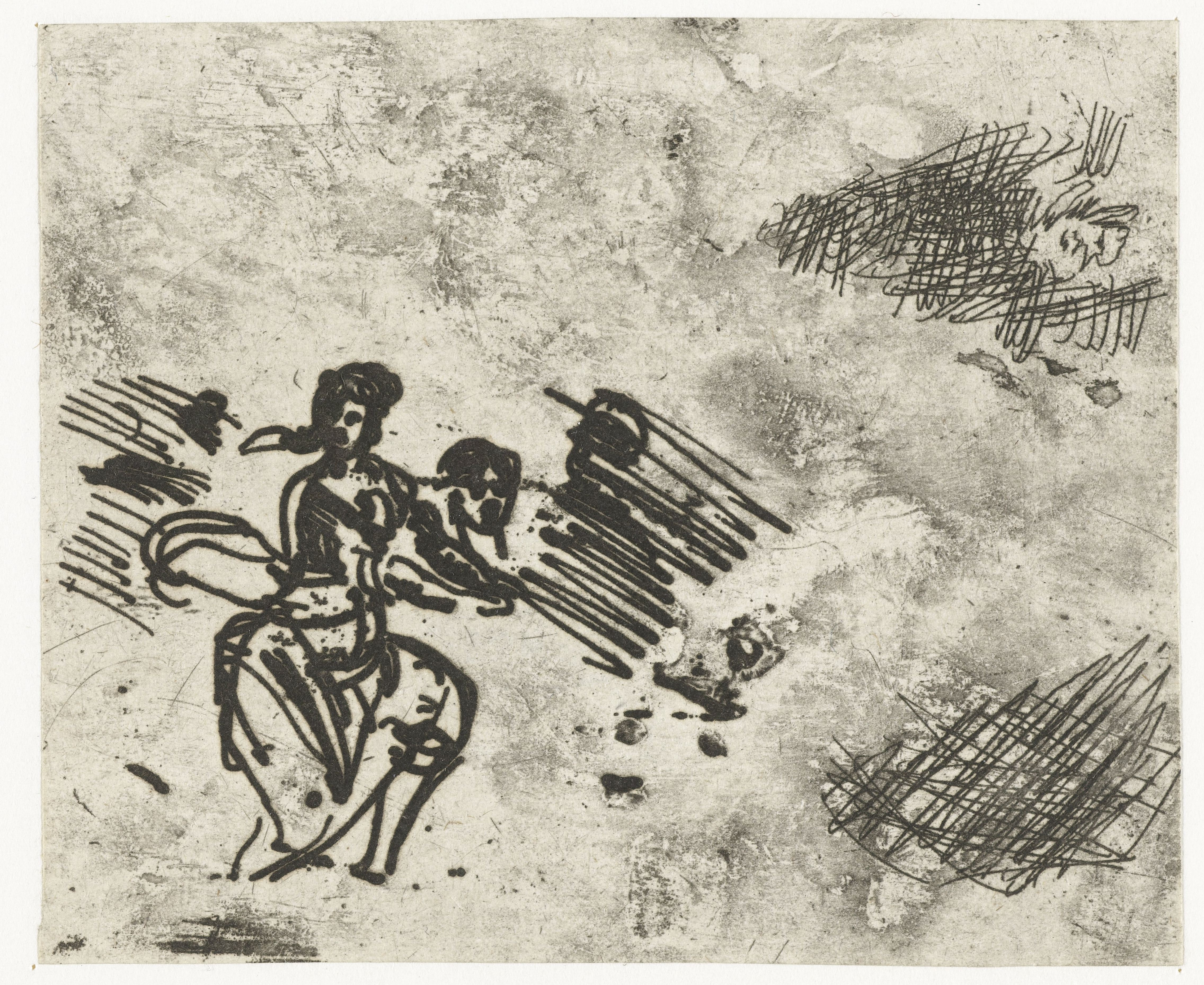
Femme assise, Rijksmuseum Amsterdam

- 1634 : 
  - Les quatre Chèvres, 20,2 × 13,2 cm, Paris, Petit Palais[133] ;
  - L'Enlèvement d'Europe, 20,3 × 19,5 cm, Paris, Petit Palais[133].
- 1636 : Le Bouvier, eau-forte et pointe sèche sur papier vergé, 12,8 × 19,6 cm, Chantilly, musée Condé. Cette estampe se démarque par l'équilibre de sa composition et la synthèse qu'elle opère entre les caractéristiques des compositions pastorales de Claude. Certaines parties semblent avoir été reprises à la pointe sèche afin de différencier les formes, marque d'un très haut degré de maîtrise technique[279].
- 1637 :  série de treize eaux-fortes dite des « Feux d'artifice », dont La Tour carrée, 19,3 × 13,9 cm ; La Tour carrée avec feux d'artifice, 19,5 × 14 cm ; La Tour ronde éclatée pour découvrir la statue du roi des Romains, 19,5 × 13,5 cm, Paris, Petit-Palais. Ces planches commémorent les fêtes qui ont lieu du 1er au 8 février 1637 sur la Piazza di Spagna à Rome pour célébrer l'élection de Ferdinand III (empereur du Saint-Empire) comme roi des Romains. Elles dépeignent les feux d'artifice selon leur succession réelle, dont Claude a dû être un témoin oculaire alors qu'il occupait un logement à proximité[280].

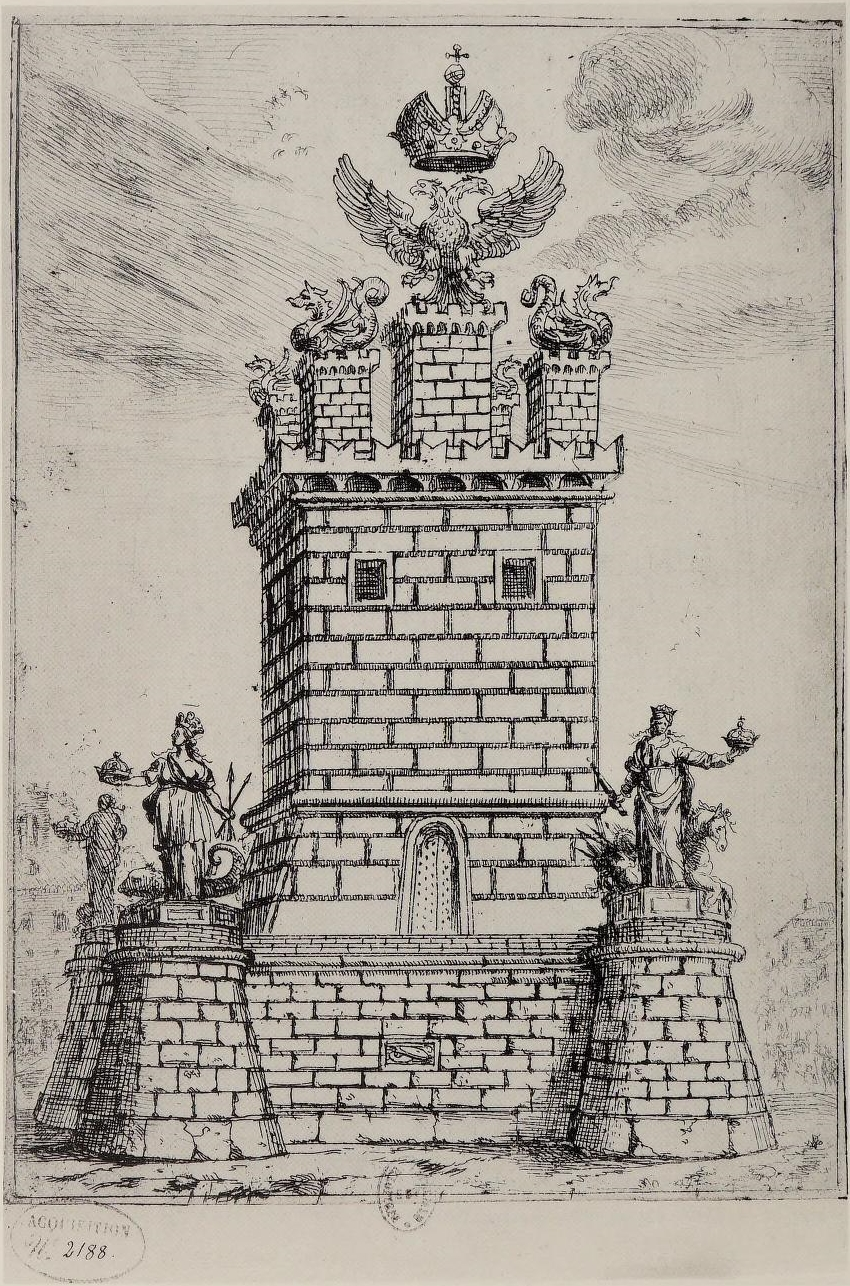
La Tour carrée
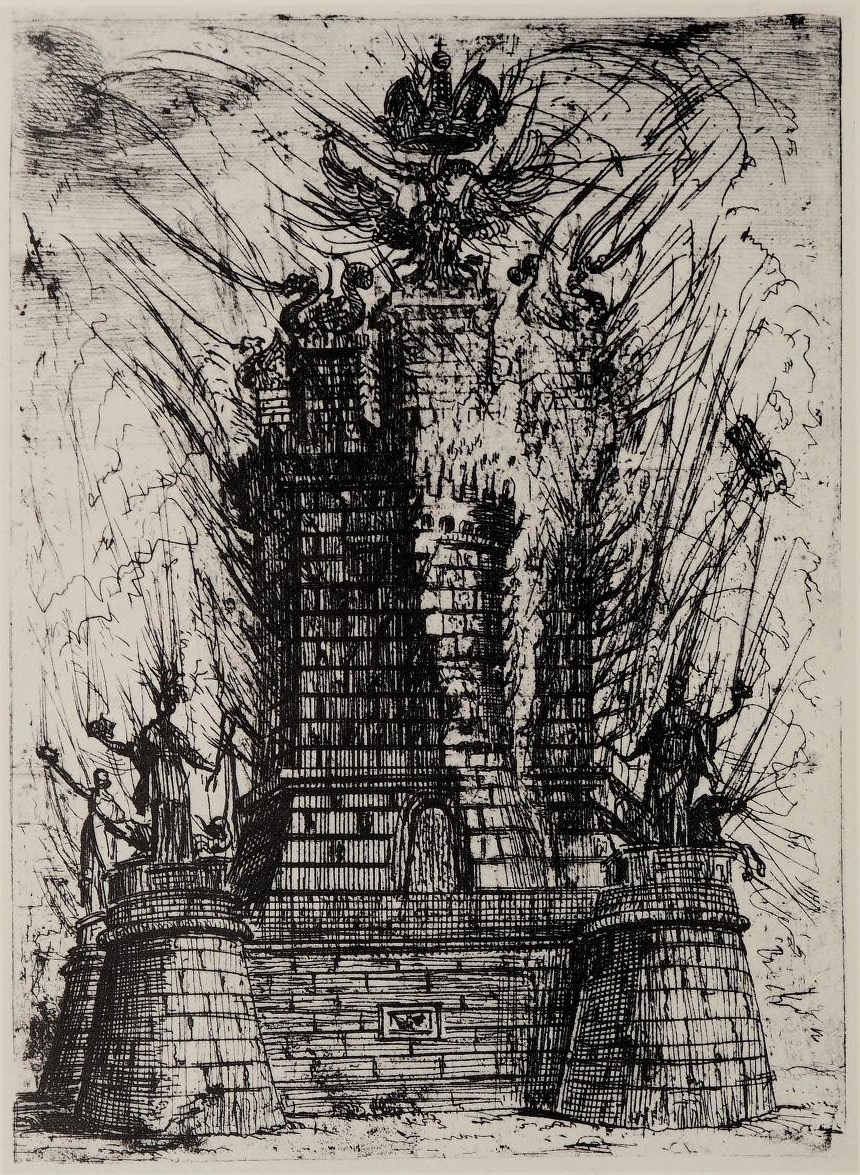
La Tour carrée avec feux d'artifice
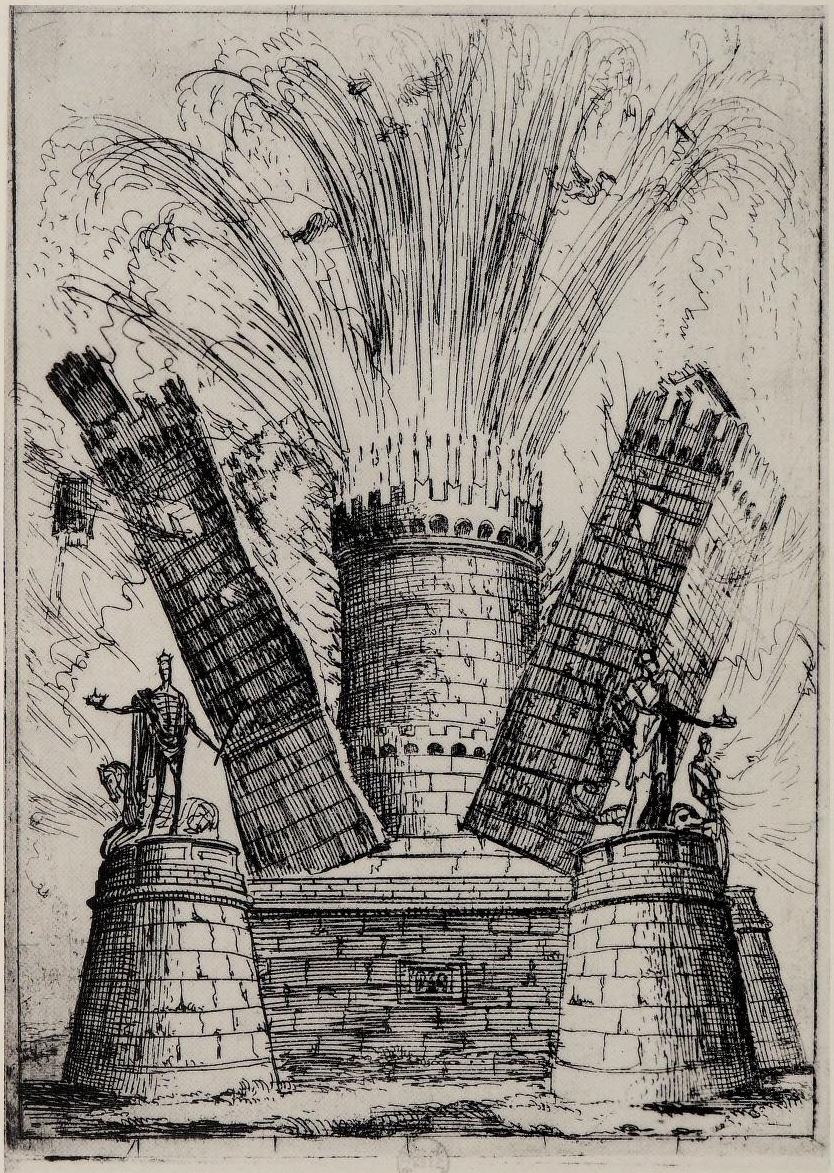
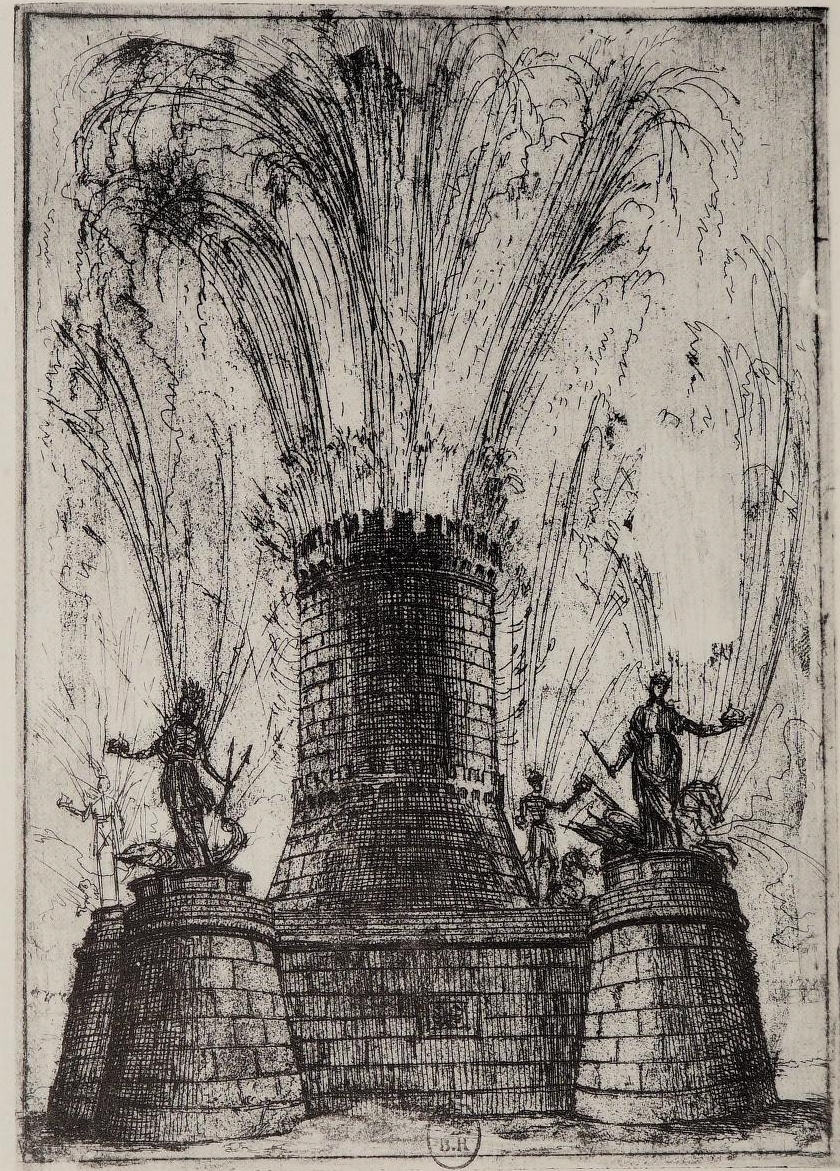
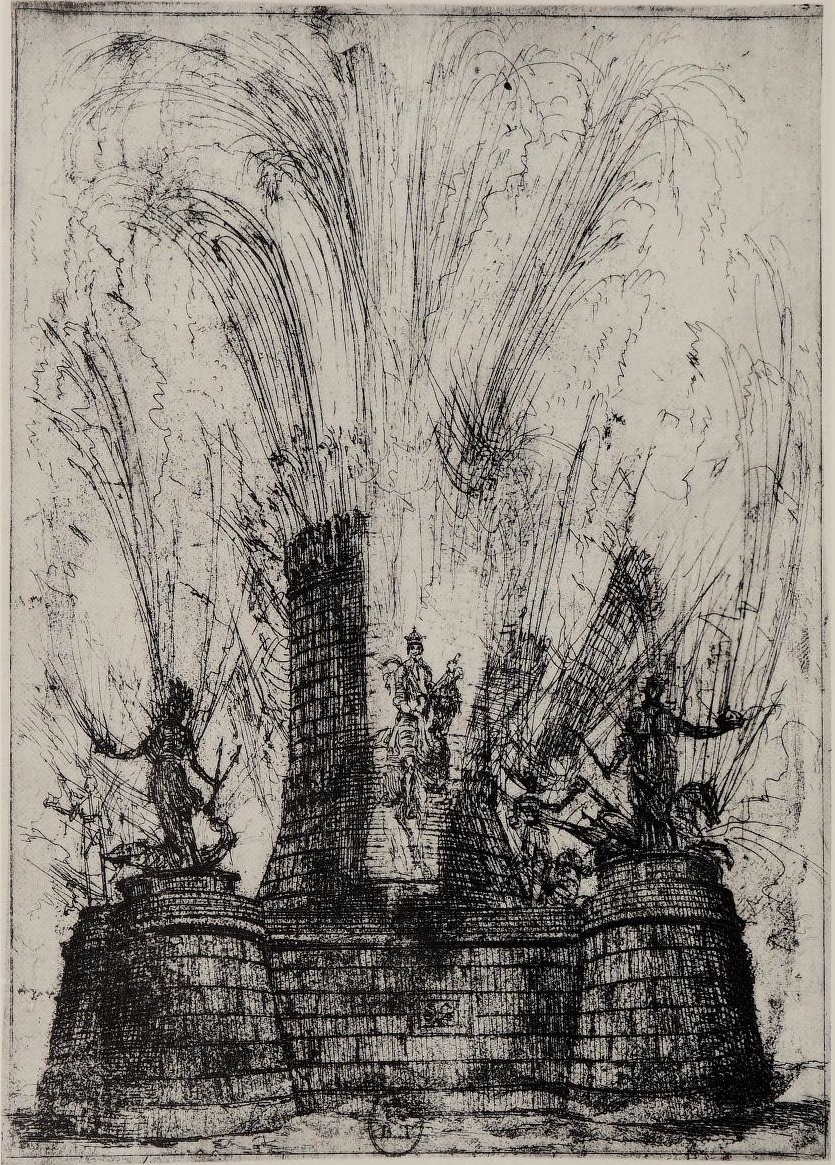
La Tour ronde éclatée pour découvrir la statue du roi des Romains
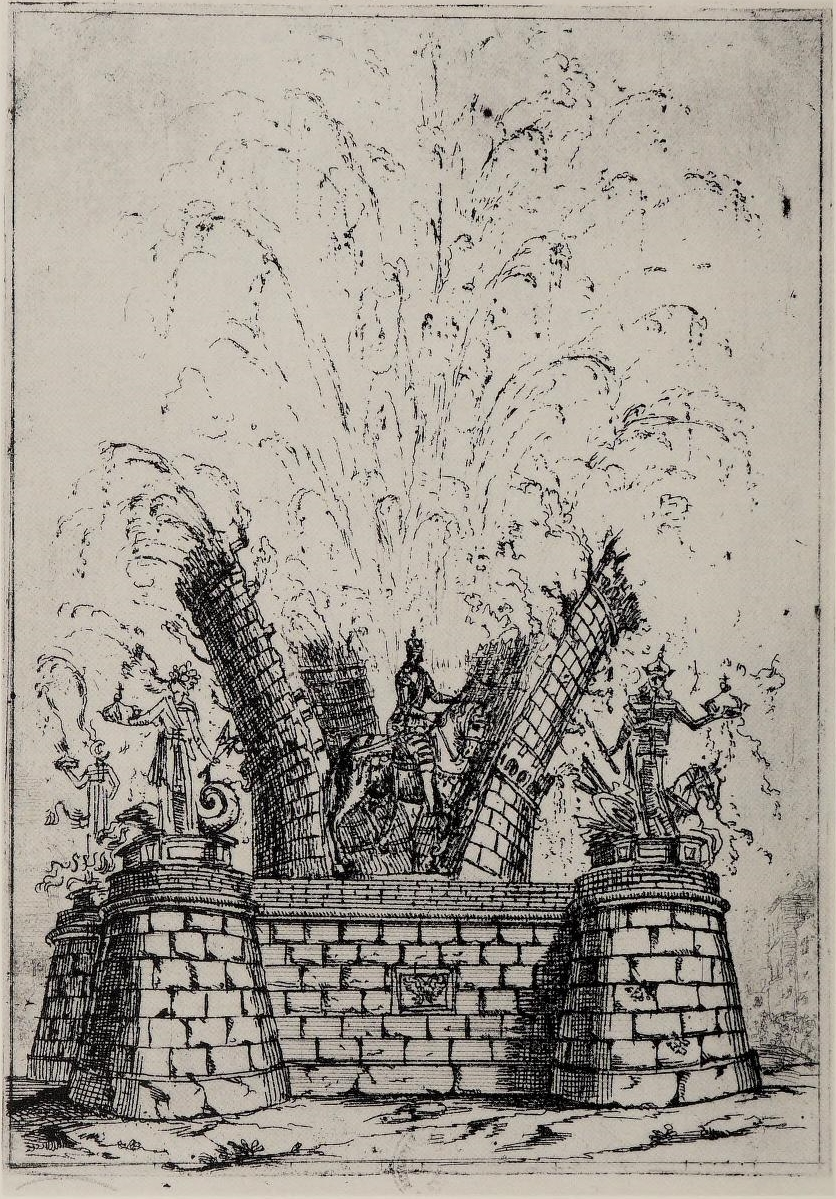
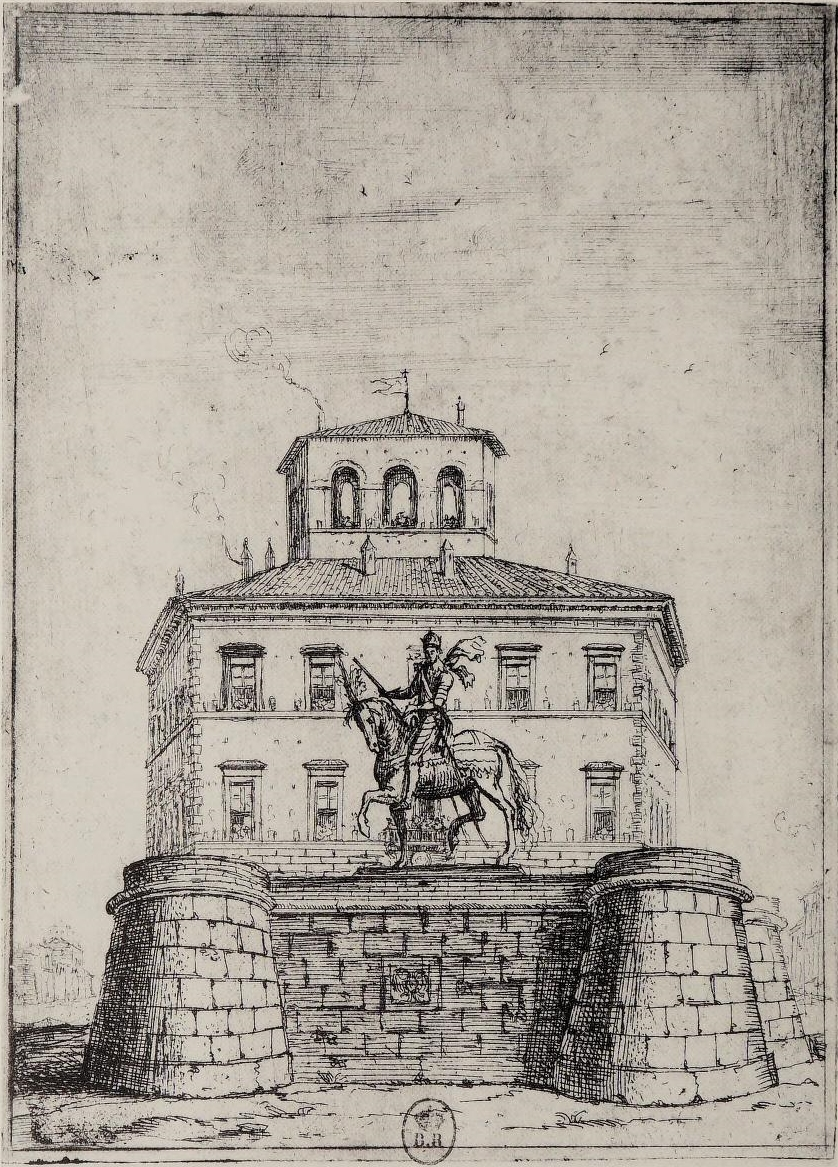
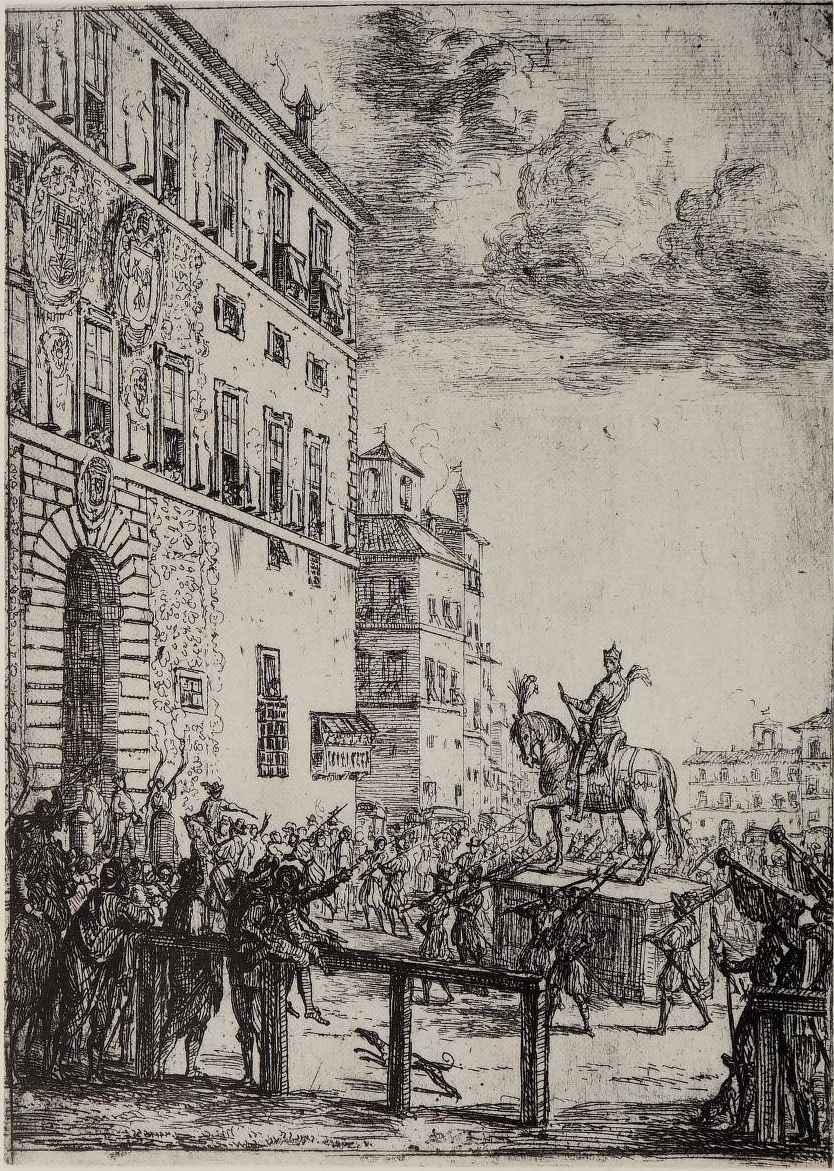

- Vers 1637 et vers 1640-1641 : La Danse sous les arbres, eau-forte et pointe sèche sur papier vergé, 13,6 × 19,7 cm, Chantilly, musée Condé[281].
- 1638 : Le Naufrage, 12,4 × 17,9 cm, New York, Metropolitan Museum of Art. Claude y reprend l'action de sa Tempête de ses débuts avec plus de clarté et de sens du drame[282].
- Vers 1641 : Le Port de mer à la grosse tour, eau-forte sur papier vergé, bonnes marges, 12,7 × 19,5 cm, Chantilly, musée Condé[226].
- Vers 1650-1651 : Le Troupeau en marche par un temps orageux, eau-forte sur papier vergé, bonnes marges, 16,2 × 22,3 cm, Chantilly, musée Condé. Les jeux d'ombre et de lumière contribuent tout à la fois à creuser l'espace et à dramatiser la scène[283].
- Vers 1651 : Berger et bergère conversant, eau-forte sur papier vergé, coupé à la limite du trait carré, 19,1 × 25,2 cm, Chantilly, musée Condé, dont Le Berger et la bergère (eau-forte, plume et encre brune, 19,4 × 25,9 cm, Londres, British museum) constitue un tirage d'essai ; il semble que les corrections ont été apportées par Claude, au fil de son travail sur les différents états de la plaque[284].
- 1663 : Le Chevrier, 17 × 23,1 cm, Paris, Petit Palais[285].

## Filmographie
- Port de mer au soleil couchant de Claude Gellée, dit Le Lorrain - 1639, film documentaire d'Alain Jaubert, France, 1989, 27 min, édition ARTE/Palettes, Les Théâtres du soleil.